# Architetture di Chieti

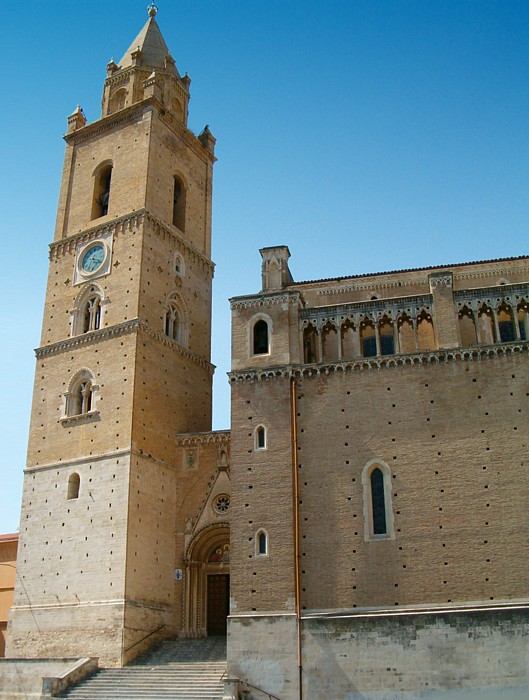
Torre della Cattedrale di San Giustino, uno dei simboli della città

La pagina racchiude le architetture di Chieti, nonché la loro storia e dell'urbanistica della città attraverso i secoli.
Le architetture sono divise nelle sezioni di chiese, palazzi e monumenti pubblici presenti nel centro storico di Chieti alta e in quello moderno di Chieti Scalo. Sono incluse anche le architetture dei dintorni comunali.

## Storia dello sviluppo urbanistico

### Origini e Medioevo

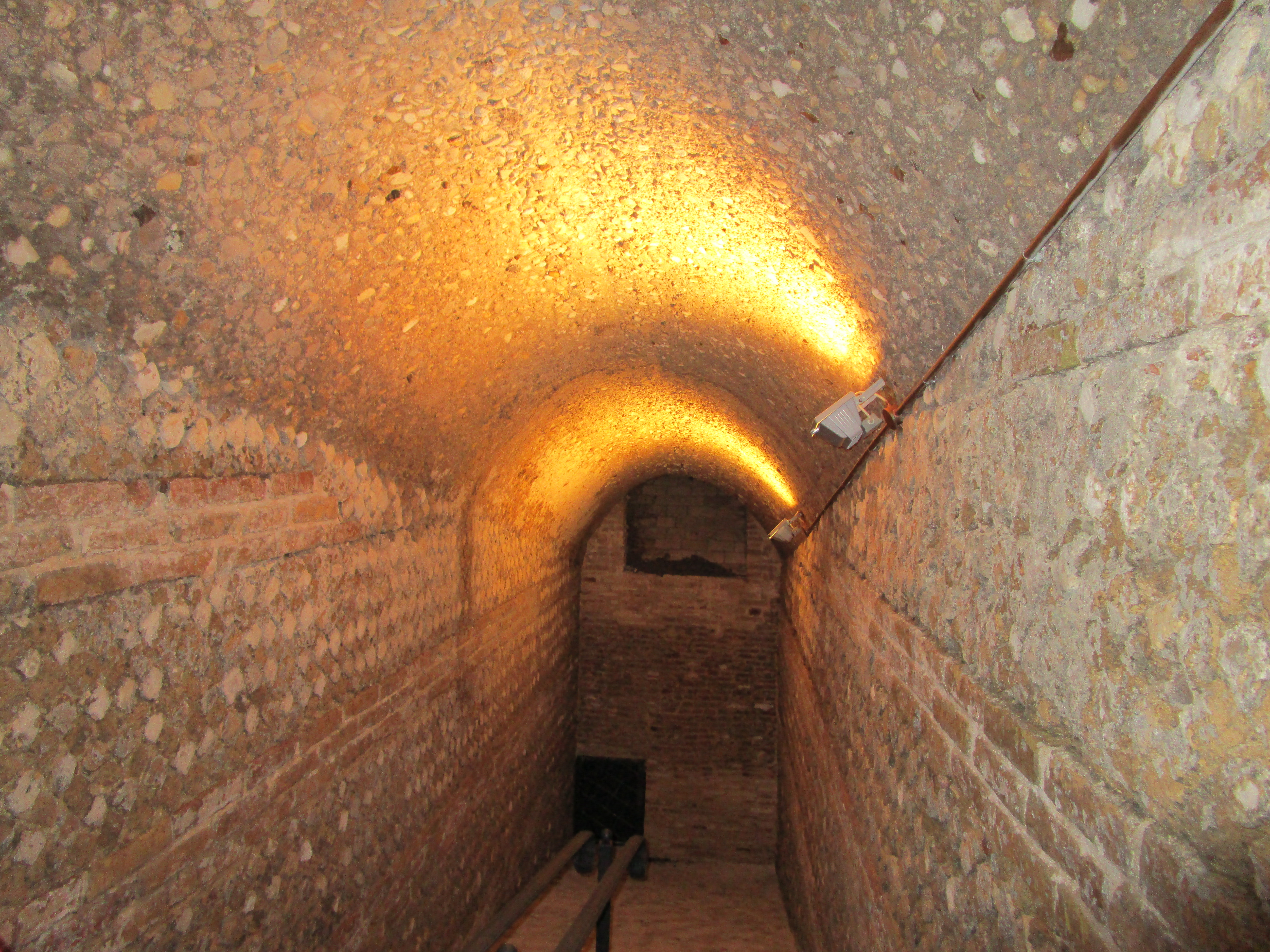
Percorso sotterraneo della romana Via Tecta

Il primitivo villaggio italico si sviluppò sull'attuale colle della Civitella, la zona più alta di Chieti. Nel IV secolo a.C. il villaggio era una città a tutti gli effetti, nota come Teate, capitale dei Marrucini. Con la conquista romana, la città venne dotata di nuove strade, e delle classiche architetture dell'Urbe, come l'anfiteatro, il teatro, le terme e nuovi templi. Molte delle strutture romane sono ancora visibili, specialmente l'anfiteatro romano che fa parte del complesso museale archeologico "La Civitella", seguito da una porzione del teatro romano pi a nord, presso Porta Napoli, dal complesso dei Tempietti italici (dei quali è molto ben conservato il tempio maggiore perché trasformato in chiesa), e dalle terme romane.
La città visse un grave periodo di crisi nel IX secolo quando venne distrutta da Pipino d'Italia nel 801 d.c., e successivamente ricostruita, con sette rioni, dotati di mura di fortificazioni, torri e porte di accesso. Poco è rimasto della struttura medievale della città, se non alcune torri, come la Torre Colantonio Valignani del Palazzo Vescovile, la Torre Fieramosca presso il cimitero, e la Porta Pescara. Le porte erano 9: Porta Reale (o Porta Napoli, a ovest), Porta Sant'Andrea (sud-ovest), Porta Santa Caterina (nord-ovest), Porta Monacisca (sud), Porta Pescara (nord-est), Porta Sant'Anna (est), Porta Santa Maria (nord) e i due accessi a Piazza San Giustino di Porta Zunica e Porta Bocciaia. Anche dell'architettura religiosa e civile poco è rimasto, se non decorazioni presso la chiesa conventuale di San Francesco d'Assisi, il campanile di San Giustino e la facciata della chiesa di Sant'Agata.
Presso la piazza della Cattedrale si trovava il Palazzo del Capitano (oggi Palazzo di Giustizia, in stile neogotico), mentre nel XVII secolo lungo l'attuale corso Marrucino verrà costruito il Palazzo del Potere dei Valignani.

### Settecento e Ottocento

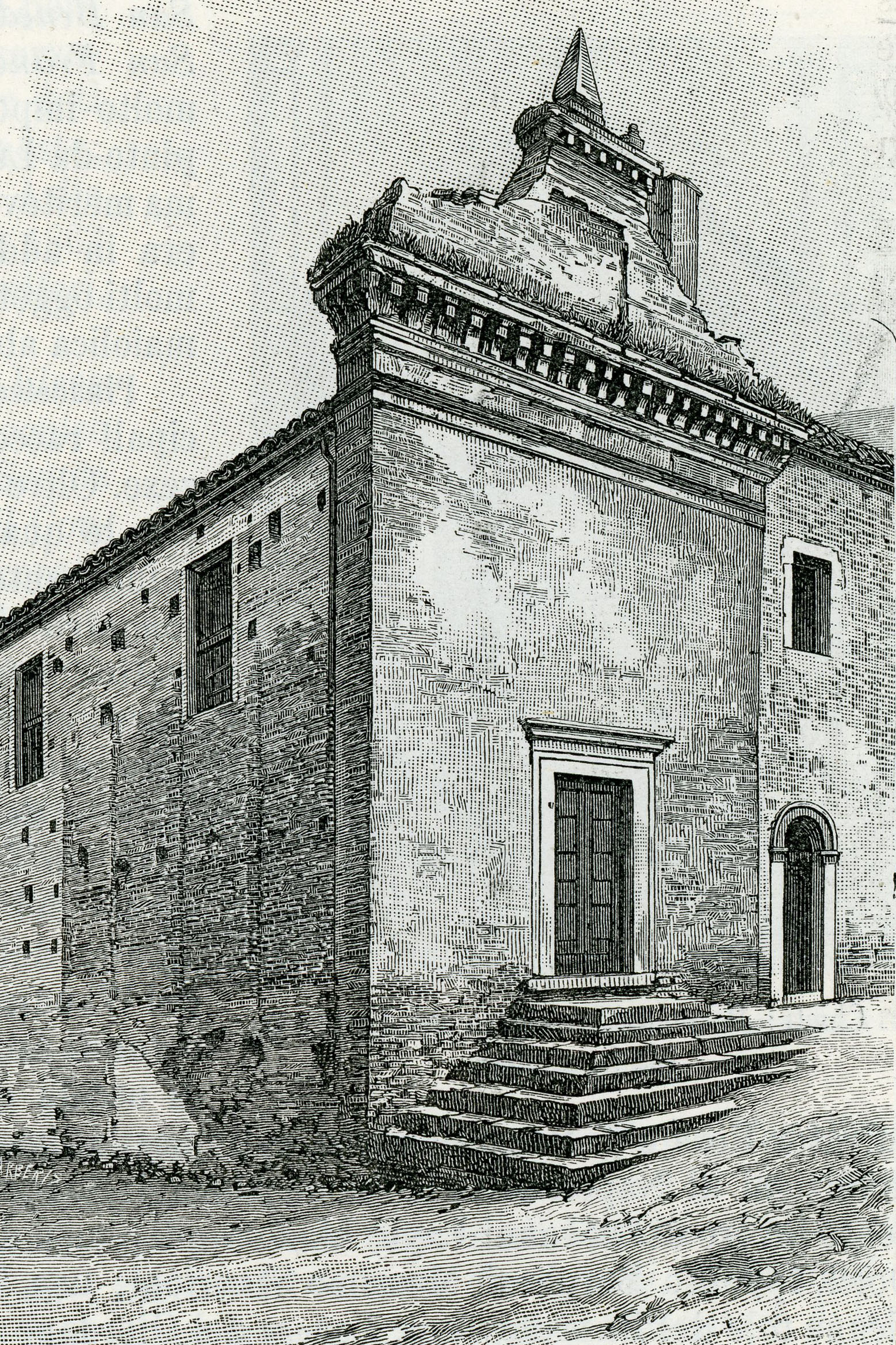
Tempio di Castore e Polluce (ex chiesa di San Paolo) in una xilografia del 1898 di Stafforello Gustavo

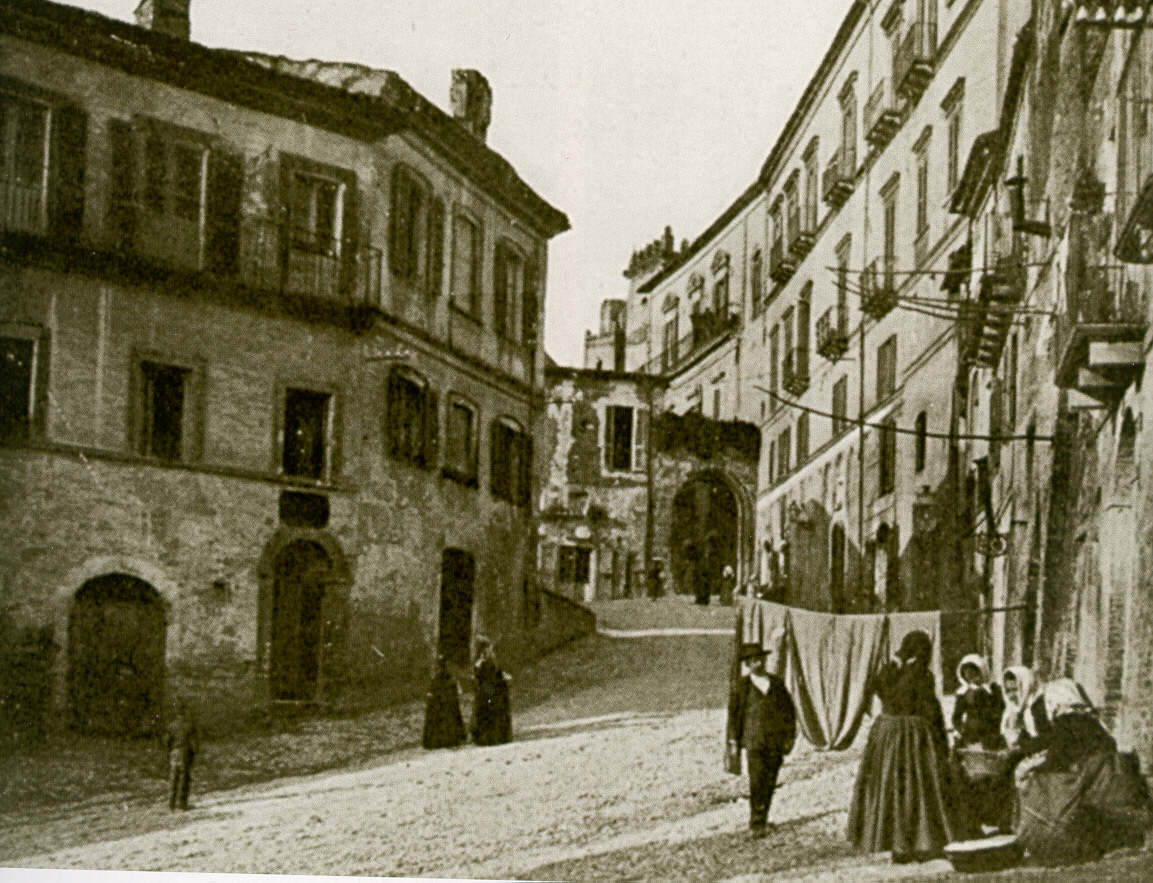
Porta Pescara

Durante il Settecento Chieti subirà un radicale mutamento del tessuto urbano, trasformandosi in città barocca, in seguito ad alcuni danni riportati dopo il terremoto dell'Aquila del 1703. Le influenti famiglie Valignani, Zambra, Durini, approfitteranno della situazione per chiamare valenti maestranze lombarde e napoletane per abbellire la città, costruendo i palazzi sopra le vecchie strutture medievali, e per il rifacimento ex novo alla moda barocca delle strutture religiose, che in gran parte perderanno l'aspetto antico originario.

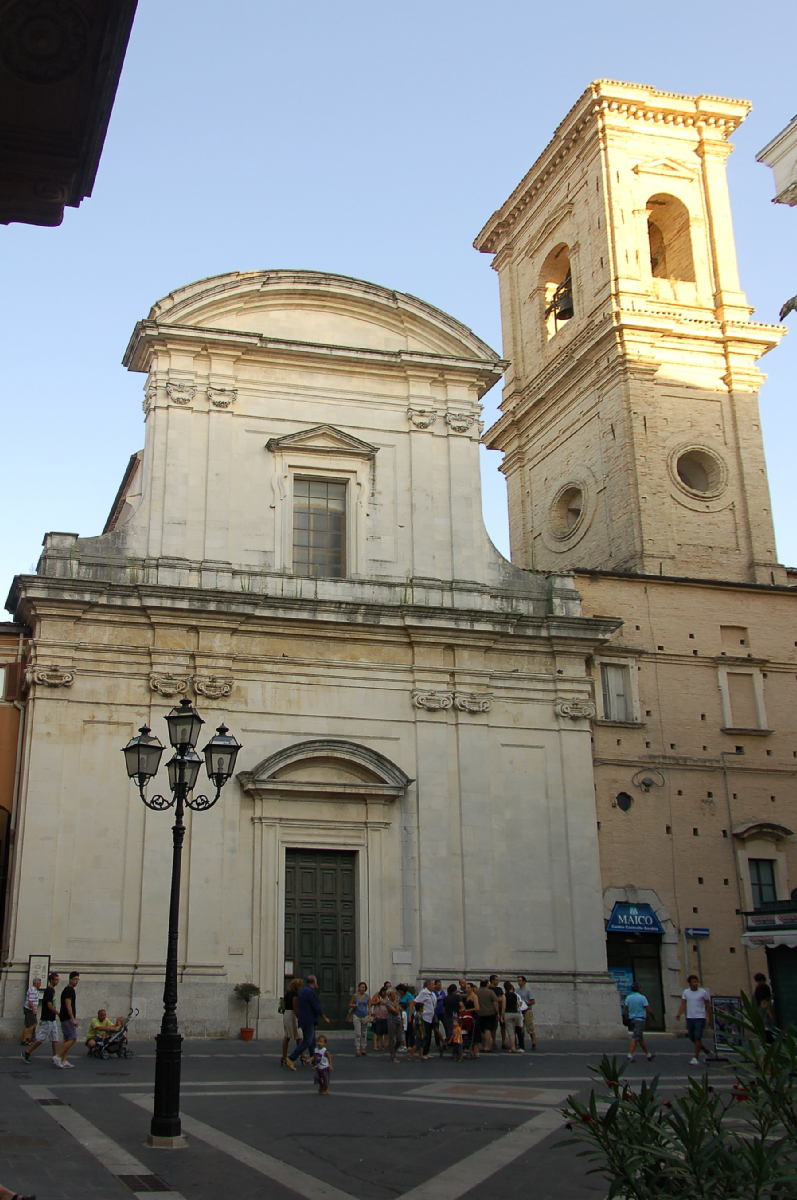
La chiesa di San Domenico degli Scolopi, o "San Domenico Nuovo", poiché la vecchia chiesa domenicana fu demolita per la costruzione del palazzo provinciale nell'800

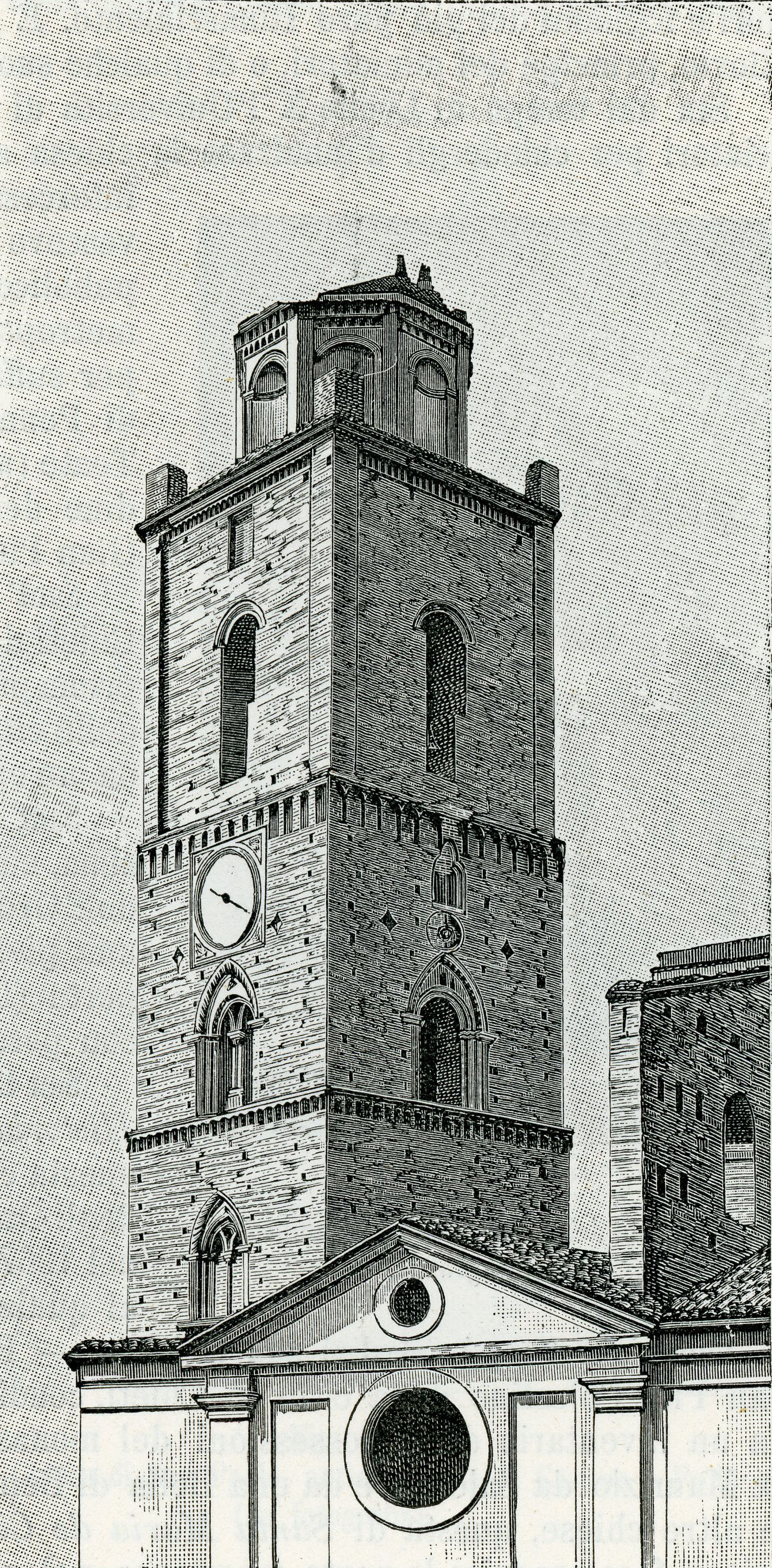
Torre del Duomo in un'incisione ottocentesca

La città settecentesca aveva ereditato la planimetria urbanistica medievale, con potenziamenti nel 1500 delle mura, e varie integrazioni. Con l'ingresso nel nuovo regno, le mura diventeranno inutili, viste come un freno allo sviluppo urbano. Nella seconda metà del XIX secolo non solo s'era infranta la barriera di rappresentanza delle mura, ma si era provveduto alla rettifica del vecchio asse mediano del corso Galiani, che tra il palazzo vescovile e il vecchio palazzo dell'Università si biforcava verso la Cattedrale lungo via degli Orefici e verso il rione Terranova (via Arniense, Piano Sant'Angelo), lungo via dello Zingaro (oggi via De Lollis), impedendo il collegamento diretto con Porta Pescara, e il quartiere Trivigliano, successivamente chiamato "Santa Maria". La rettifica del corso cittadino comportò il taglio di numerosi prospetti di palazzi privati, la demolizione dei palazzi Valignani (dove si trova la Banca d'Italia) e Francese, della chiesa di San Giovanni dei Cavalieri di Malta all'altezza di Piazza Giangabriele Valignani (1876) per stabilire il contatto con il largo Mercatello (piazza Malta) e via Ulpia (corso Marrucino settentrionale), che proseguiva verso Porta Pescara.
In questa maniera un unico lungo asse mediano poneva in collegamento diretto Porta Sant'Andrea con le porte Pescara e Santa Maria, e all'intersezione dei due assi sulla trasversale via Arniense, queste con Porta Sant'Anna e Bocciaia (zona Piazza dell'Esedra). Tale intervento comportò la perdita dell'originario convento domenicano (visto che l'attuale chiesa di San Domenico era dedicata a Sant'Anna), sostituita dal nuovo palazzo provinciale e dal Banco di Napoli, la rettifica e abbassamento di via Ulpia tra il convento dei Francescani passato all'Intendenza di Finanza, e il palazzo del seminario diocesano.
Fin dalla fine del XIX secolo inoltre, come appare nel catasto del 1875, iniziò l'urbanizzazione della piana fuori Porta Sant'Anna verso il cimitero, e dei bastioni dei Cappuccini, e in località Gaetani s'erano insediate alcune ville rustiche (Villa Obletter-Mazzella). Successivamente verso lo Scalo verranno create nuove strutture, che precluderanno alla nuova città sulla piana di Chieti Scalo.
Esiste dunque un momento cruciale nella storia urbanistica della città di Chieti, rappresentato dall'Unità d'Italia, periodo caratterizzato da un mutamento urbano, che coinvolge anche il resto degli assetti territoriali della regione. Soprattutto cambiano i baricentri di riferimento che portano con sé una diversa gerarchia delle funzioni spaziali, e soprattutto del sistema degli accessi alla città vecchia.
Chieti con lo scalo marittimo di Aterno (nel modesto villaggio di Pescara), ha per molto tempo rappresentato una delle direttrici di collegamento col nord Italia, oltre il Mar Adriatico; questa funzione con l'Unità venne meno, non potendo reggere il confronto con altre realtà portuali di maggiore capacità ed efficienza.
In riferimento al mutamento territoriale di Chieti, il Monsignore Luigi Baumgarten nel 1895 descrisse Chieti come una città molto al di sopra delle altre realtà di provincia abruzzese, il deputato Della Valle nel 1889 scrisse sul giornale diretto dal teatino Giuseppe Mezzanotte che l'economia di Chieti aveva subito uno stato di stagnazione in seguito all'unificazione, stagnazione anche culturale e morale. La città infatti, essendo sopra un colle, venne inizialmente tagliata fuori dai collegamenti ferroviari in costruzione presso l'Abruzzo, penalizzata rispetto alle vicine Pescara e Francavilla al Mare. Il marchese Raffaele Farina e il Mezzanotte constateranno nei quotidiani questo problema, ossia l'inizio dello sviluppo della piccola cittadina marinara
 di Pescara, fin da allora legata alle sorti della città teatina. Il nobile Camillo Mezzanotte, in merito all'espropriazione dei terreni della piana presso Pescara, per la costruzione della ferrovia, fu contrario. Infatti la famiglia Gazzella aveva preso l'appalto dal 1824 per la costruzione di una strada adriatica nella tratta Pescara-Fosso Calvano (ossia Pineto). La vicenda della ferrovia nel 1853 coinvolse anche il barone Panfilo De Riseis di Scerni. Nel 1838 s'era ravvisata la necessità di estendere la funzione dell'approdo di Aterno fino a farne il porto principale d'Abruzzo, tenendo conto di Chieti molto influente nei commerci, affinché la zona di Pescara, nel distretto di Chieti, diventasse la sua marina.

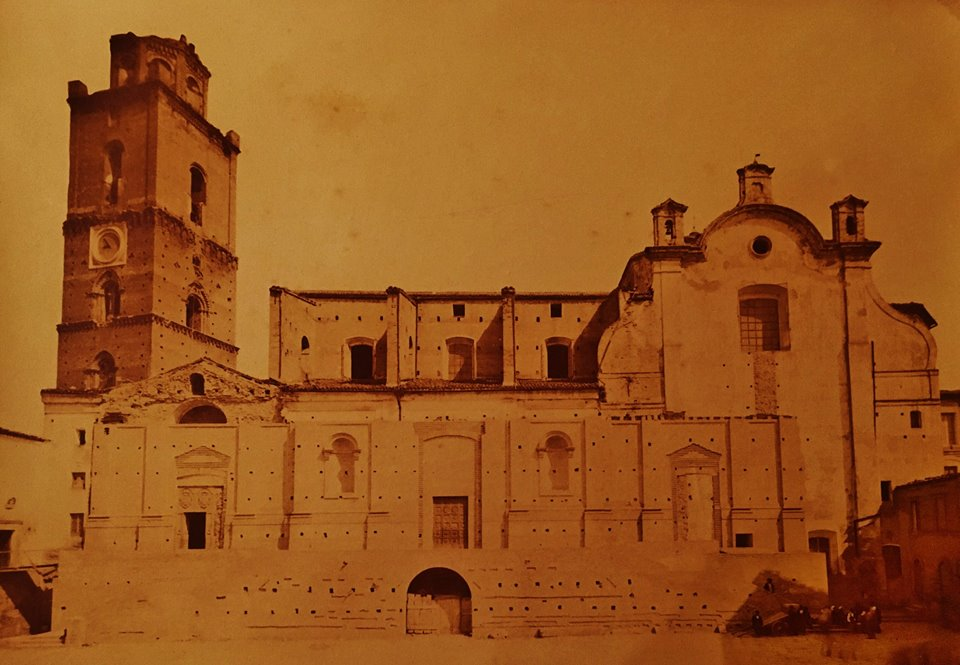
Cattedrale di San Giustino in una fotografia del primo Novecento, prima dei lavori di ricostruzione completa dell'esterno in stile neogotico

Costruzione delle ville Mezzanotte-Frigeri
Il cambiamento in città, nell'area fuori dalle mura, coincide con l'urbanizzazione di Chieti nel periodo 1806-1825; venne aperta la strada di Sant'Andrea, con la creazione di un sanitarium per soggiorni estivi nei giardini municipali, avanzata da Alfredo Barattucci su progetto di Giovanni Nobile nel 1893. Ciò se spiega, da un lato con l'introduzione dell'ordine nuovo, i riflessi che questo avrà sull'assetto urbano dominato dal desiderio di dissolvere con simboli tangibili il passato, dall'altro è però indice di una contraddizione voluta dalle proteste del popolo. Esempio è la Piazza San Giustino, dove si trova il Duomo di Chieti, intitolata nell'ottobre 1860 a Vittorio Emanuele II.
Contraddittorio anche appare il ruolo svolto dalla nobiltà recente, che si era venuta acculturando attraverso il costante il progredire delle proprie fortune economiche (i Valignani, i Mezzanotte, i Durini). Le capacità commerciali dei Durini che attirarono gli interessi degli Zambra, i legami dei Frigeri con la gestione Colonna, l'intreccio d'interessi portato dagli Obletter avevano mutato il volto della città sin dal XVII secolo.
L'Ottocento appare come il secolo che vede una sostanziale chiusura della spinta di rinnovamento urbano che queste famiglie avevano dato a Chieti nei due secoli precedenti. Prima di questo secolo la piazza della Cattedrale appariva ancora chiusa nel suo perimetro murario interrotto da Porta Zunica (case-mura con la porta composta in bugnato con tre arcate a tutto sesto). Sulla tradizione commerciale agraria, esisteva un porto commerciale alla foce del Sangro, navigabile fino a Castel di Sangro. I cambiamenti più evidenti sono riscontrabili nelle proprietà dei Frigeri-Nolli e dei Mezzanotte-Mazzella. Nel 1830 l'architetto Riccio realizzava Villa Frigeri (attuale sede del Museo Archeologico Nazionale d'Abruzzo), in stretta adiacenza con l'altra dei Nolli, a ridosso della chiesa di San Rocco e di Santa Maria della Civitella. Significativo invece il casino dei Mazzella insieme ad altre proprietà dei Mezzanotte, dislocate ai margini del rione Gaetani, non distante da Villa Obletter, fuori Porta Sant'Anna. Già queste dislocazioni indicano quali fossero le nuove direttrici degli interessi, i ricchi terreni della piana pescarese, in futuro colonizzate con la costruzione della ferrovia (Brecciarola-San Martino-Tricalle). Mentre gli interventi Frigeri-Nolli nascevano già segnati dalla necessità del cambiamento, come dimostrava l'urbanizzazione dell'area fin dal 1806-1815 con l'apertura dello stradone Sant'Andrea, annullano le periferie di Santa Barbara e San Donato, quelli dei Mezzanotte-Mazzella (1869) si dislocavano in posizione strategica per i futuri sviluppi segnati dalla modernizzazione extracomunale.
L'ingerenza dei Mezzanotte alla fine del secolo diventerà totale, occupando il quartiere Trivigliano-Santa Maria (divisione con i Pinti per la fabbrica di laterizio, gli stabilimenti tessili degli Odorisio del 1840, il liquorificio Barattucci a Porta Pescara). Nel 1864 Chieti si dotò del primo impianto a gas per la luce elettrica, tra le prime dell'ex Regno di Napoli.

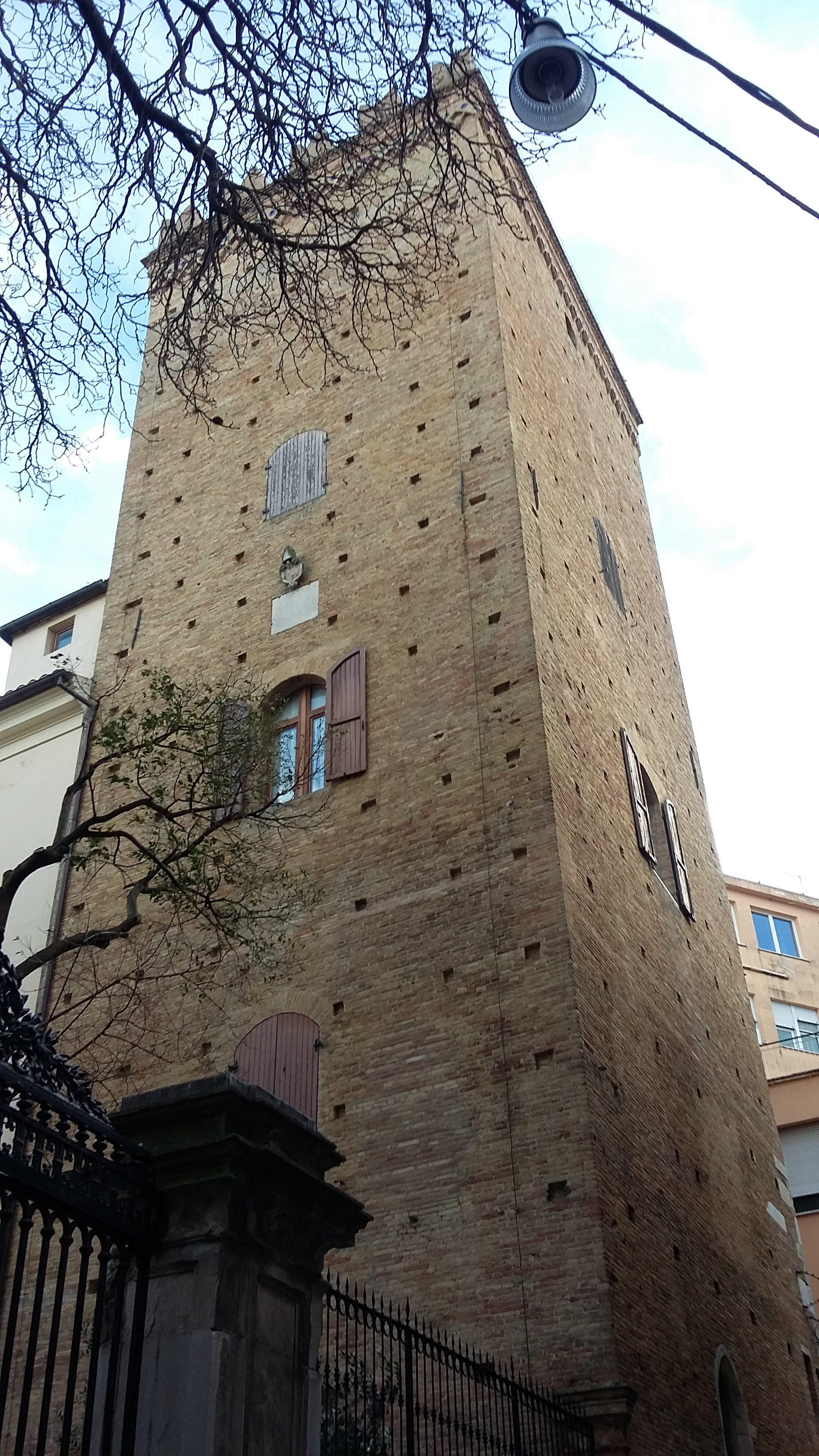
Torre medievale di Colantonio Valignani (1470) del Palazzo Arcivescovile, una delle poche strutture militari sopravvissute della città

La nuova finanza locale, diversa nella gestione del patrimonio dell'ex potere nobiliare, venne reinventata negli istituti di credito, nell'istituzione della Cassa di Risparmio (1861), nella sede del Banco di Napoli (1869, con la demolizione dell'ex convento di San Domenico). Indicativo è il fatto che alla presidenza della Cassa ascendesse subito Giustino Mezzanotte, benché fosse favorito il nobile Zambra, oppure Luigi Durini, Lelio De Lellis. Presso la villa nel 1865 fu inaugurato l'istituto Industriale Professionale. Con l'istituzione di varie scuole, tra le quali nel 1861 il Convitto Nazionale "Giambattista Vico" nell'ex convento di San Domenico Nuovo, l'Ottocento teatino è dunque caratterizzato dall'affermazione di nuovi ceti che ormai nell'affarismo e nell'oculato carrierismo, con lo Stato Sabaudo per garantirsi un amalgama con le realtà locali, riescono a superare la necessità di coronare la propria ascesa sociale col carisma nobiliare. Altre scuole furono l'Istituto Tecnico, la Scuola d'Arte Applicata all'Industria (1881), favorite dalle elargizioni di Camillo Mezzanotte.
Demolizione delle mura medievali

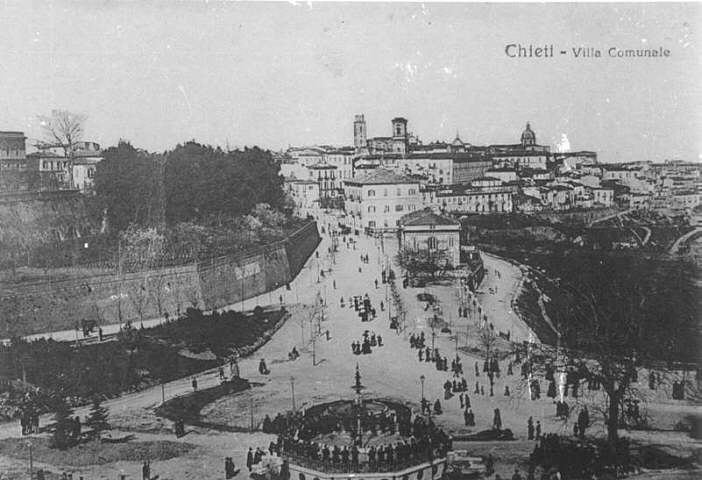
Veduta di Chieti da villa Frigeri

Tra le contraddizioni di questo sistema ci furono delle considerevoli modifiche nell'urbanistica. Per quanto riguarda l'importanza militare della città, i cui corpi di guardia esistevano in strutture ben definite già dal 1500, per volere di Carlo V. Infatti il sovrano spagnolo si era interessato anche al porto di Aterno, facendo costruire la fortezza di Pescara a Portanuova (oggi l'ex bagno penale in via delle Caserme). A Chieti il corpo speciale di guardia si era distinto nel 1853 con l'arresto del patriota Silvino Olivieri che aveva tentato di fomentare un'insurrezione degli Abruzzi contro il governo borbonico. Dal 1859 il corpo speciale, con seconda sede presso la fortezza di Civitella del Tronto (TE), fu riorganizzato dentro la città teatina, con la costruzione nel rione Sant'Anna della Caserma Vittorio Emanuele (oggi intitolata a Francesco Spinucci), e della Caserma Pierantoni, nell'ex convento di Santa Maria. Con l'entrata nel nuovo regno italiano, Chieti perse definitivamente la vecchia cerchia muraria medievale, già compromessa nella ricostruzione della città nel '600. Infatti da antico scopo militare difensivo, le mura video cambiato il proprio valore a quello di mera cinta daziaria e cordone sanitario. Le mura racchiudevano in aggiunta una situazione di estrema precarietà igienicacon vaste aree interessate da febbri malariche, scarsa rete idrica e dissesto di numerose strade.
Grave era il rifornimento idrico che aveva visto sin dal 1846 le proposte dell'ingegnere Giovanni Mazzella prima nei pozzi artesiani e poi nel 1854 della captazione dell'acqua della Majella dalla sorgente Bocca di Foro. Nella storia dell mura, con l'abbattimento della cinta dell'orto degli Agostiniani, si segnò la fine degli apparati murari all'altezza di Porta Santa Maria, lasciando un vuoto tra la Cappella Centuriati e le case Pachetti. Le circonvallazioni della città alta, progettate a partire dall'Ottocento in sostituzione della fascia di rispetto extracomunale, diveranno il pretesto per riproporre il tracciato delle vecchie mura negli anni '60 del Novecento con i nuovi palazzoni popolari.
I militari nel febbraio 1849 lasciarono che il generale Landi occupasse militarmente la città disponendo una postazione di artiglieria nella piazza della Cattedrale. G,i influssi dell'amministrazione militare su ridisegno degli assetti urbani saranno per questo tutt'altro che marginali, reimpiegando l'e ex strutture conventuali delle chiese, e la proposta di trasformare la Civitella in polveriera nel 1872. Nel 1885 furono abbattuti i bastioni dei Cappuccini, il cui Piano Pomilio prevedeva la scelta urbanistica che privilegiava lo sviluppo del settore orientale a ridosso delle proprietà Gaetani, verso Porta Pescara e Fonte Vecchia. La Caserma Vittorio Emanuele realizzata su progetto Vigezzi e Spatocco nel 1870, ridisegnò l'assetto del rione Sant'Anna. Successivamente venne creata la ferrovia nella zona di Chieti Scalo, inaugurando uno sdoppiamento della città alta con quella bassa.

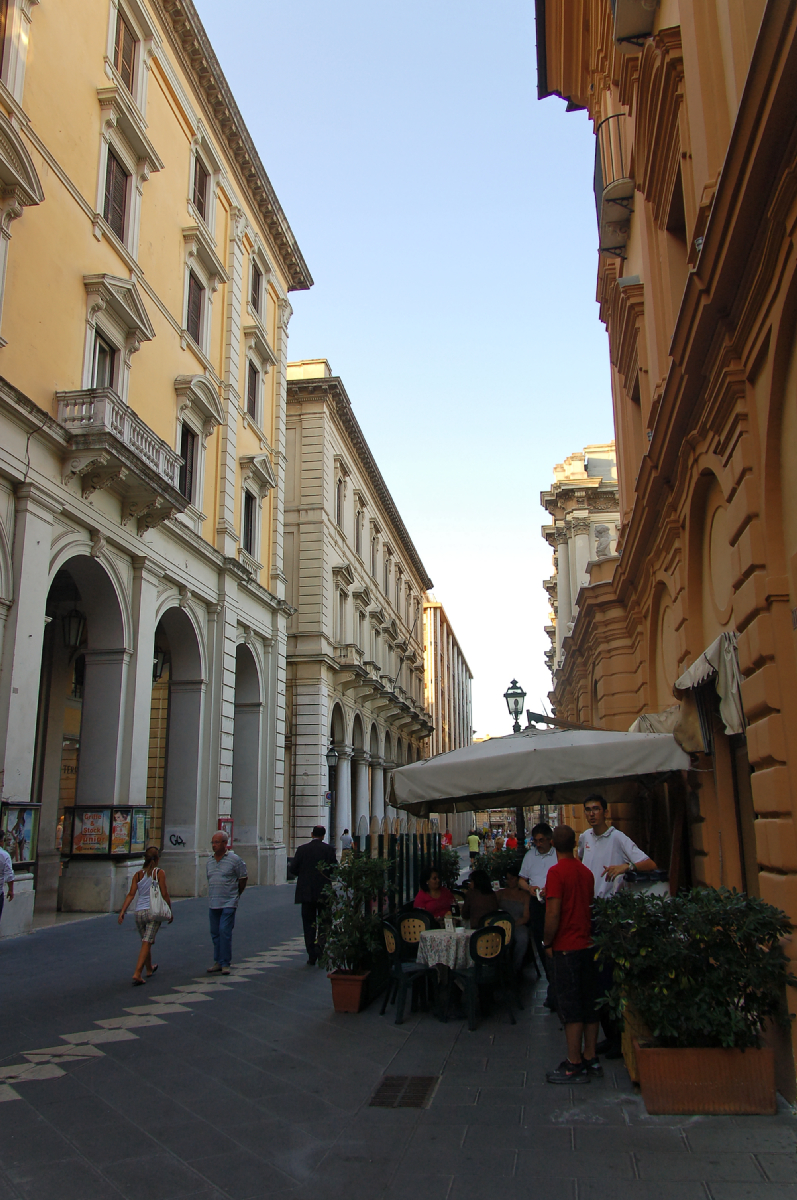
Corso Marrucino con gli edifici in stile umbertino

Soppressione dei Conventi e costruzione del corso Marrucino
Per quanto riguarda il riutilizzo dei convento soppressi, un disegno del XVIII secolo mostrava Chieti come una città prettamente clericale, ripiena di monasteri. L'allontanamento del clero e la militarizzazione dei convento degli Agostiniani, dei Celestini, dei Francescani, dei Domenicani, dei Cappuccini, degli Zoccolanti, dei Paolotti, dei Gesuiti, delle Clarisse e degli Scolopi, verrà confrontandosi con un'altra delle contraddizioni ottocentesche circa la nuova urbanizzazione: quella dell'atteggiamento ambiguo del clero e la lotta tra le fazioni conservatrici e liberali. Ambigue furono le posizioni dell'arcivescovo Saverio Bassi con l'occupazione militare del convento dei Gesuiti, decidendosi a sconsacrate la chiesa di Sant'Ignazio per la costruzione nel 1818 dell'attuale teatro Marrucino. Le successive amministrazioni permisero l'occupazione dei principali conventi cittadini; l'attività edilizia concessa al clero, che nel frattempo aveva ceduto l'episcopio dei Valignani sulla piazza della Cattedrale, si limitò a interventi marginali, come gli adattamenti della chiesa della Trinità nel 1843-46 dopo l'abbattimento di Porta Sant'Andrea. Successivamente prese vita il progetto di riadattamento, dopo l'Unità, del corso "Ferdinando Gagliani" (già Strada Grande).
Se l'abbattimento delle mura fu visto come bisogno di aprire la città verso l'esterno, la rettifica del nuovo corso cittadino divenne sinonimo di apertura spinta al cuore della città stessa, e verificava di fatto la capacità del nuovo ordine di incidere in maniera drastica sugli usi strutturali del passato- Il nuovo potere del secondo Ottocento rappresenta sé stesso nei nuovi edifici pubblici, ma ancor più riprendere l'opera avviata dai murattiani completando lo smantellamento dei simboli della città antica. le porte urbiche (nel 1853 fu demolita Porta San Nicola tra l palazzo Tabassi e il corso), la spianata del quartiere Civitella con la demolizione di numerose casette popolari, la costruzione nel 1875 della casa di educandato di San Camillo de Lellis, la distruzione di alcune torri medievali. Il progetto prevedeva la ricostruzione (non avvenuta) in stile monumentale di Porta Sant'Andrea come ingresso principale al nuovo corso. Rimase solo un torrione cilindrico posto tra la piazza Trento e Trieste e l'ingresso a via Nicoletto Vernia, demolito nel primo Novecento, e inglobato in parte nella chiesa della Trinità.
 Un tracciato spezzettato, eredità della più remota ricomposizione medievale sui resti dell città romana, dopo la prima metà dell'800, venne sottoposto a una rettifica integrale che ebbe lo scopo di spezzare l'ordine vecchio. Ossia l'accanimento distruttivo verso la chiesa di San Domenico Vecchio, la cui polemica iniziò nel 1863, concludendosi con la definitiva distruzione del convento, rappresentante della ragion di stato, completando un assestamento ormai definitivo e irreversibile del corso.
Il collegamento all'altezza di largo Mercatello, il ridisegno della facciata del palazzo vescovile voluto da Ruffo Scilla, la ristrutturazione del teatro Marrucino e dei resti dell'ex palazzo Francese e chiesa di San Giovanni dei Cavalieri del Capozzi dopo il 1876, la sistemazione della scalea dello Scaraviglia, sono tutti altri dettagli del progetto di riqualificazione urbanistica.

### Il primo Novecento

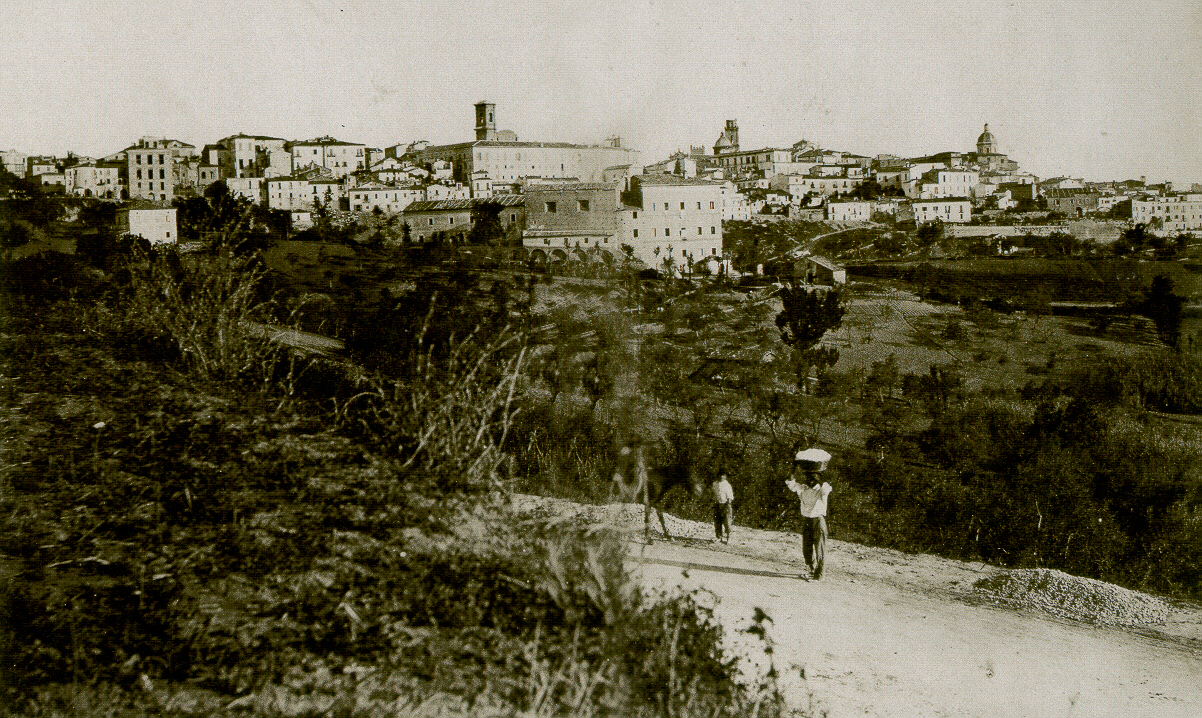
Chieti vista dalla strada Santa Barbara

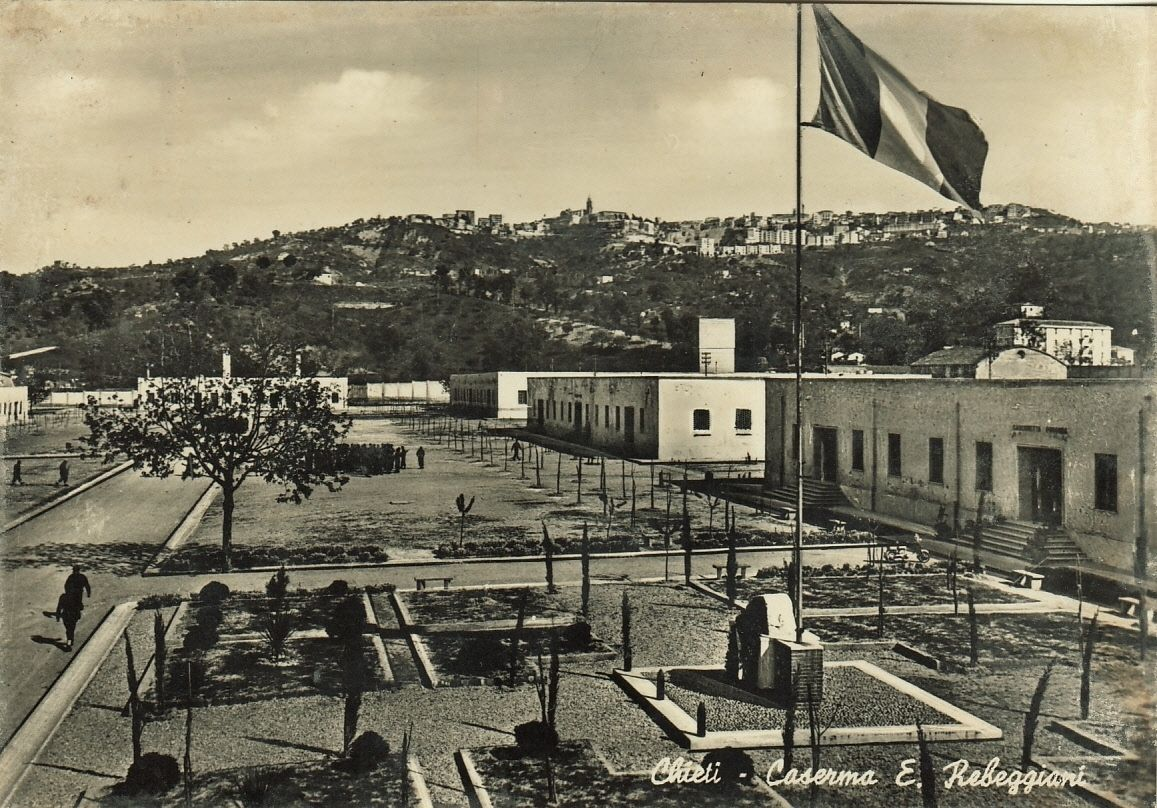
Fotografia degli anni '50 della Caserma Reggiani

I primi sviluppi del XX secolo riguardano l'urbanizzazione di contrada Gaetani e la forte necessità di creare un collegamento ferroviario, e la costruzione di nuovi edifici militari. Per questo innanzitutto fu inaugurata la ferrovia elettrica città-stazione, ossia dalla città alta a Chieti Scalo (1941). Lo sviluppo della città verso il cimitero rallentò, nel 1809 furono dislocate le scuole professionali, e nel 1941 fu ampliata via Gaetani D'Aragona.
Altri nuclei attestati nei catasti del 1908-15 avevano iniziato a svilupparsi nelle altre due direzioni primarie verso Porta Santa Maria e la discesa di Arenazze, risalendo al Colle sotto il largo Cavallerizza, che lungo la salita del gasometro e la circonvallazione settentrionale, e dall'altra parte del convento degli Osservanti, lungo la strada provinciale per Popoli (zona Sant'Andrea) e della villa comunale. Nel 1908 fu avviata anche la tratta della filovia di Chieti, con stazione in Piazza Vittorio Emanuele.
Altri piccoli nuclei si formarono a meridione di Borgo Marfisi e a occidente di Porta Napoli, tra discesa Saponari e la strada delle Fornaci, che portava alla chiesa della Madonna degli Angeli. Tale assetto, con un piccolo sviluppo dello Scalo oltre la ferrovia, è documentato nel catasto del 1941. In questi anni si sviluppò anche il cimitero attuale, dietro la chiesa di Sant'Anna. La nuova ferrovia elettrica delimitava uno sviluppo molto rado tra Sant'Anna e il Tricalle, che s'intersecava tra via Gasometro all'altezza di Fonte Vecchia. Ben più consistente appare la pianificazione verso occidente che dalla strada Saponari raggiunse la chiesa degli Angeli, e i nuovi quartieri popolari della Costa Saponara (1941), mentre a sud il Borgo Marfisi apparve lungo la via di Santa Maria Calvona, si sviluppò fino a incrociare la strada in discesa per lo Scalo.
Comparve un'altra direttrice di sviluppo, attesta sin dal 1875, che usò come polo di riferimento il convento di San Francesco di Paola, trasformato in carcere diradandosi con caratteri inizialmente di filare lungo la via che risaliva alla chiesetta di Santa Barbara. Nei catasti del 1941-50 appare pianificato il primo grande quartiere Celdit nella zona dello Scalo, che porta alla saturazione dello spazio compreso tra il fosso Santa Chiara e la chiesetta della Madonna delle Piane, mentre lo sviluppo dello Scalo comportò sia l'edificazione verso est ai margini della zona Madonna degli Angeli (via Colonnetta), che quella verso le chiese di Sant'Antonio e Santa Filomena in direzione di Brecciarola.
Il nucleo originale dello Scalo era il piazzale della stazione, dove si conservano ancora alcuni edifici storici, che si dipanava a nord verso il Villaggio Celdit. Nella zona di Chieti alta, lungo il corso Marrucino, fu costruito il Palazzo della Camera di Commercio, in stile eclettico neorinascimentale, mentre all'ingresso della villa fu costruito il Palazzo OND, che porta ancora i caratteri del razionalismo fascista.

### Secondo dopoguerra ed epoca contemporanea

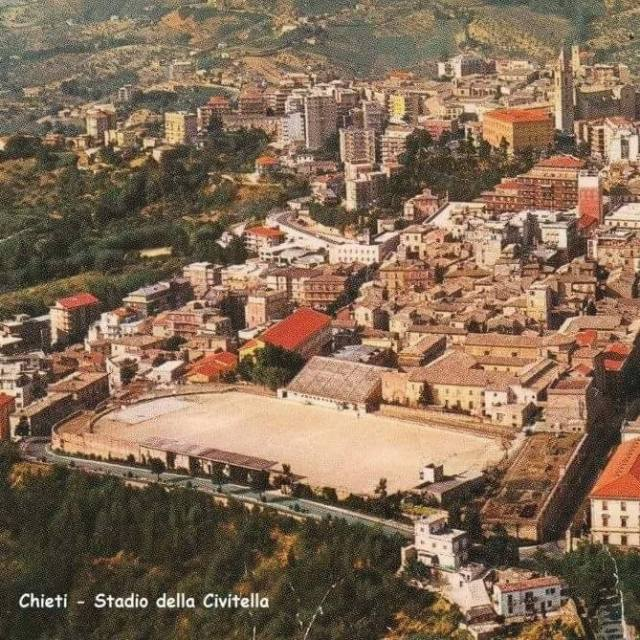
Veduta aerea della città alta in una foto storica degli anni '80, dalla zona della Civitella: è ancora visibile il vecchio stadio comunale, costruito sopra l'anfiteatro romano, successivamente ripristinato

Chieti nel 1943 venne dichiarata "città aperta", ospitando le genti sfollate dal territorio circostante, visto che i borghi, Pescara compresa, vennero bombardati dall'aviazione alleata, o minati dai tedeschi in ritirata. Per tanto non subì danni, come altri realtà territoriali abruzzesi. Nel secondo dopoguerra la città fu interessata da un forte sviluppo edile, che comportò anche casi di forte speculazione. Un chiaro esempio sono dei palazzi a più piani costruiti a strapiombo del colle, che circondano il centro storico; presso il corso Marrucino e nella zona della Civitella alcuni fabbricati non vincolati, e ritenuti di scarso interesse artistico, vennero addirittura abbattuti per l'edificazione di modesti complessi popolari moderni, in forte contrasto con lo stile settecentesco della città.
La zona della piazzetta dei Tempietti fu quasi stravolta del tutto, già occupata dalla torre monumentale della Biblioteca provinciale "A. De Meis" in stile razionalista, con la costruzione di grandi palazzi moderni, e il fenomeno dilagò a sud-est, con la costruzione del nuovo quartiere Filippone, nella discesa a nord nella zona Tricalle, con l'edificazione di un intero quartiere moderno, stravolgendo il paesaggio rurale che circondava il tempietto romano-medievale di Santa Maria del Tricalle, e lungo la via Colonnetta fino alla discesa per la stazione di Chieti Scalo, al piazzale Marconi.
Grande sviluppo, oltre a Tricalle, ebbe la frazione Brecciarola, e Chieti Scalo, in origine racchiusa attorno alla stazione.
Mediante tre assi viarie: Viale Unità d'Italia-Viale Benedetto Croce-Viale Abruzzo si collegò in un unico agglomerato moderno la zona di San Martino, Madonna delle Piane (dove oggi ha sede l'Università "Gabriele d'Annunzio"), Chieti Scalo e Santa Filomena (zona stadio Angelini e del Centro commerciale Megalò).
La realtà attuale del comune è caratterizzata dunque da due nuclei ben distinti: Chieti alta con i piccoli sobborghi moderni di Filippone, Santa Maria Calvona, Tricalle, Madonna del Freddo e San Martino alto, e la zona dello Scalo, molto ben collegata verso la costa con l'Asse attrezzato a Pescara mediante il nucleo industriale Sambuceto-Dragonara. Verso la montagna invece si trova la zona di Chieti Brecciarola, quasi fusa con Manoppello Scalo, in provincia di Pescara.

## Architetture di Chieti alta
La zona del centro storico si divide in 7 quartieri (6 storici, più il quartiere nuovo del Sacro Cuore), in origine fortificati da mura con 9 porte di accesso. Di queste porte è rimasta solo Porta Pescara, mentre delle altre solo il nome ai relativi rioni cittadini. Il corso Marrucino, principale snodo insieme a via Arniense, è stato realizzato soltanto nel tardo Ottocento, permettendo la realizzazione di una principale via di comunicazione nel centro con i diversi rioni, e con l'abbattimento anche di strutture quali il vecchio convento di San Domenico, il cui nome fu dato alla chiesa di Sant'Anna degli Scolopi, attualmente chiesa di San Domenico con l'attiguo Convitto Nazionale "Giambattista Vico".

### Quartiere Porta Santa Maria - Trivigliano

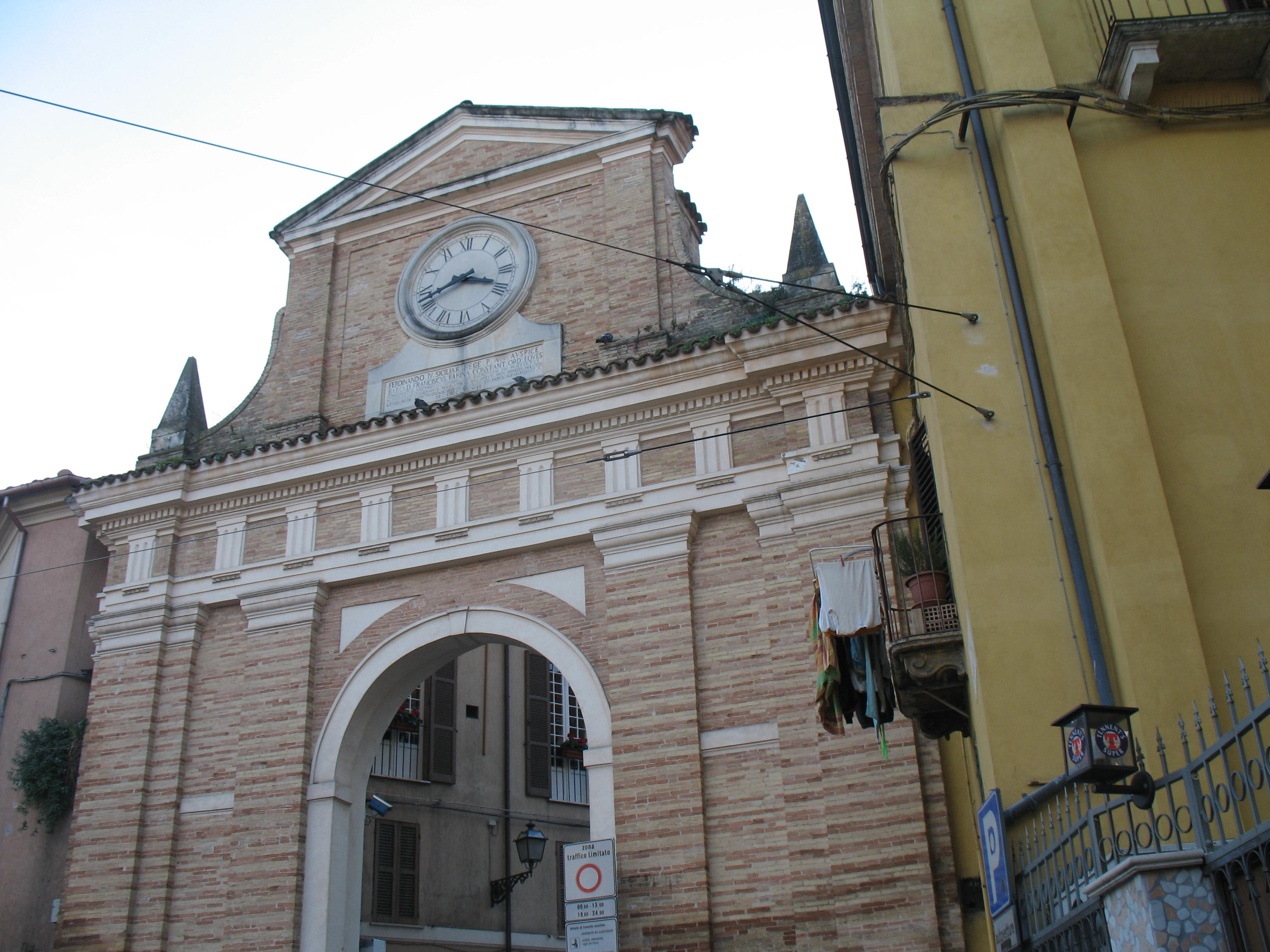
Ingresso al rione Santa Maria da Porta Pescara

Come il borgo di San Paolo (compreso tra Piazza dei Tempietti, via San Nicola, via Priscilla, Piazza Giambattista Vico), nel corso dell'XI secolo venne fondato anche il primitivo abitato di Villa Trivigliano, fuori dal contesto urbanistico della Teate romana. Nelle prime fonti il borgo viene definito "villa" o "castellum", insieme al vicino borgo di San Giovanni, nei pressi di zona Sant'Anna. Le fonti parlano di un Castellum Tribulianum dai documenti del vescovo di Chieti, mentre nel XII era nominato "Theatinum Urben Trivillianum". Nel XIII secolo era definito "villa", ossia un piccolo borgo rurale che probabilmente fu dotato di un castello, successivamente scomparso, e fusosi con il borgo di Santa Maria, sorto attorno al convento omonimo.

Il quartiere attuale è uno dei più grandi della città, e unisce le aree di San Giustino e del corso Marrucino mediante via Arniense. L'asse principale è costituito da via Toppi-via Agostiniani, seguito da via dei Crociferi, via Porta Pescara e Largo Sant'Agata. I monumenti sono:
- Chiesa di Sant'Agata: è una delle chiese più antiche di Chieti, situata nel cuore del quartiere, costruita secondo alcuni durante la presenza dei Goti a Chieti nel V secolo d.C., e ampliata in un monastero nel XII secolo, successivamente soppresso, di cui una parte è stata trasformata nel Palazzo De Pasquale. Sulla facciata, con profilo gotico a capanna inquadrata da due paraste cuspidate, si apre un portale medievale in pietra a forma ogivale con lunetta e soprastante medaglione.[2] Più in alto si trova un rosone in pietra tinteggiato; la chiesa ha un impianto rettangolare a navata unica con loggia per la cantoria e altari laterali. La volta è a botte lunettata. La decorazione è in paraste con capitelli corinzi che sorreggono una doppia cornice con dentellatura, e inquadrano due altari laterali per ciascuna parete. L'altare maggiore in laterizio e stucchi ha un'edicola tra capitelli corinzi, e mostra una pala raffigurante il Martirio di Sant'Agata (1726), di Donato Teodoro.
Gli altri altari sono compresi tra paraste e il sovrastante arco che si sovrappone alla cornice anteriore, e mostrano colonne e timpano spezzato con medaglioni.

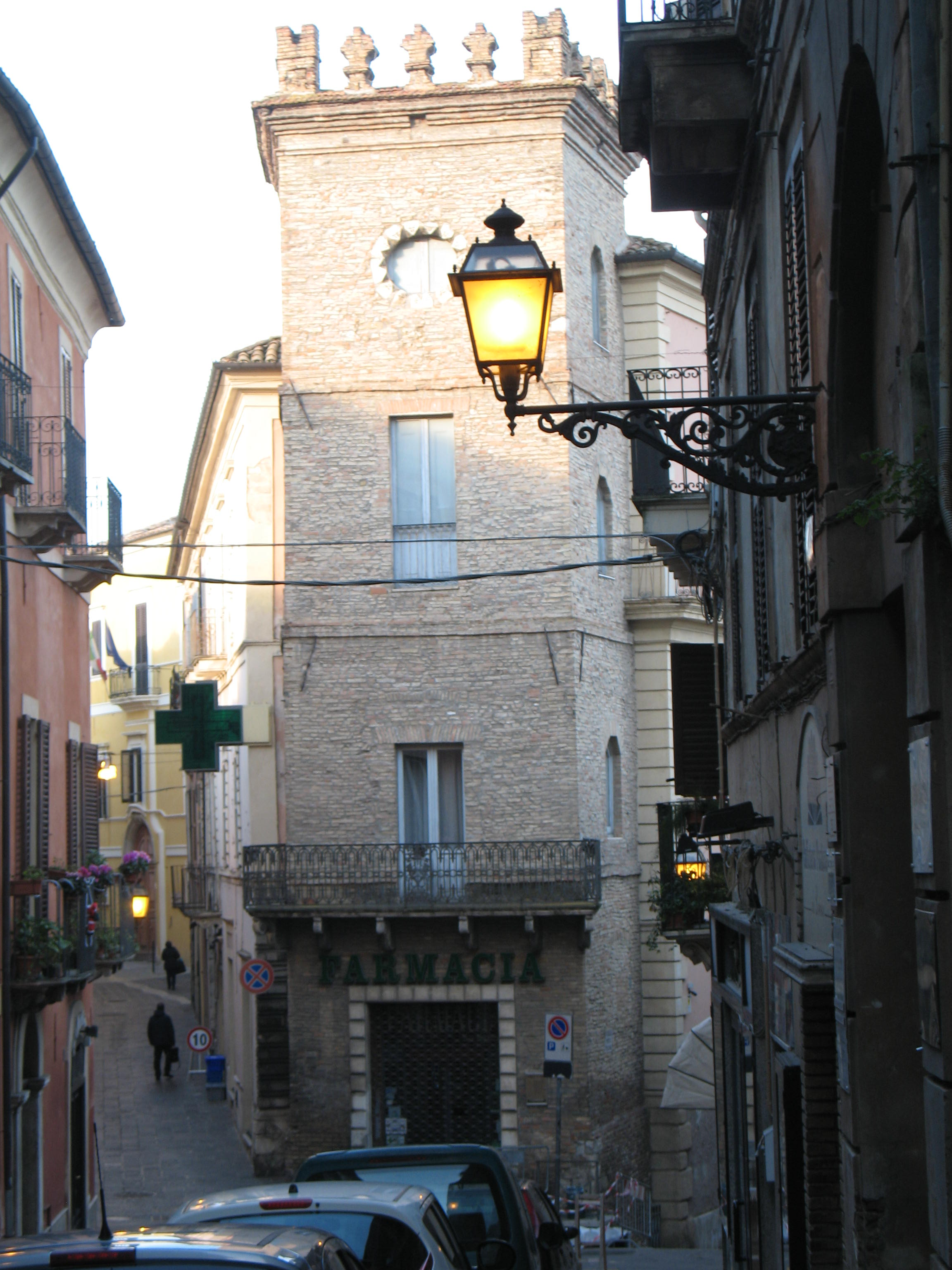
Torre de' Toppi

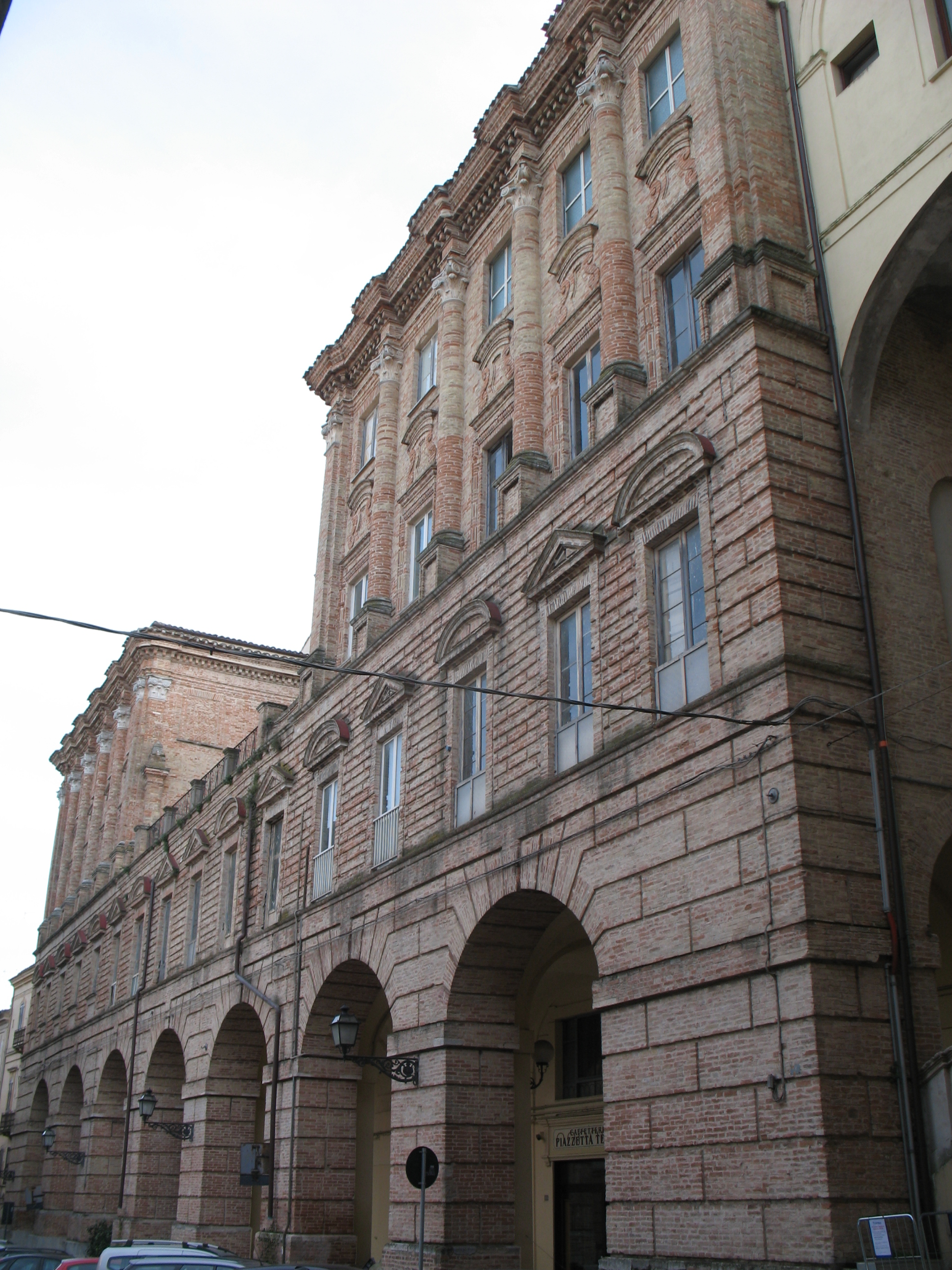
Seminario diocesano

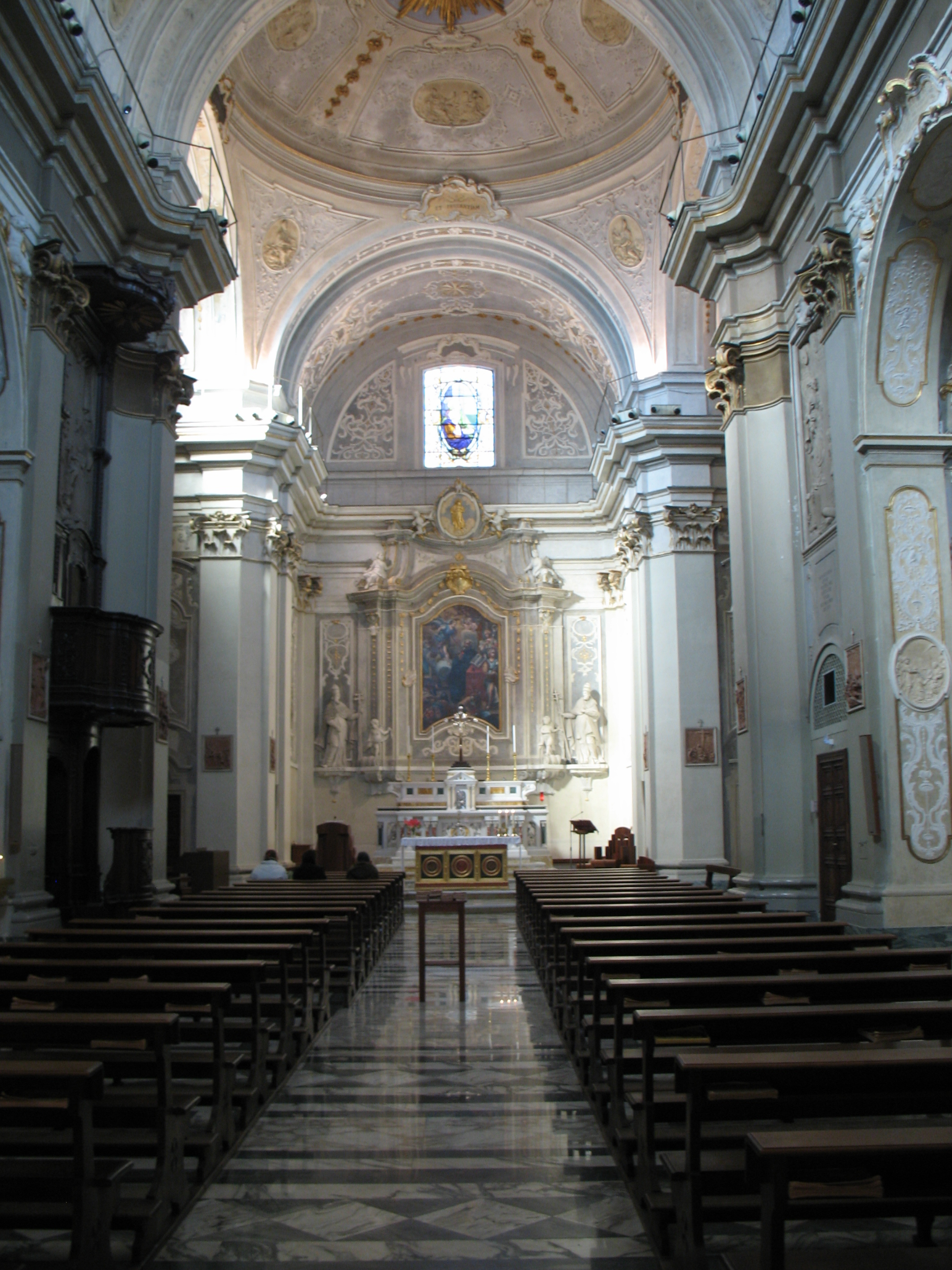
Interno della chiesa di Sant'Agostino

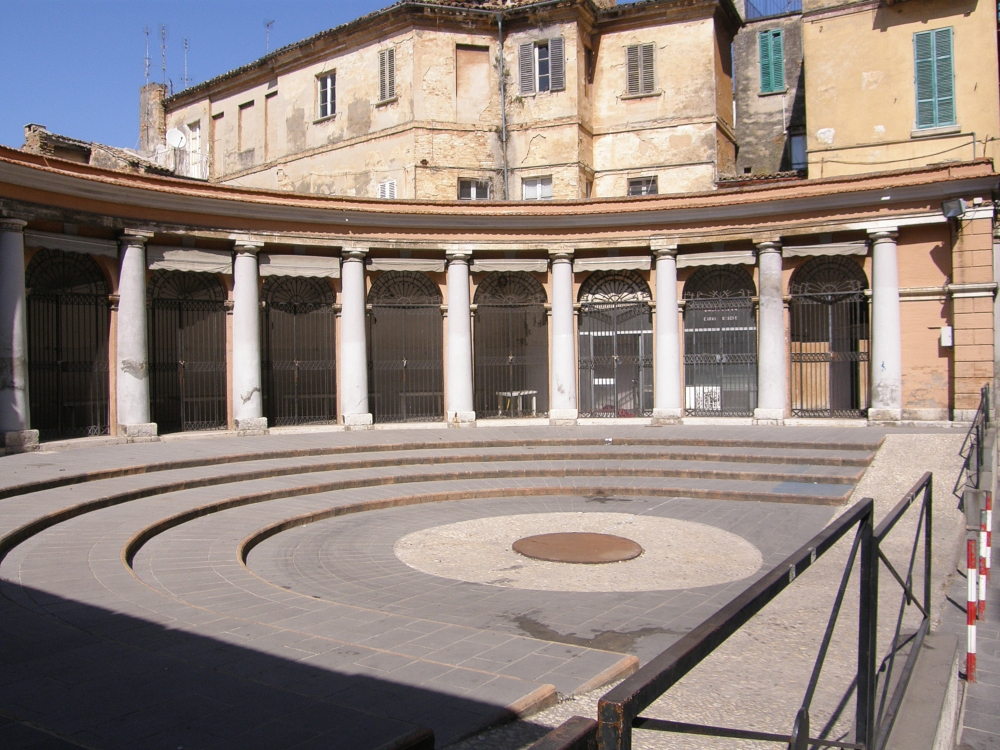
Esedra della Pescheria

- Palazzo Toppi - Sanità: il palazzo, in via dei Toppi, di raffinata fattura è composto da più fronti realizzati in epoche diverse, e conserva la torre merlata del XIV secolo.[3] Le forme attuali si devono agli interventi realizzati nel Settecento su committenza di Diodato e Agatopo Toppi, da cui il nome. Nella volta dell'androne si conserva un affresco riproducente lo stemma familiare. Da notare, prospiciente il piccolo cortile interno, lo scalone a doppia rampa ornato da colonne doriche e decorazioni in stucco.
- Palazzo Toro: situato tra largo Santa Maria e la via Agostiniani (civici 42-50), è una struttura ottocentesca in intonaco rosso di gusto neoclassico.
- Chiesa di San Raffaele: lungo via Agostiniani, faceva parte di un complesso conventuale oggi trasformato in convitto musicale. La piccola chiesa fu eretta nel 1625 con il titolo di "Santa Maria della Pietà". Sulla facciata si fa subito notare l'originale portale in pietra, recentemente restaurato, grazie al contributo della Cassa di Risparmio della Provincia di Chieti. Esso mostra nelle estremità laterali due originali mascheroni.[4] L'interno si presenta assai rimaneggiato nell'800, e conserva una pregevole statua vestita raffigurante la Madonna con in grembo il Cristo deposto, e la pala d'altare di scuola napoletana del Settecento, raffigurante la Deposizione. L'insieme decorativo di stucchi è risalente invece all'epoca del tardo barocco napoletano.
- Palazzo De Pasquale: in Largo Sant'Agata, è stato costruito presso l'antico convento della chiesa, passato nel 1865 dalla famiglia Zambra ai De Pasquale. La facciata lunga e imponente è movimentata dal cornicione e dalle finestre riquadrate. All'interno si trova una delle scale più interessanti della città, formate da due rampe, decorate da colonne ioniche, con ripiano coperti a cupolini.[5] Il salone centrale e gli altri ambienti sono decorati con affreschi di gusto neoclassico.
- Palazzo Zambra: fu eretto dal barone Vincenzo Maria Del Monaco nella metà del 1700; quindi passò di proprietà alla famiglia Zambra nel 1817, acquistato da don Ferdinando, allora Camerlengo di Chieti. Dal 1993 è sede della Soprintendenza Archeologica d'Abruzzo. L'edificio ha affaccio su via degli Agostiniani, si sviluppa nell'interno in vasti saloni con alte volte, dei quali quello di rappresentanza conserva l'affresco dello stemma famigliare. La facciata si presenta imponente, ma allo stesso tempo ben armonizzata nella stretta via degli Agostiniani, con finestre doppiamente incorniciate e portale lapideo decorato con volute a conchiglie.
- Ex convento di Santa Maria: dalle carte della diocesi, si sa che la chiesa è una delle più antiche di Chieti, costruita sopra una vecchia struttura consacrata a San Pietro. Nel XII secolo ospitava il Collegio della Maddalena ed era una dei monasteri più ricchi della città, fino alla soppressione nel 1865, quando divenne la Caserma Pierantoni. Quanto la caserma è stata chiusa di recente, i locali dell'ex convento sono stati ripartiti in varie sedi di diverse associazioni, fino alla proposta nel 2017 di trasformare il convento in una Casa dello Studente per gli universitari.
La chiesa è ancora riconoscibile al termine di via Agostiniani con via Olivieri, mentre il corpo del convento è legato al moderno parcheggio "Pierantoni", a pianta quadrangolare irregolare.
- Chiesa di Sant'Agostino: la chiesa a navata unica con pianta a croce latina, con annesso ex convento degli Agostiniani, fu eretta nel 1316. Lo storico Girolamo Nicolino parla di un'iscrizione su pietra a lato del portale d'ingresso, oggi però scomparsa. Della struttura originaria resta la facciata orientale in laterizio, scandita in tre campate per mezzo di lesene culminante in una cornice ed archetti, sulla quale si aprono finestre ogivali.[6] Nel 1562 un incendio distrusse la chiesa, lasciando in piedi solo la facciata, ragion per cui fu ricostruita in forme seicentesche; gli Agostiniani ottennero da Pio IV un'indulgenza per i popolani che avrebbero aiutato nella ricostruzione dell'edificio. Nel Settecento gli interni furono stuccati da Girolamo Rizza (1718-47) sul modello gesuitico adottato nelle chiese francescane di Atri (TE), Città Sant'Angelo (PE) e L'Aquila. L'interno presenta una grande navata coperta da due volte a vela mediante passaggi a botte, alla quale sono addossate due sole cappelle laterali per parte. L'aula è unita allo spazio della cupola da piloni smussati, la facciata fu completata nel 1751 ad opera della Confraternita della Cintura, come rivela lo stemma sul portale. La confraternita collaborò con gli Agostiniani fino alla loro estromissione nel 1810, e poi nel 1866 con la soppressione degli ordini.
Il convento fu adibito a caserma fino al 1945 e poi usato per eventi vari. Il chiostro è una delle poche strutture medievali conservatesi perfettamente, definito dallo storico Verlengia il più antico chiostro medievale di Chieti sopravvissuto. Ha forma quadrata con loggia a terra ed archi acuti retti da pilastri esagonali e loggetta superiore con archi a tutto sesto.
Gli stucchi e gli altorilievi della chiesa rappresentano scene della vita di Sant'Agostino e di altri santi agostiniani, come Santa Rita, Santa Monica e San Giovanni Buono. Del Settecento è una tela raffigurante la Trasverberazione di Sant'Agostino, presso l'abside, opera napoletana. Sugli altari laterali ci sono cappelline con dipinti a tela del XVIII secolo. Il primo altare mostra il dipinto di San Michele contro il diavolo, il secondo mostra il transito di San Giuseppe tra Maria e Gesù (di Luca Giordano), sull'altare di sinistra si trova una tela di Donato Teodoro raffigurante la "Madonna della Cintura"
- Piazza Esedra della Pescheria: all'incrocio di via Toppi con via Arniense, l'esedra mostra una forma a ventaglio, ricordando un mercato d'età classica. Gli ambienti destinati ai venditori di pesce o carne sono preceduti da un colonnato dorico. Il soprannome "lu ricchiappe" è dovuto al fatto che in passato presso la piazza terminava la corsa dei barberi, un antico palio in cui prendevano parte cavalli senza fantino e finiture, che vi giungevano dopo aver percorso a galoppo via Alessandro Valignani e via Arniense. Attualmente l'esedra ha assunto il nome della piazzetta Mario Zuccarini, in ricordo dello storico soprintendente del Teatro Marrucino.
- Chiesa della Santissima Annunziata dei Crociferi: accanto alla piazzetta Zuccarini, la chiesa era originalmente annessa all'ospedale dei Camilliani (da San Camillo de Lellis), e si presenta in forme barocche a navata unica con transetto coperto a cupolino, e due cappelle per lato; le decorazioni in stucco sono di Michele Clerici, artista di scuola lombarda attivo a Chieti nella metà del XVIII secolo.[7] Le due cappelle del transetto conservano pale d'altare di Ludovico de Majo, artista napoletano della scuola del Solimena: quella di sinistra raffigura San Camillo de Lellis nella scena del Miracolo della Croce, l'altra è dedicata a San Giuseppe, specificatamente al transito in Paradiso. Il pulpito ligneo è della bottega di Onesto Salvini, maestro di Orsogna, notevole l'organo settecentesco con cassa intagliata e dorata.

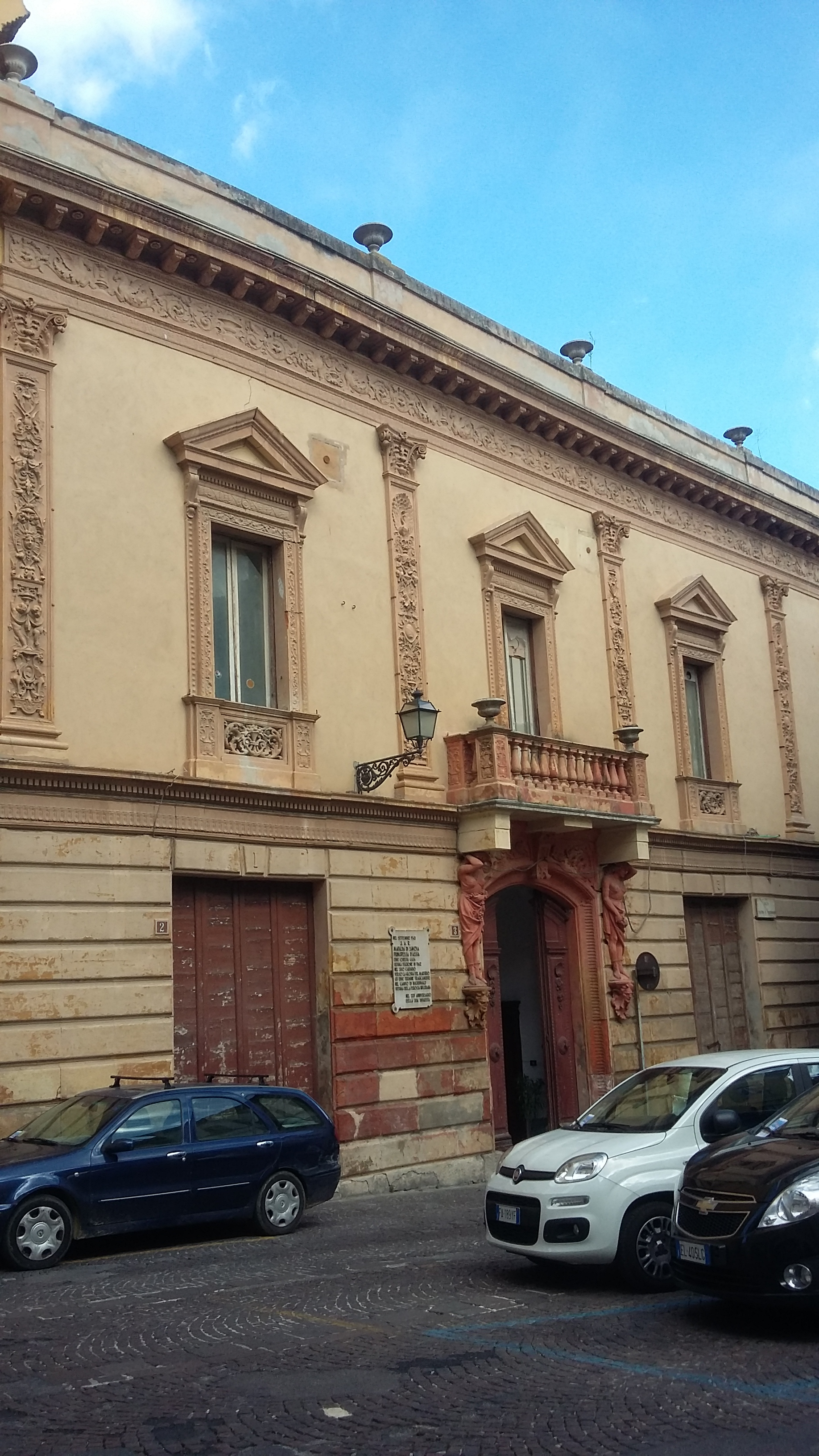
Palazzo Massangioli

- Palazzo Mezzanotte in Largo Sant'Agata: da non confondere con il palazzo di Piazza San Giustino, la struttura incide fortemente sullo skyline di Chieti alta. Risale al XVIII secolo, e nel corso degli anni è stato diviso in vari locali per appartamenti e sedi di associazioni. Negli ultimi anni i muratori hanno lavorato nelle caverne del piano terra, rinvenendo degli archi che formavano un doppio portico. Tali caverne sono androni a base quadrata formati da gigantesche mura. Il palazzo ha pianta rettangolare irregolare poiché si piega a semicerchio, essendo stato ricavato dalle mura medievali. Suddiviso in più settori da cornici, ha una palazzina centrale più piccola che è divisa da cornici e paraste, terminante a triangolo, con accanto una torretta rettangolare con finestre.
- Porta Pescara: unica delle 9 porte delle mura medievali, si trova nel lato nord-est del rione. Costruita durante il periodo angioini, si compone di semplice arco ogivale decorato al suo interno da mensoline scolpite a fogliame; all'esterno si nota un rifacimento neoclassico assai lineare, in cui spicca la fascia di coronamento con metope e triglifi. La porta in basso che la precede, si affaccia su via Olivieri ed è di fattura settecentesca, usata per il pagamento del dazio, decorata da un timpano triangolare con meridiana centrale.

### Quartiere Colle Gallo

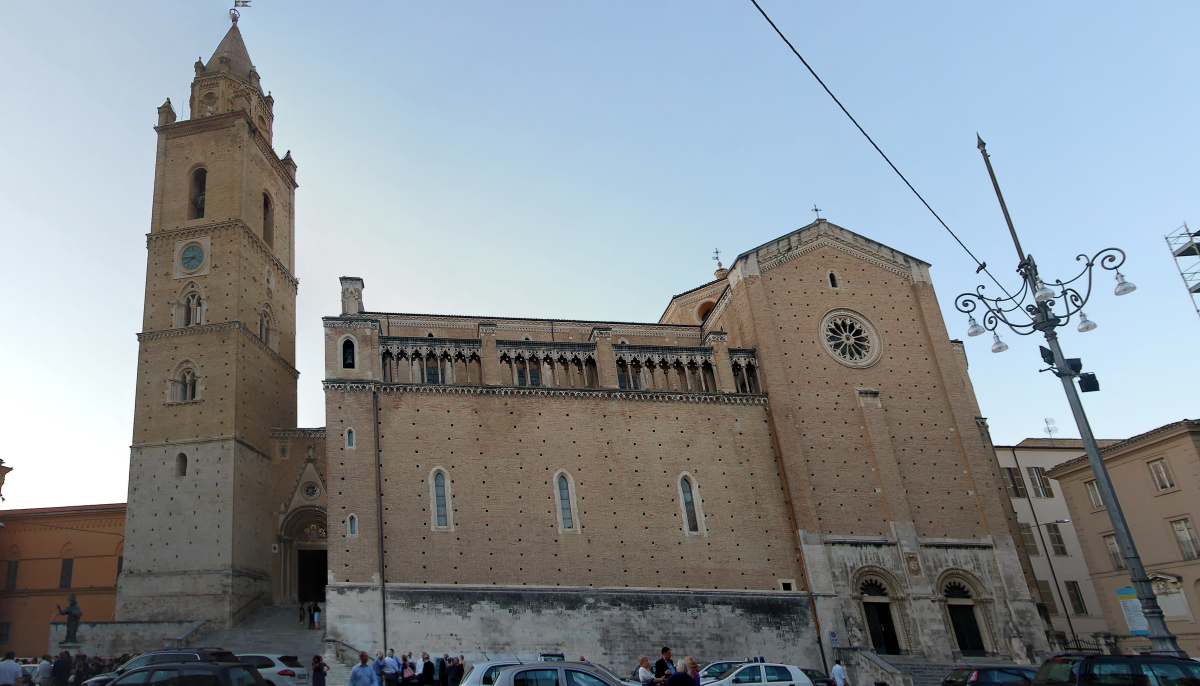
Prospetto della Cattedrale di San Giustino

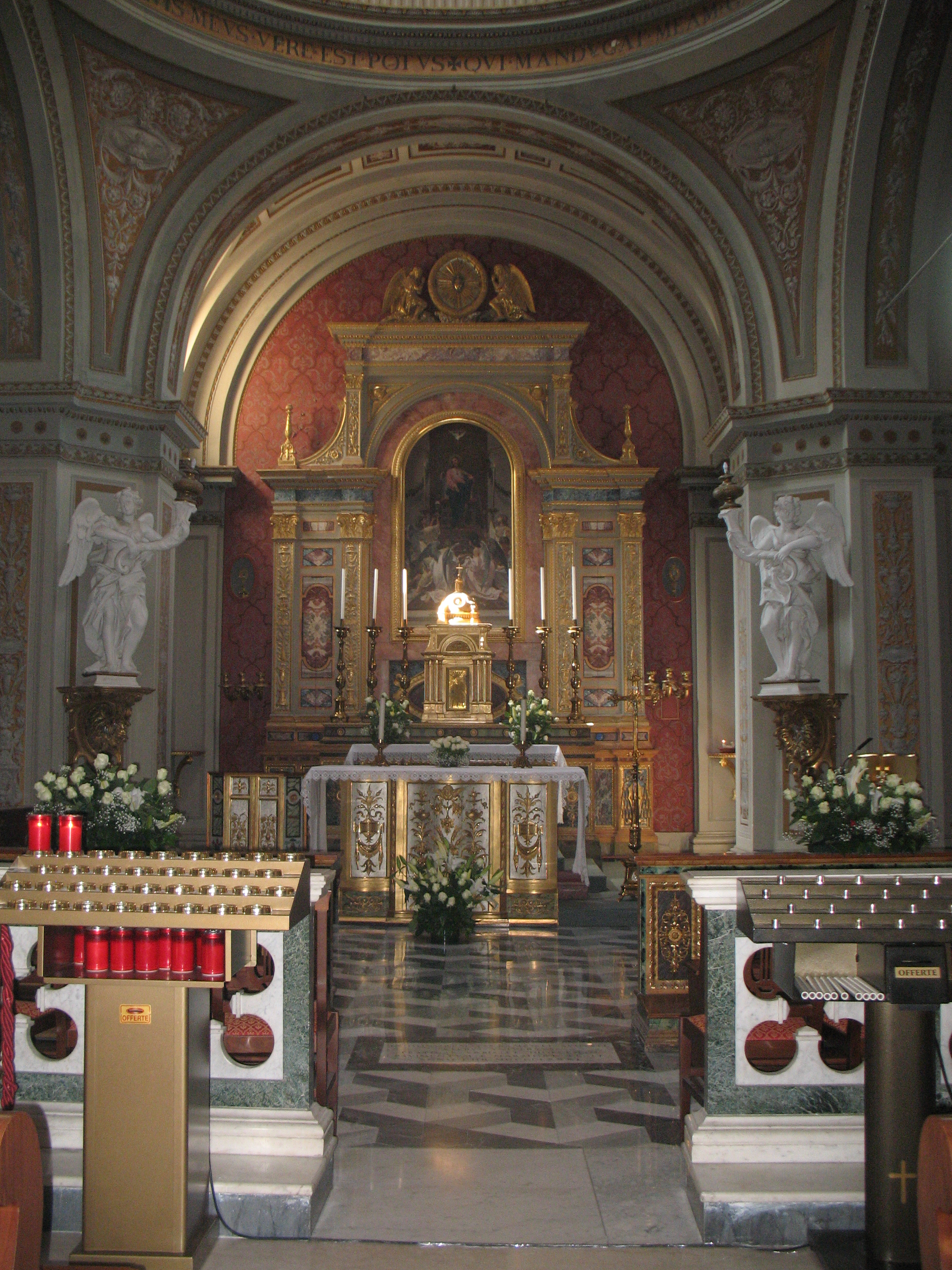
Cappella del Santissimo Sacramento nella cattedrale

Il quartiere si forma nel nucleo dell'ex Piazza Vittorio Emanuele, reintitolata al santo patrono di Chieti, dove si stagliano la Cattedrale, il Palazzo di Giustizia e il Palazzo d'Achille. Inoltre abbraccia l'ampia porzione del corso Marrucino, ex corso Galiani, che termina fino alla Piazza Trento e Trieste, zona di Porta Sant'Andrea. In origine la Piazza San Giustino aveva due accessi, uno di Porta Zunica, tra il Palazzo Mezzanotte e il Palazzo di Giustizia, allora inesistente, e allo sbocco di via Arniense, dietro i Tribunali c'era Porta Bocciaia.
- Cattedrale di San Giustino: la Cattedrale Teatina è un organismo architettonico che si presenta oggi come un palinsesto, frutto dei numerosi e continui rimaneggiamenti succedutisi dal tempo della fondazione altomedievale (VI secolo circa). In età moderno, nel 1607 a causa dei dissesti che la chiesa subì per i terremoti, si decise di dare avvio a drastici lavori di ricostruzione quasi totale, che ne cambiarono l'originario aspetto gotico. Alla metà del XVII secolo la cripta trecentesca venne adeguata al nuovo linguaggio decorativo barocco, che previde un rivesitmento in stucco con pitture, rimosso nel secondo dopoguerra ridando l'originale aspetto austero dell'ambiente.
La planimetria attuale risale al rifacimento dell'XI secolo dopo la distruzione avvenuta per mano di Pipino il Breve, anche se la ricostruzione gotica ufficiale è testimoniata nel '300 (con lavori fatti nel 1269 per la chiesa di San Francesco), il campanile nei primi tre livelli risale al 1335, e l'ultimo con cuspide è del 1498.[8] Gli interventi più drastici vennero realizzati nella chiesa superiore dopo i danni del terremoto aquilano del 1703, che fece crollare la cuspide rinascimentale della torre campanaria. Dal 1759 al 1770 la chiesa fu completamente rinnovata in forme barocche, progettate dall'architetto Carlo Piazzola, che rispettò la pianta basilicale a croce latina. Le tre navate interne furono divise da pilastri quadrangolari in tre ariose campate ciascuna, coperte da volte a botte lunettata sul corpo centrale, e a cupolette sulle navatelle.[9] L'elemento che caratterizza di più l'interno è il dislivello tra le navate e il presbiterio, fortemente rialzato sulla cripta sottostante. Superato il dislivello si accede al profondo transetto coperto con l'abside semicircolare a cassettoni e lo sfavillio dorato dell'altare maggiore. L'uniformità dello spazio interno della chiesa è garantita da un alto cornicione modanato che corre lungo tutto il perimetro al di sotto del quale ritmano la parete lesene poco aggettanti.
Disposte ai lati della cupola si trovano la cappella di San Gaetano Thiene e quella dell'Immacolata, che custodiscono tele del pittore Ludovico de Majo e di Saverio Persico. Altre due cappelline si trovano a destra e a sinistra dell'abside: la cappella "Mater populi Teatini" con la preziosa stata lignea rinascimentale e altare del 1695 e la cappella di San Giustino con busto argenteo del santo, poiché quello originale di Nicola da Guardiagrele (XIV secolo) è stato trafugato. Nella navata sinistra si trova la cappella del Sacramento. organismo voltato a cupola in stile neorinascimentale del 1881, con tela del pittore Francesco Grandi. L'altare maggiore è decorato da un paliotto marmoreo del 1798 di scuola napoletana; la pala maggiore raffigurante Incredulità di San Tommaso è opera di Saverio Persico. Completano la decorazione parietale e l'arredo liturgico numerose altre opere d'arte come gli affreschi ottocenteschi della volta, il fonte battesimale in porfido di Verona del 1599, il coro ligneo del 1769 di Ferdinando Mosca.

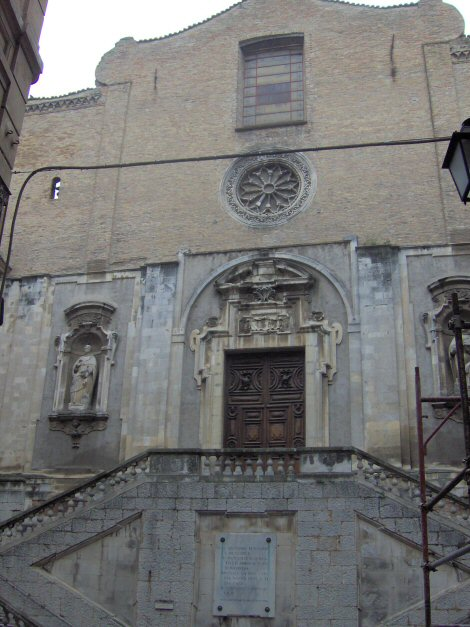
Facciata di San Francesco d'Assisi

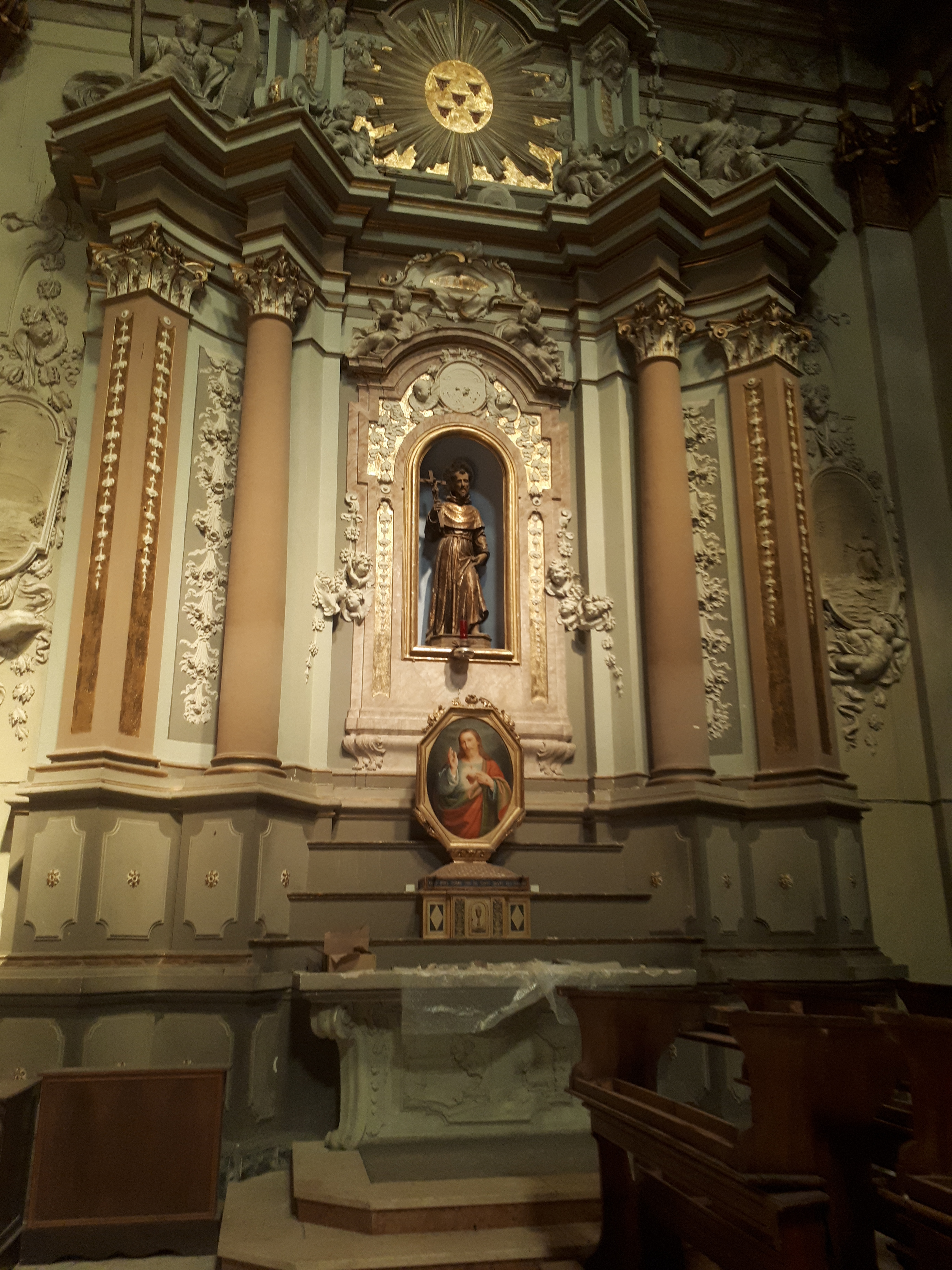
Una cappella laterale dell'interno

- Chiesa di San Francesco al Corso: detta anche "alle Scale", perché nei primi del Novecento fu realizzata la scala monumentale di ingresso, lungo l'ex via Ulpia, è la seconda chiesa più importante di Chieti dopo la Cattedrale, costruita nel 1239 sulle rovine di una preesistente dedicata a San Lorenzo, prima sede dei Francescani in città. Ultimata nel Trecento, l'edificio ha subito nel tempo numerosi rifacimenti e modifiche, fino al completo rinnovamento nella metà del XVII secolo. La Relazione Innocenziana del 1650 permette di ricostruire l'aspetto originario anteriore al rifacimento barocco: presentava una pianta particolare, che risultava dalla fusione di elementi tipici dell'architettura francescana, ed era costituita da una sola navata coperta da capriate lignee, con cinque cappelle a volta per ogni lato, un transetto, un coro a pianta poligonale coperto da volta a spicchi e costoloni.[10] La facciata era a coronamento orizzontale, chiusa da una cornice ad archetti ogivali in laterizio. Dell'insieme rimane di medievale soltanto il ricco rosone trecentesco.
L'annesso convento era solo parzialmente realizzato fino al XVII secolo, quando per volere del padre Francesco Tomei fu ampliato e completato. Alla fine del Seicento risale la cupola monumentale, mentre nei primi anni del secolo successivo fu realizzato l'apparato decorativo. L'intervento ispirato al modello gesuitico, comporta la riarticolazione dello spazio interno, che vede un'aula unica scandita da pilastri, che si estendono nelle nervature della volta. Un arco trionfale poggiato su pilastri concavi connette la navata allo spazio sovrastato della cupola poggiante su un luminoso tamburo.
Gli interventi sulla facciata furono molteplici, ma non completati, e di questi risulta il paramento barocco alla base, con il portale rifatto e le due nicchie con Sant'Antonino e San Tommaso d'Aquino. L'interno contiene cinque cappelle laterali, rimaneggiato nella seconda metà del '600, ornato con pitture architettoniche e pannelli raffiguranti le scene di vita di San Francesco. La decorazione in stucco molto ricca ed estesa risale alla metà del XVII secolo. Gli altari del transetto sono dedicati a Sant'Antonio di Padova, a San Francesco. Del 1706 è un busto ligneo di Sant'Antonio realizzato da Giacomo Colombo. Nella quinta cappella a sinistra c'è un dipinto a olio su tela della "Vergine e San Marco" del XVII secolo, attribuito al Padovanino. Il pergamo ligneo è stato intagliato da Tommaso Salvini di Orsogna nel Settecento.

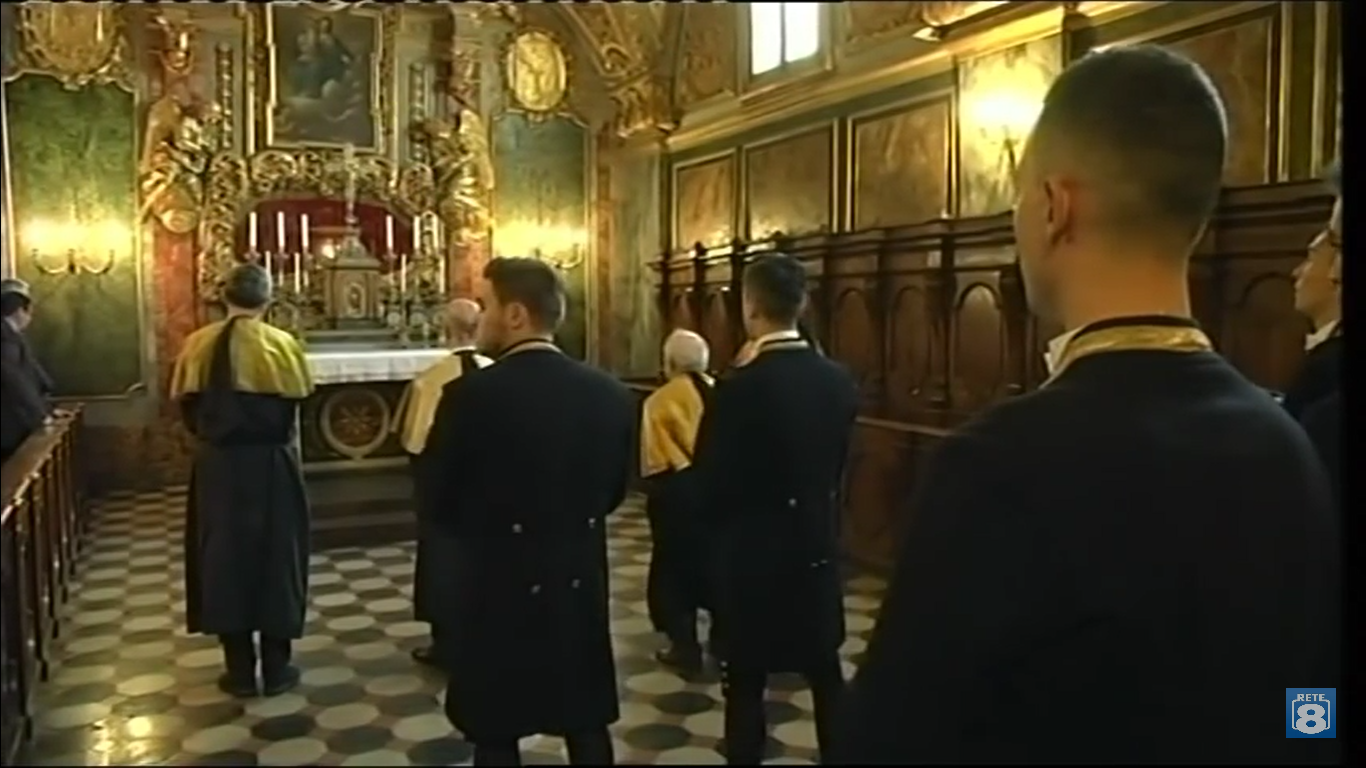
Oratorio del Sacro Monte dei Morti

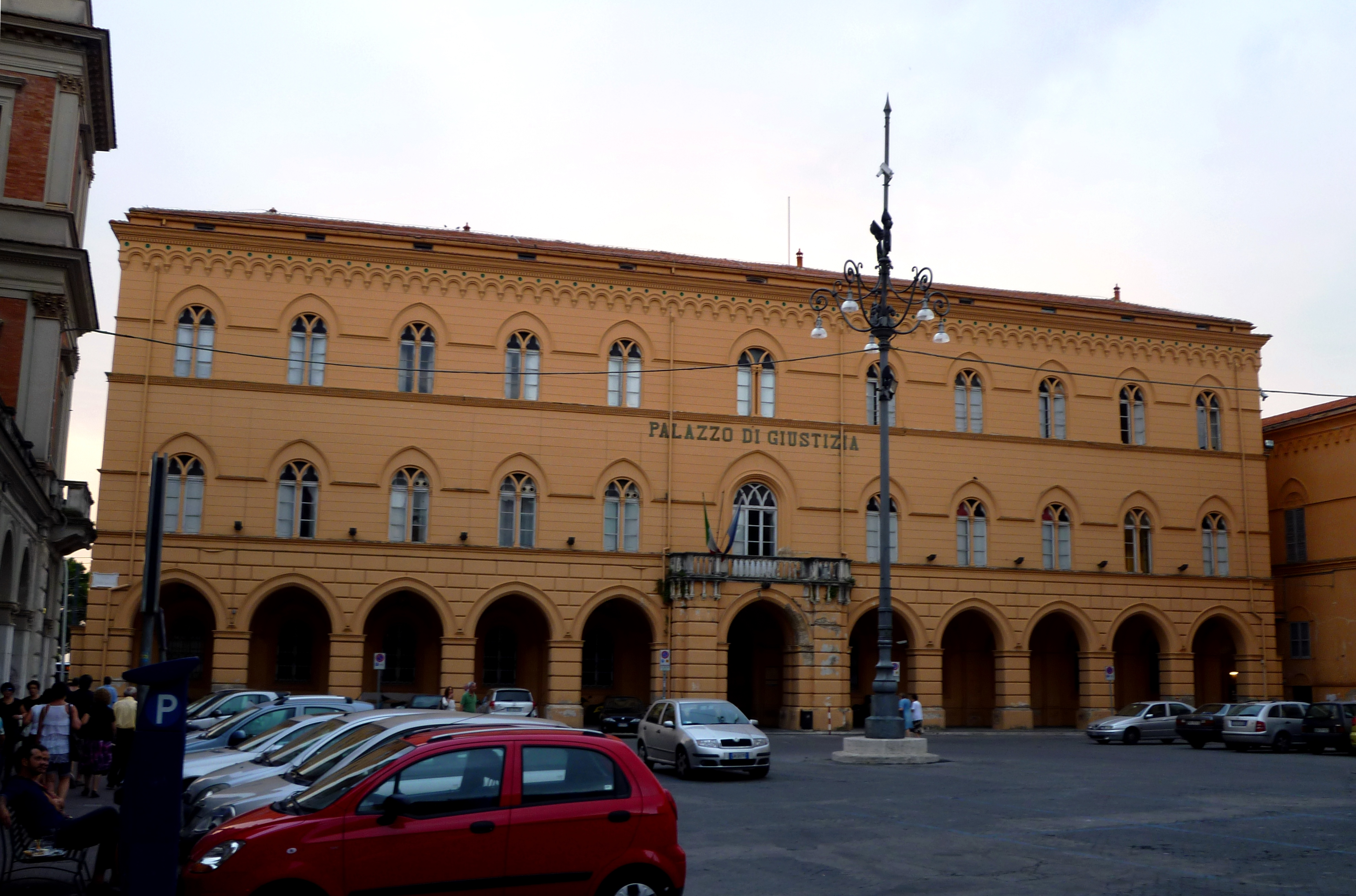
Palazzo di Giustizia

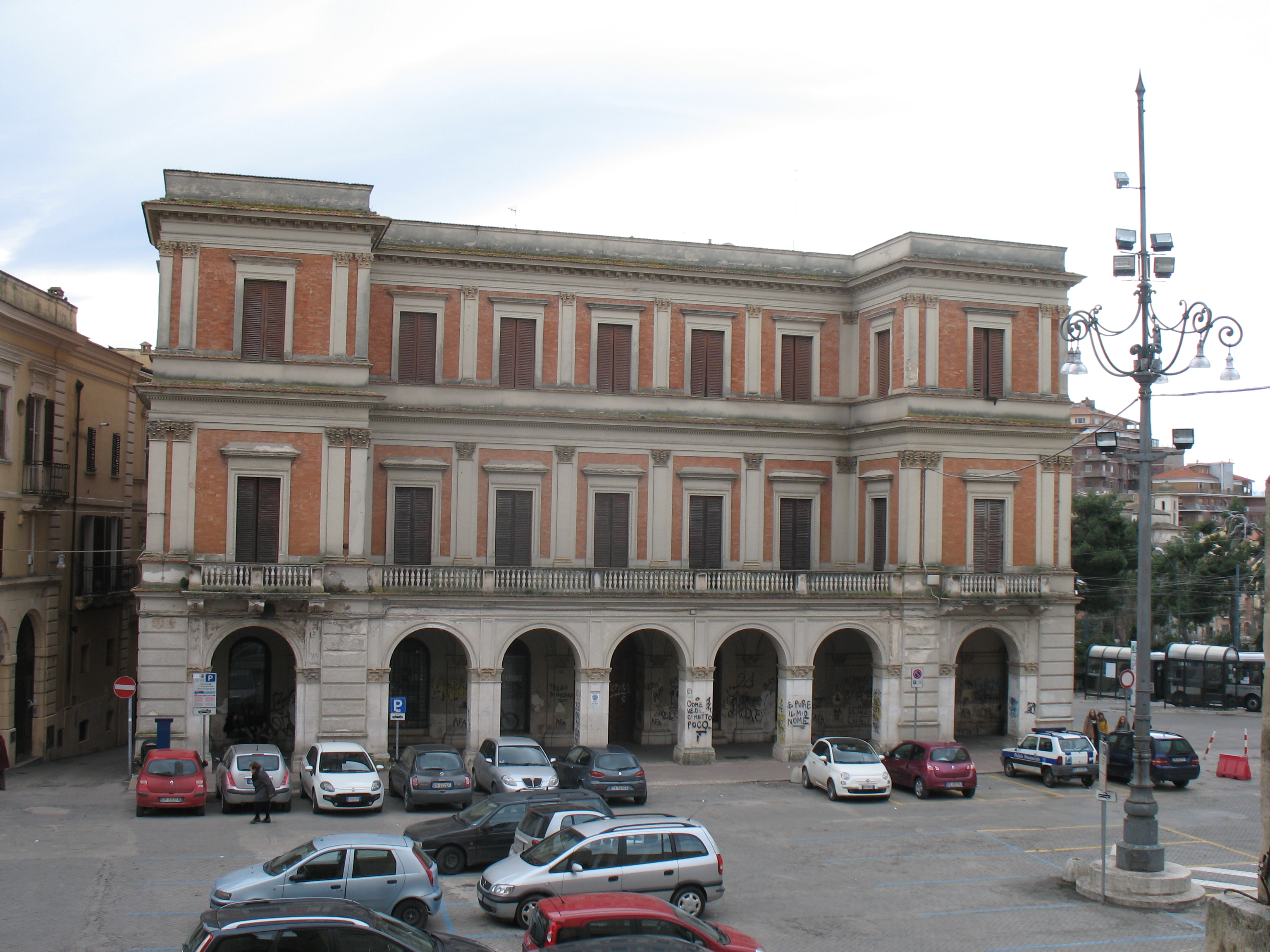
Palazzo Mezzanotte

- Oratorio del Sacro Monte dei Morti: si trova dentro la Cattedrale, accessibile dalla cripta, o anche dal Seminario diocesano, in via Arniense. Le vicende storiche della chiesetta sono connesse all'Arciconfraternita omonima. Le fonti della confraternita sono la Historia di Girolamo Nicolino, nella "Storia degli uomini illustri" del Ravizza e un opuscolo di Luigi Vicoli (1859). La confraternita è una delle più antiche, insieme a quella di Santa Maria di Costantinopoli presso la chiesa di Santa Chiara; il suo nome è indissolubilmente legato all'organizzazione della processione del Venerdì santo. Il piccolo oratorio si sviluppò nell'XI secolo per accogliere le reliquie di San Giustino, grazie alle donazioni del conte Drogone e del vescovo Rainolfo, istituendo delle messe quotidiane in suffragio dei morti, da celebrarsi presso l'altare del santo patrono. Nel 1578 Papa Gregorio XIII dichiarò privilegiato l'altare suddetto, favorendo la costituzione formale del Monte che, sempre annesso alla cappella di San Giustino, fu fondato a tutti gli effetti nel 1957, presso l'altare di "Santa Maria Succrre Miseris", vicino a quello del Patrono, grazie al cospicuo lascito di Pietro Antonio Gigante, capitano delle milizie cittadine.[11] Nel 1603 sotto il camerlengato di Girolamo Valignani e Giuseppe de Letto, fu eseguita la volontà del testatore, innalzando una cappella presso la cripta trecentesca. La costruzione inizialmente era modesta, sebbene nel 1648 l'arcivescovo Stefano Sauli autorizzasse l'istituzione della Confraternita. Nel 1666 fu costruita la tomba monumentale per il Capitano Gigante. Nel 1711 furono terminati i lavori di rifacimento barocco, mostrando l'oratorio nelle sue fattezze attuali. Nel 1846 fu sistemata la scala di accesso.
L'aula rettangolare con volta lunettata e due finestre strombate, ha proporzioni armoniose grazie ai rapporti di lunghezza-larghezza; la cappella è ricoperta da stucchi ad altorilievo, costoloni, festoni, medaglioni, riquadri, statue. La decorazione ricalca il tema della passione di Cristo seguendo le scene più importanti tratte dai Vangeli. La piccola pala d'altare mostra la Vergine col Bambino che soccorrono le anime del Purgatorio; l'opera è di scuola napoletana, vicina al Solimena. Quanto agli stucchi, l'apparato decorativo fu opera di Giovan Battista Gianni: lungo i lati maggiori ci sono gli scranni del coro, realizzati in noce, come ben rilevano gli elementi ornamentali e la linea neoclassica del manufatto.
- Piazza San Giustino (ex "Vittorio Emanuele II"): la spaziosa piazza, in origine detta Piazza Grande, presenta, oltre alla Cattedrale, come quinte alcuni degli edifici più importanti della città: il palazzo comunale (Palazzo d'Achille), ricostruzione ottocentesca dell'ex Palazzo Valignani che mostra un cortile a loggia ornato da nicchie; su di una colonna romana è sita la statua bronzea di Achille a cavallo, simbolo della città. Il palazzo Sirolli, adiacente, fu dimora del pittore Giovanni Battista Spinelli, decorato da portale con bugne lisce. Altri notevoli edifici, realizzati nel primo '900, sono quelli posti frontalmente la Cattedrale: il palazzo Mezzanotte, costruito alla fine dell'800 da Biase Mezzanotte, dall'imponente mole che ricalca uno stile architettonico rinascimentale, e Palazzo Obletter, nato dall'accorpamento di più palazzi antichi settecenteschi. L'ultimo palazzo è quello dei Tribunali, in stile neogotico, ricavato demolendo delle case popolari e Porta Zunica; inoltre vi sono due statue bronzee dell'artista contemporaneo Luciano Primavera, raffiguranti il patrono San Giustino e il padre Alessandro Valignano.

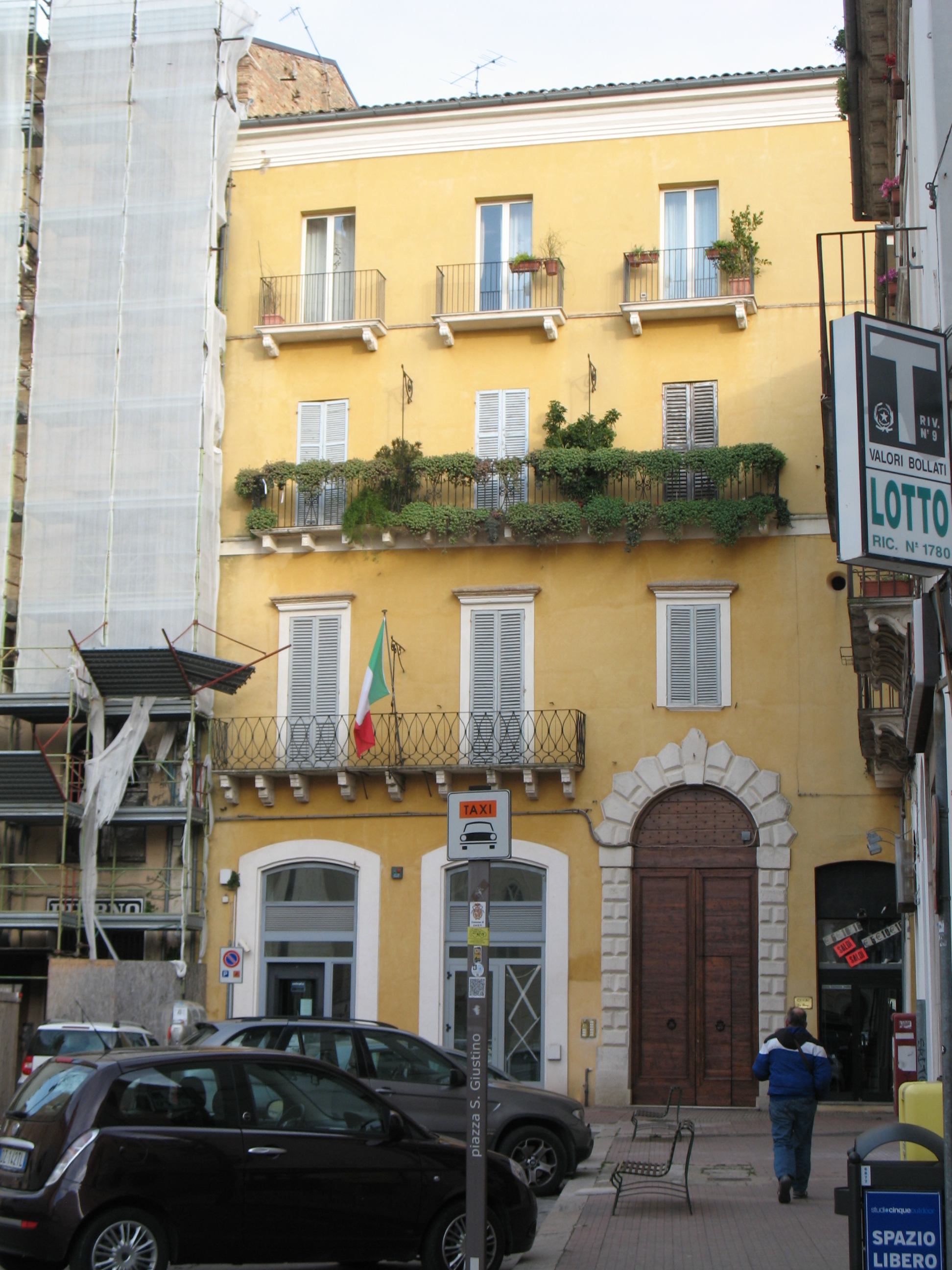
Palazzo Sirolli, dove abitò il pittore Giovanni Battista Spinelli

- Palazzo di Giustizia: si affaccia su Piazza San Giustino, ed è una ricostruzione in stile neogotico nei primi anni del '900, accorpando case popolari e il vecchio palazzo della Regia udienza, e per questo fu demolita anche Porta Zunica, caratteristica per i suoi tre archi di ingresso. Il portico del piano terra si interrompe al centro, dove il balcone centrale dà origine a un avancorpo con arco a sesto acuto, cinto da balaustra lapidea. Il palazzo è stato ristrutturato nel 2017 dopo i danni del terremoto dell'Aquila del 2009.

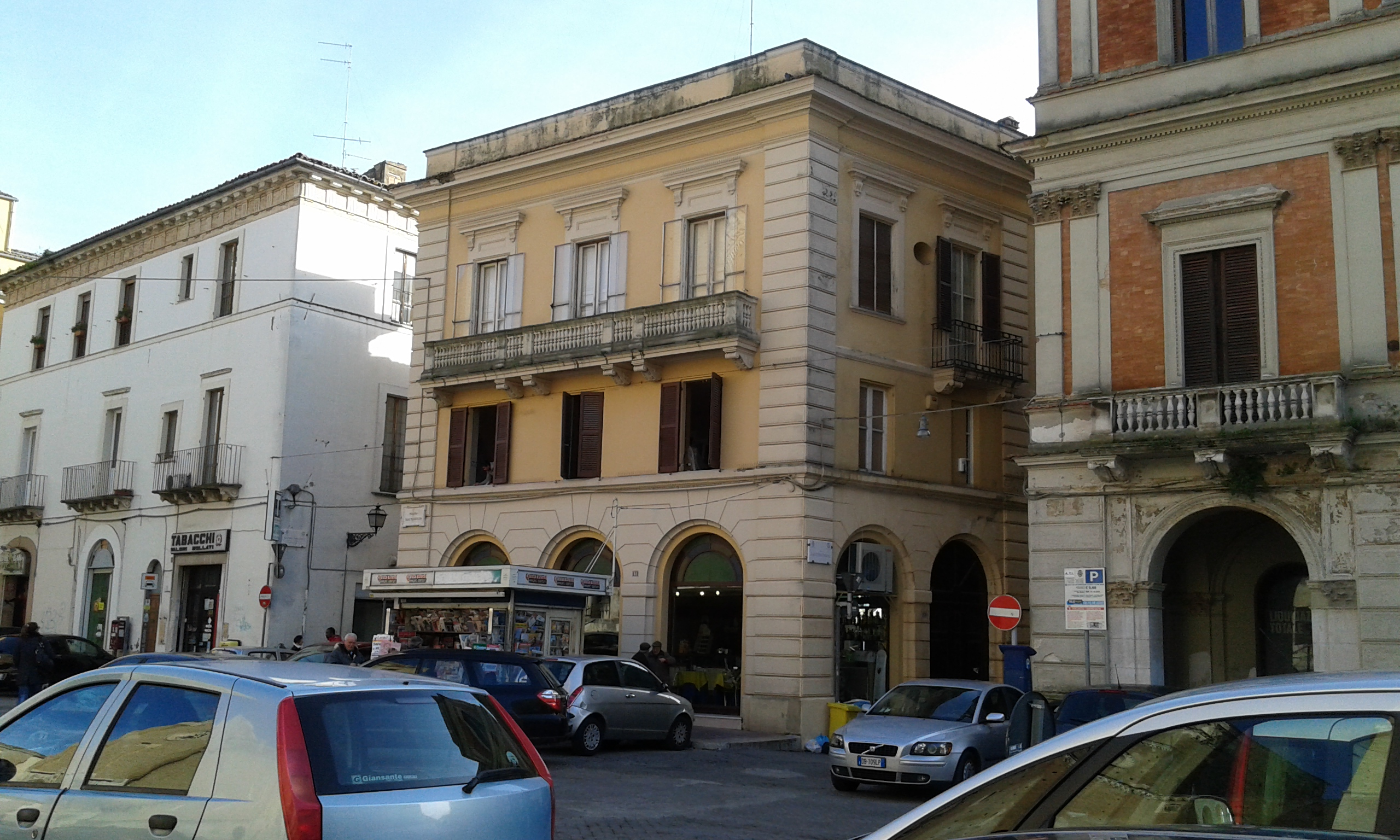
Palazzo Obletter

- 'Palazzo Mezzanotte: fu costruito da Biase Mezzanotte in forme eclettiche neorinascimentali nella fine dell'800. Il palazzo ha pianta quadrangolare con quattro torri tozze, collegate al resto del corpo da cornicioni marcapiano. La parte di base è decorata da un portico in bugnato che include anche le torri, successivamente delle cornici dividono i due piani, con due ordini semplici di finestre, intervallate da paraste con capitelli ionici dorati. Il palazzo è noto per la vicenda bellica di "Chieti città aperta", e per aver ospitato il maresciallo Pietro Badoglio durante la fuga per Brindisi di Vittorio Emanuele III (settembre 1943). Mentre i sabaudi proseguivano per Crecchio (CH) da Roma, gli altri ufficiali aspettando un segnale per andare a Pescara ad imbarcarsi rimasero tutto il giorno del 9 settembre a Chieti. Alle 14:00 i reali partirono dal castello di Crecchio e lo Stato Maggiore partì per Pescara, scoprendo che la nave non c'era, e infine i sovrani e Badoglio presero la "Corvetta" al porto di Ortona, poco più a sud. I nazisti occuparono il palazzo come sede del quartier generale, essendo tutti gli inquilini sfollati e datisi alla macchia, e diressero le operazioni belliche contro gli americani. Il palazzo, benché Chieti fosse città aperta, venne bombardato il 26 settembre, subendo alcuni danni.
- Palazzo d'Achille: fu costruito nell'800 sopra la vecchia sede del Palazzo Valignani in piazza San Giustino, antica sede del potere. Dal 1860 è sede del Comune, anche se dopo il terremoto del 2009 la sede è provvisoriamente trasferita nel palazzo della Banca d'Italia in piazza Giangabriele Valignani. Nel 2015 sono iniziati i lavori di recupero. Ha pianta rettangolare irregolare con chiostro interno e un aspetto in stile neoclassico.
- Palazzo Sirolli - Casa Spinelli : l'edificio venne realizzato nella seconda metà del XVI secolo, posto accanto al Palazzo d'Achille in piazza San Giustino: oggi è nominato Sirolli e nasce come proprietà della famiglia Sante Spinelli, mercante lombardo, padre del pittore Giovanni Battista. Il palazzo ospitò la stazione della ferrovia elettrica (la filovia) dal 1900 al 1902. Ha un aspetto austero barocco, con il portale ad arco a tutto sesto con cornice in bugnato liscio.
- Palazzo Obletter: in Piazza San Giustino, incrocio con via Asinio Pollione, è stato realizzato dagli Obletter, arrivati a Chieti dal Tirolo nel Settecento. L'intero corpo nasce dall'insieme di case acquistate per essere accorpate in un solo edificio. Ha un aspetto sobrio neorinascimentale con fasce in bugnato alla base, e l'interno conserva lo scalone monumentale, che conduce agli appartamenti, riccamente decorati da affreschi con scene di genere mitico e stucchi.

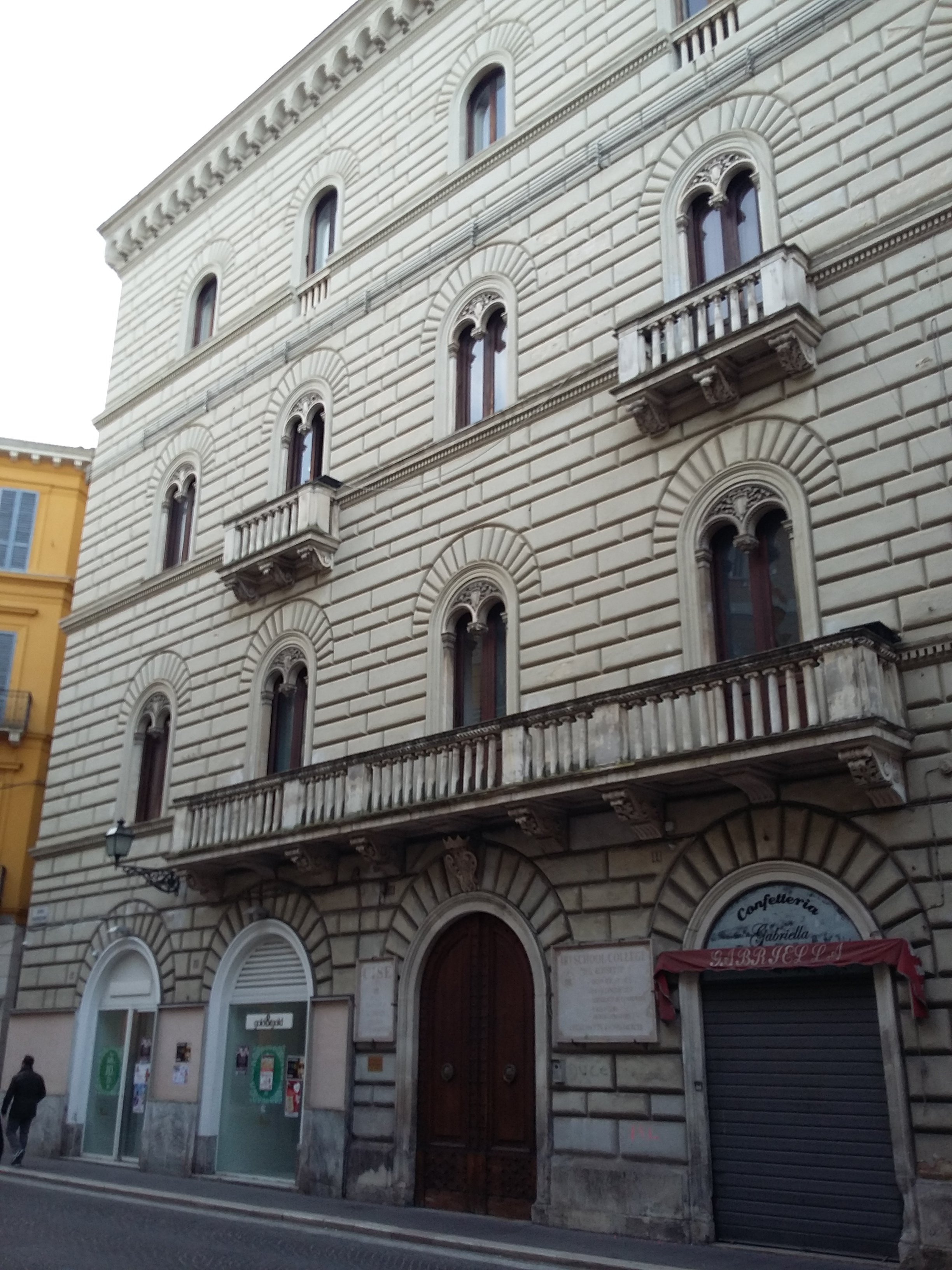
Palazzo Henrici

- Palazzo Henrici: costruzione eclettica in stile neogotico, lungo il corso Marrucino, legata al Palazzo d'Achille, e caratterizzata da fasce in bugnato con finestre in stile neogotico molto simili a quelle del Palazzo di Giustizia. Il palazzo ospita un istituto paritario gestito dalla D.O.G.E. English Universal School College.

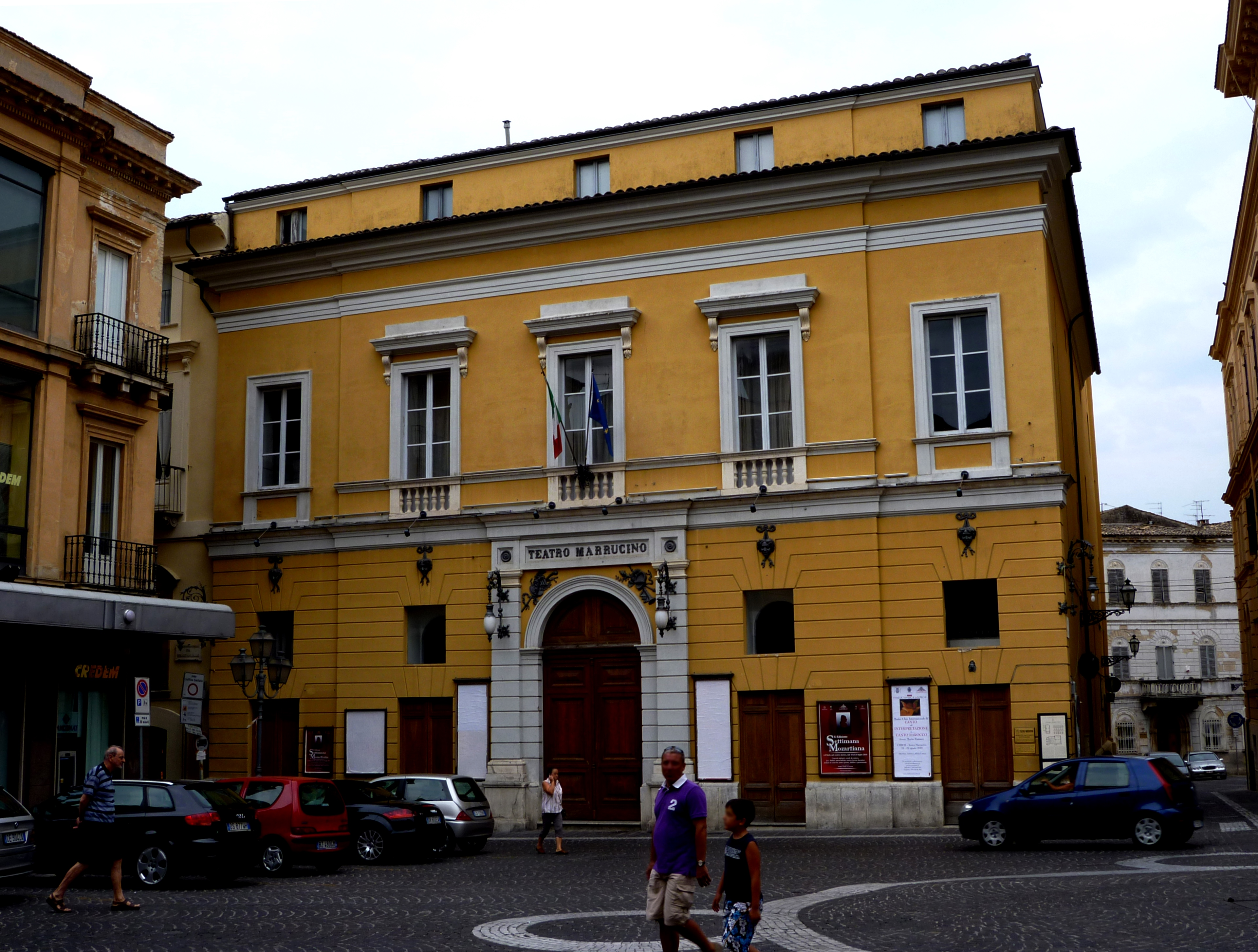
Facciata di Teatro Marrucino

- Palazzo Tabassi: il palazzo si trova sul corso, direzione chiesa della Trinità, e fu costruito dai Carosi nel 1717 sopra il vecchio palazzo Lannutti. Nel 1774 in una delle sale grandi del quarto superiore si ritrovò sulla volta della sala una pittura raffigurante lo stemma gentilizio dell'antica casa Carosi, consistente in uno scudo azzurro, con testa di moro riguardante una cometa. Sopra v'è un elmo aperto con una corona sovrastante da cui esce un leone. A testimonianza del ritrovamento ci fu un atto pubblico del notaio Giuseppe Angelo Marone.[12] Il palazzo era composto di due parti ben distinte tra loro che confinavano sul corso per tutta la lunghezza della facciata di 150.00 palmi e dell'altezza di 70.00 palmi; trasformato in residenza signorile fece parte di quella cerchia di dimore nobiliari dei Durini, degli Henrici, dei Mayo e dei Valignani. Durante la rivoluzione francese il palazzo era in proprietà di Giampiero Tabassi e divenne un cenacolo culturale, specialmente durante i moti risorgimentali, e nel tardo Ottocento fu una scuola a cui partecipò anche il pittore Francesco Paolo Michetti.

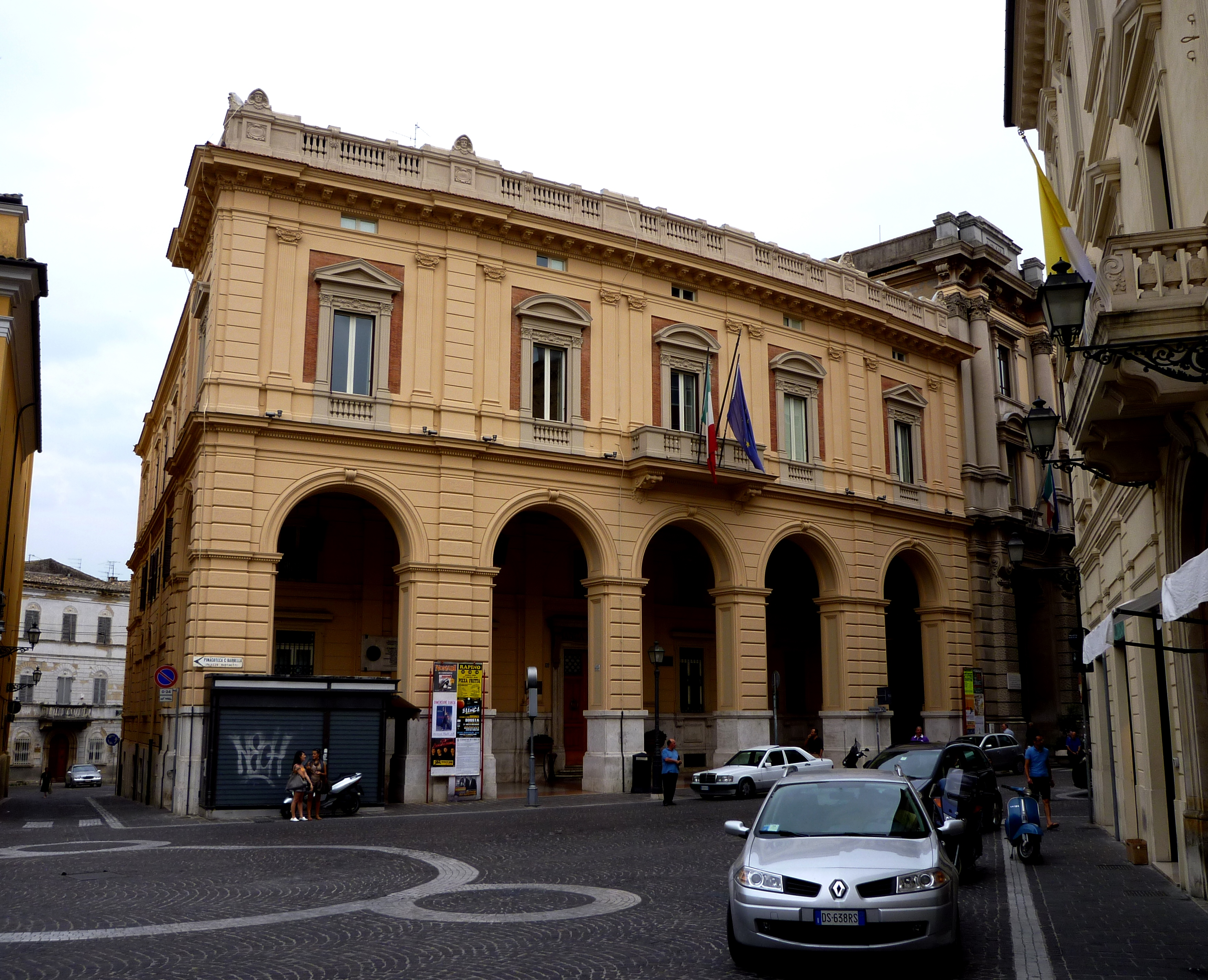
Banca d'Italia

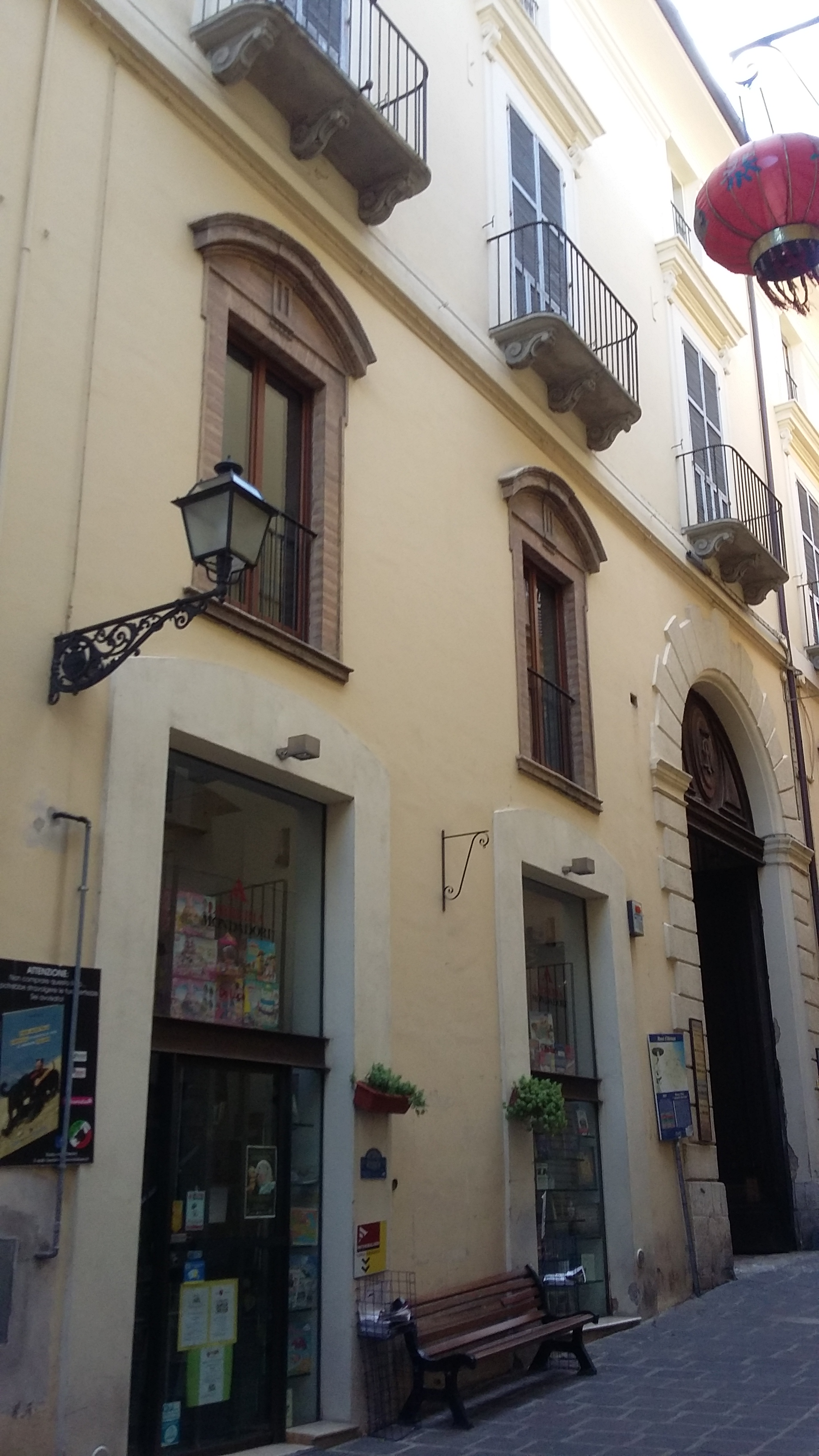
Palazzo Martinetti Bianchi

- Palazzo della Banca d'Italia (ex Banco di Napoli): l'edificio venne realizzato tra il 1915 e il '20 presso l'area della distrutta chiesa di San Domenico e di un antico palazzo della famiglia Valignani di Vacri, sede del potere della città. Ha pianta rettangolare con la facciata a ventaglio verso Piazza Valignani; lo stile è neoclassico e neorinascimentale. La struttura è divisa in due settori da cornicione marcapiano: la base è fasciata in bugnato liscio, presentando cinque arcate d'ingresso al portico, e il secondo settore ha un loggiato con finestre dalle cornici a triangolo e a semicerchio. Dopo il terremoto del 2009, il palazzo ospita la sede comunale di Chieti, in attesa del restauro del Palazzo d'Achille.

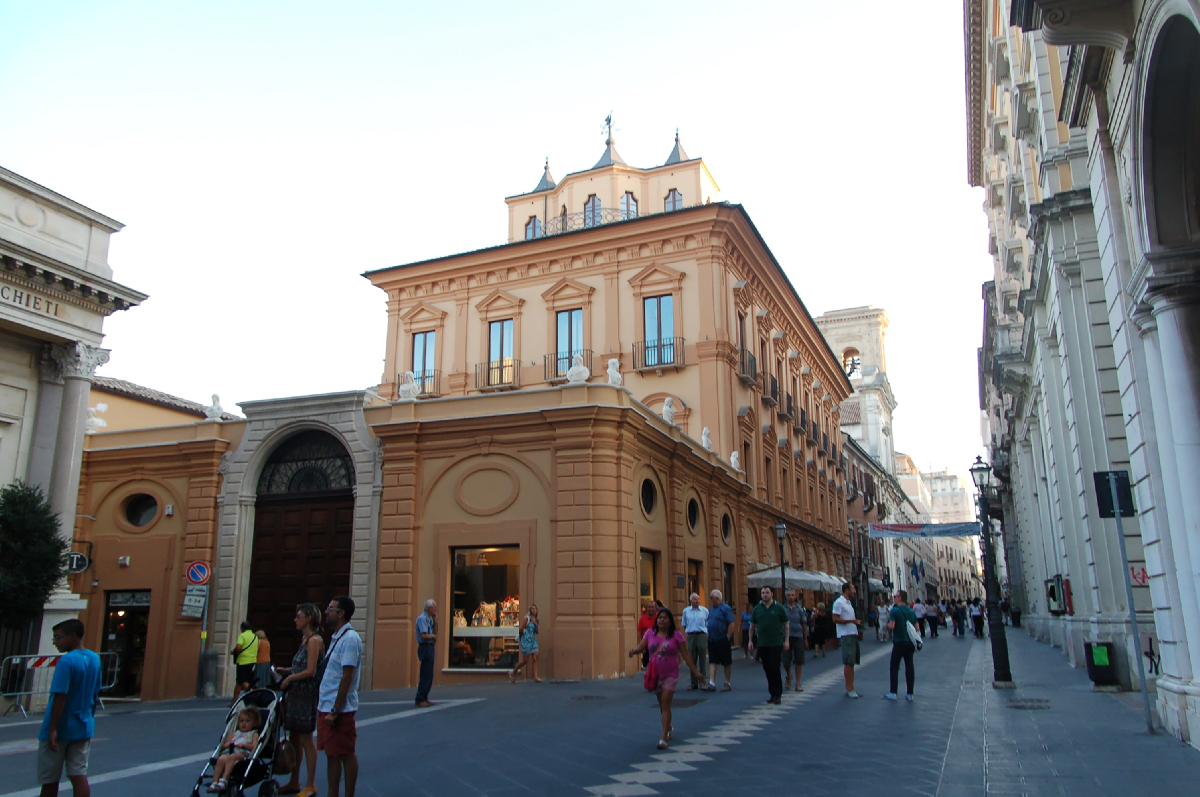
Palazzo de' Mayo

- Palazzo de' Mayo: Si trova sul corso Marrucino, edificato sopra il passaggio sotterraneo alla romana "via Tecta", e posto accanto al Palazzo della Provincia. Fu costruito sopra una dimora medievale di nobili teatini. Il primo proprietario del palazzo fu Giuseppe Valignani di Vacri, il quale vendette il 14 giugno 1788 la struttura ai fratelli Saverio, Severino e Luigi Costanzo. Il palazzo era una piccola casa dell'allora rione San Giovanni (dalla scomparsa chiesa dei Cavalieri di Malta), posseduta dal duca Tommaso Valignani, che ne condivideva con i figli Giambattista e Giuseppe l'intero edificio sino al monastero di Sant'Anna degli Scolopi (attuale chiesa di San Domenico Nuovo). Probabilmente l'edificio era malandato e i Costanzo ne avviarono la ristrutturazione realizzando, dal 1789 al 1795 l'attuale edificio con scalone monumentale.[13] Dal 1811 per contenziosi dopo la morte di Severino Costanzo il palazzo fu diviso in due parti quanto alla spartizione delle proprietà tra i Costanzo e i Farina. Successivamente il palazzo nel 1825 fu venduto a Levino Mayo, il quale recuperò la proprietà, affidandola all'Intendenza della Provincia d'Abruzzo Citeriore. Nel 1854 il palazzo passò al figlio Acindino che lo restaurò nel 1884. Nel 1977 con l'estinzione della famiglia il Palazzo passò alla Cassa di Risparmio di Chieti, e fu nuovamente restaurato tra il 1985 e il 1994.
Nuovamente restaurato nel 2004 da Carlo Mezzetti con l'istituzione della Fondazione per varie esposizioni museali, il palazzo è uno dei più interessanti e vivaci di Chieti: nelle forme si esplica quella della linearità classicista. L'introduzione di un gradevole gioco chiaroscurale di facciata reso attraverso l'uso di un significativo apparato plastico, sancisce un consistente corpus di membrature assenti o poco accentuate negli edifici di età precedente. Sono ornamenti recuperati dalla più antica tradizione teatina nel tentativo di riconquistare un effetto barocco. Il palazzo ha pianta rettangolare con chiostro interno, e organizza visite alla Chieti sotterranea romana.

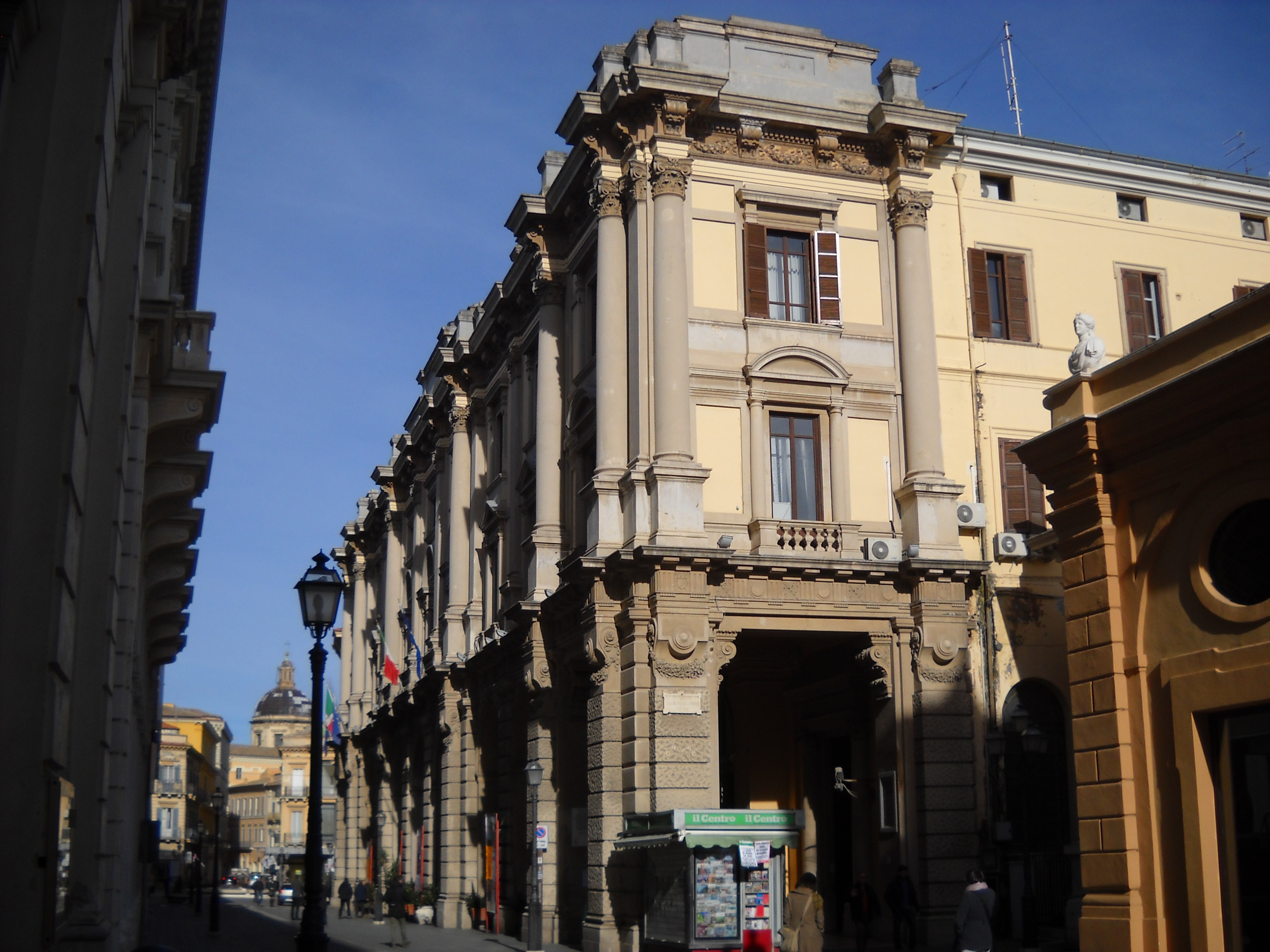
Palazzo della Provincia

- Palazzo della Prefettura o della Provincia: lungo il corso, il Palazzo fu costruito demolendo il convento dei Domenicani nel 1913, ha uno stile architettonico eclettico, che celebra l'architettura del XV-XVI secolo, e presenta un'elegante facciata pseudo-cinquecentesca su portico sorretto da colonne binate. Negli splendidi saloni storici della residenza del Prefetto si conservano, tra soffitti decorati e arredi d'epoca, diverse opere come una tela di Basilio Cascella de Il suono e il sonno (1894), e il quadro del vastese Valerico Laccetti Christus Imperat (1883).
- Ex Cassa di Risparmio di Chieti: si trova accanto al Palazzo della Provincia, costruito nei primi anni del '900 a pianta quadrata. La facciata è preceduta da un architrave sorretta da quattro colonne a capitelli corinzi, in stile neoclassico, e gli accessi sono tre. Con il fallimento della Cassa di Risparmio nel 2015, nel febbraio 2018 è stata rimossa la scritta "Cassa di Risparmio della Provincia di Chieti", per destinare la struttura a nuovo uso.
- Palazzo Massangioli: in piazza Umberto I, ha quasi sicuramente origini antiche, anche se le strutture attuali sono un rifacimento ottocentesco del palazzo originale. Il palazzo si trova nella discesa dietro la Banca, e mostra un'elegante facciata in stile eclettico neoclassico-neorinascimentale, con ricche decorazioni in terracotta a cariatide e festoni. Da osservare anche lo scalone che porta al piano nobile e il salone da ballo impreziosito da ampia volta dipinta.
- Palazzo Fasoli: è uno dei palazzi più interessanti del centro storico, posto in Piazza Giambattista Vico. Esso è caratterizzato da elementi architettonici settecenteschi, apportati da un restauro conservativo del 1930. Composto da quattro ordini, con il piano terra ad archi stondati, il palazzo ha tre ordini di finestroni con rilievi in pietra stile rococò, che si inseriscono nel generale contesto della facciata, dipinta in rosso pompeiano molto evidente, che spicca rispetto alla sobrietà di Palazzo Croce o della Camera di Commercio.

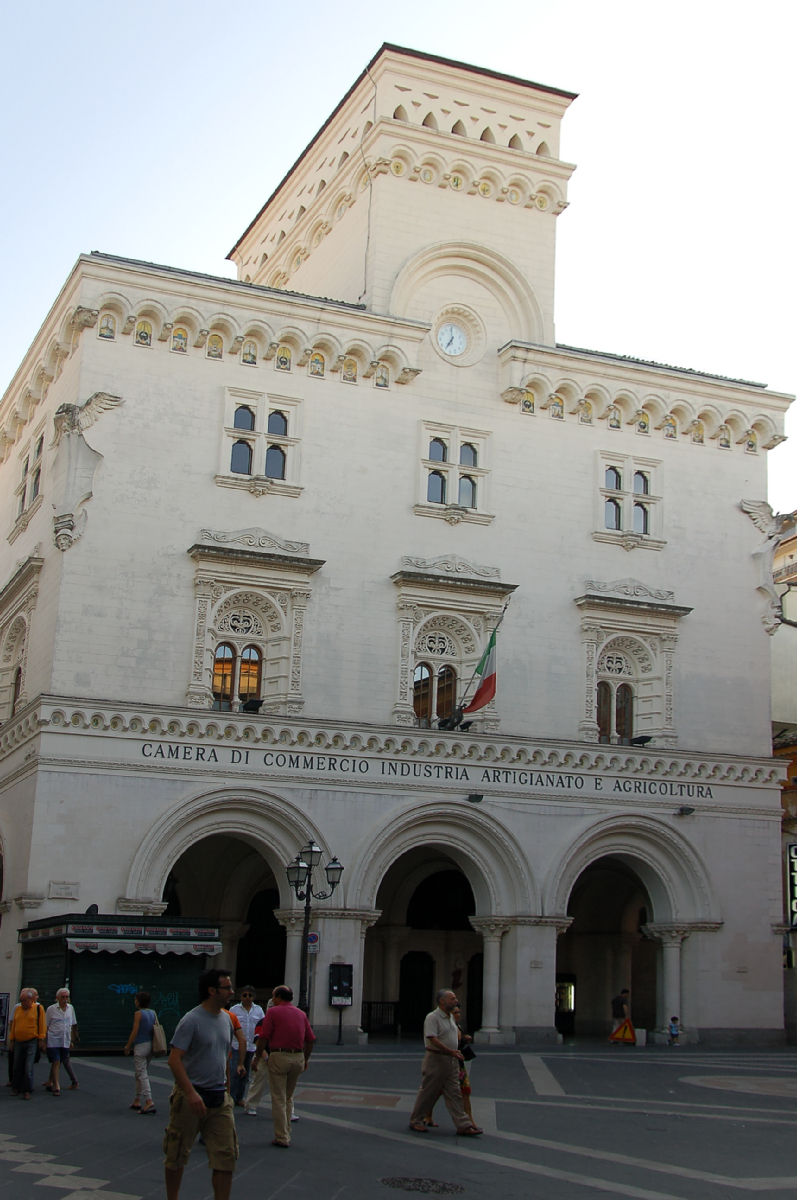
Camera di Commercio di Chieti

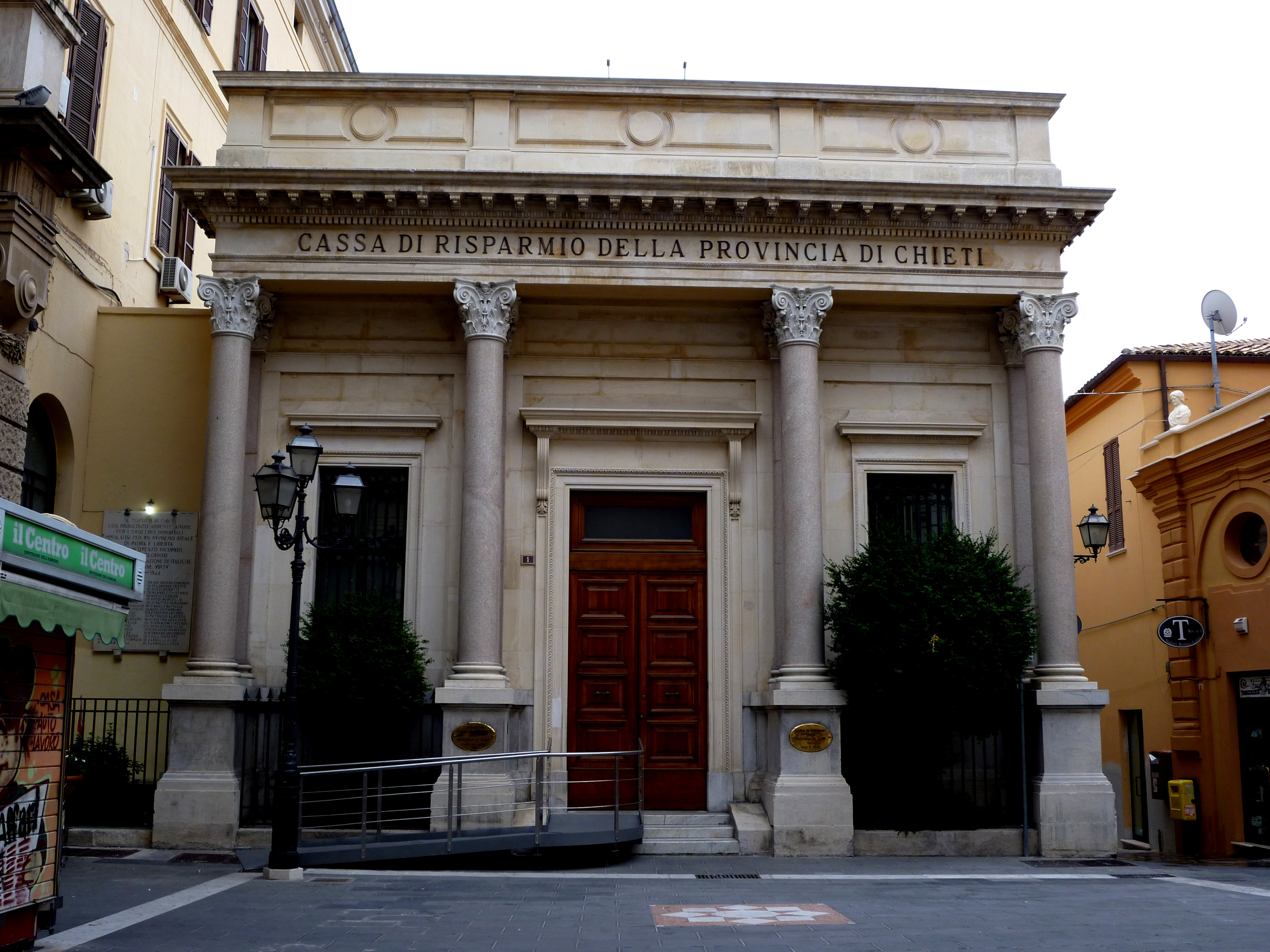
Ex Cassa di Risparmio

- Palazzo della Camera di Commercio: in Piazza Giambattista Vico, è uno degli edifici dell'eclettismo del ventennio fascista a Chieti. Una prima Camera di Commercio delle Arti di istituzione ufficiale si ebbe a Chieti nel 1862, la quale indagava sul tessuto imprenditoriale della circoscrizione di competenza, con la compilazione di apposite schede da parte degli imprenditori stessi. Nel 1924 fu deciso di trasferire gli uffici dalla sede nel rione Civitella, presso la chiesa della Trinità. Allo scopo furono acquistati due palazzi in Piazza Gian Battista Vico, dai quali, dopo una totale demolizione, si pervenne nel 1930 all'ultimazione del palazzo camerale. Nella redazione del progetto dell'edificio, l'architetto Camillo Guerra si ispirò all'architettura medievale abruzzese.[14] Il segno del regime all'epoca fu testimoniato dalla colonnina centrale delle bifore a forma di fascio littorio, e dalla presenza di aquile reali sui vertici degli spigoli dei lati. La costruzione implicò la demolizione di due stabili, l'allargamento del corso e la sistemazione della piazza, giungendo a un risultato di equilibrio e armonia con il contesto urbano umbertino della zona.
Il palazzo ha un aspetto pseudo-medievale con delle formelle sotto il cornicione, tra dentellature, che mostrano le allegorie delle varie arti, e una torre centrale con un orologio. Al piano terra v'è un elegante porticato ad arcate, ricavato dalla Bottega dell'Arte, concessa nel 1933 per ospitare i prodotti d'artigianato locale.

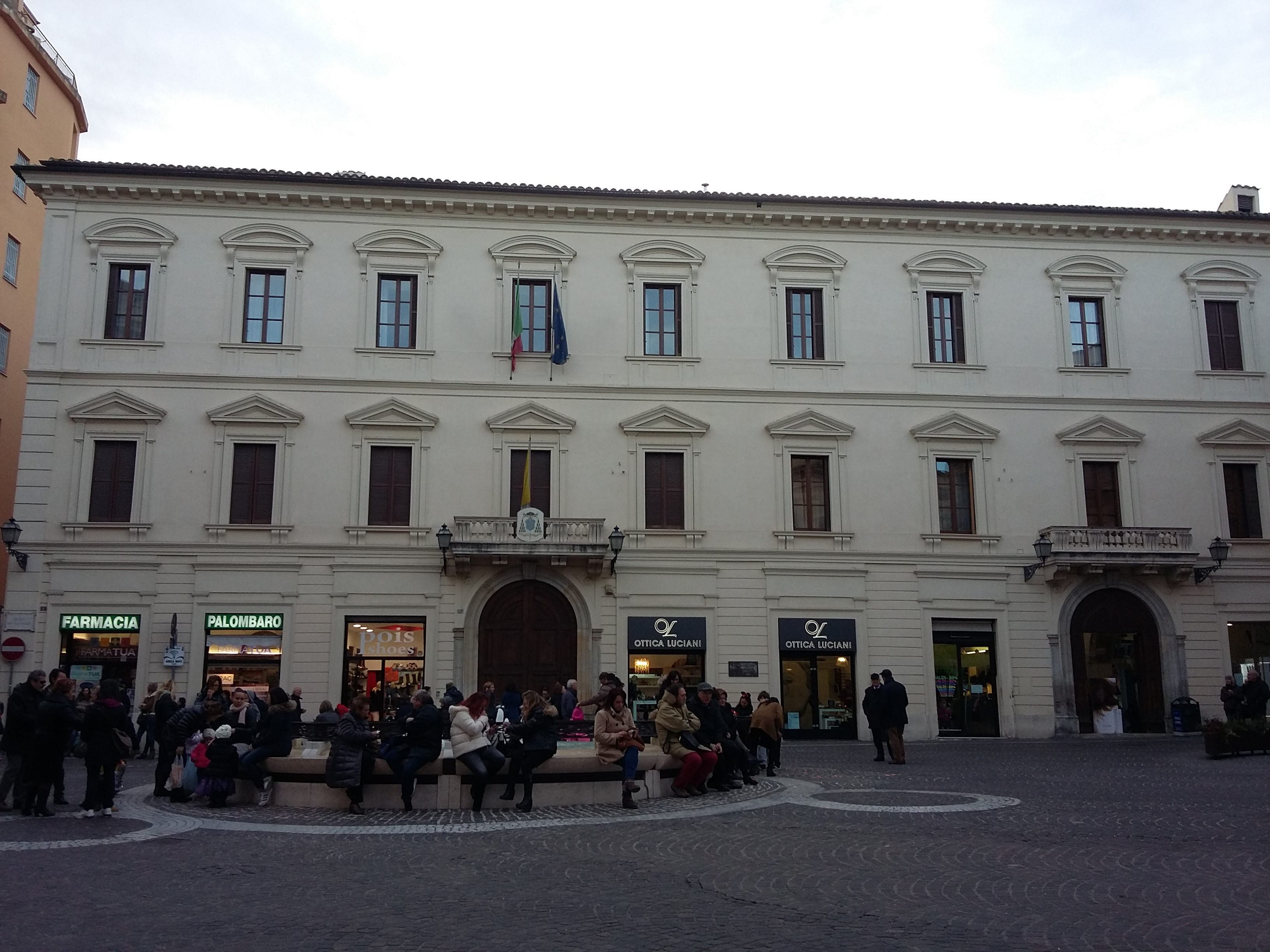
Palazzo Arcivescovile

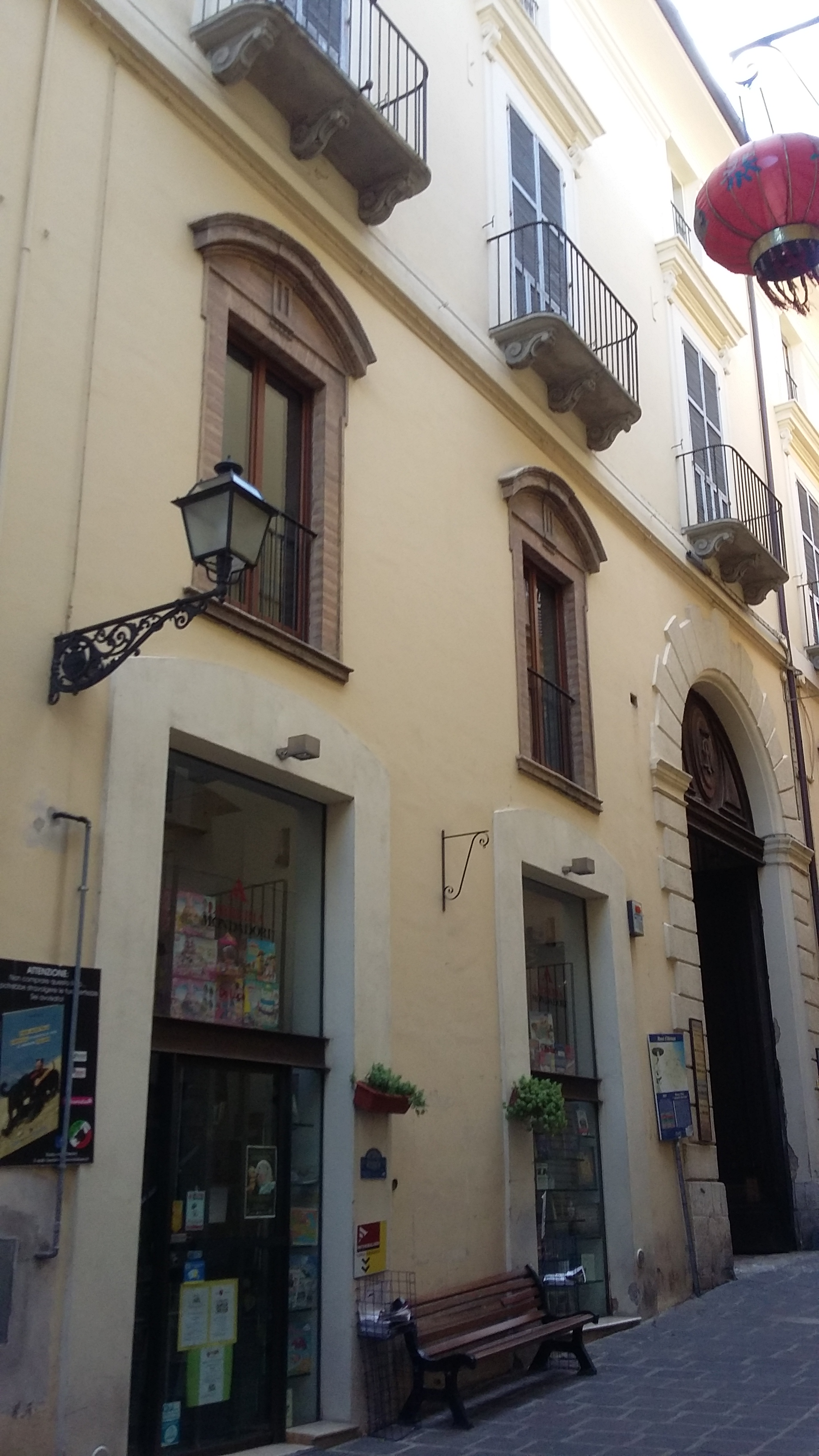
Palazzo Martinetti Bianchi

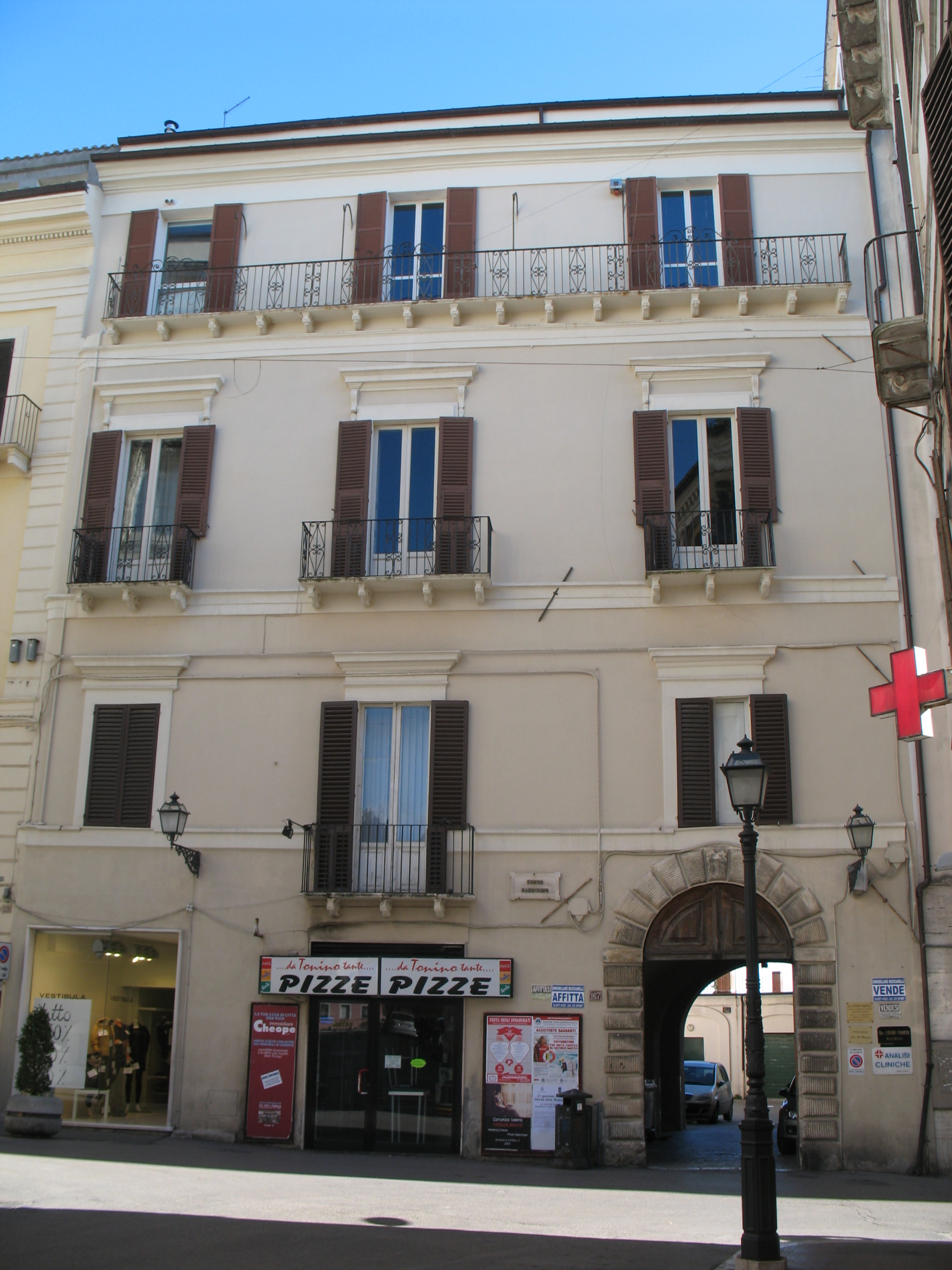
Palazzo Olivieri

- Palazzo Arcivescovile: si trova in Piazza Valignani, ed è il prodotto di un totale rifacimento di varie strutture nel XVIII secolo. L'elemento più antico è il torrione del 1470 fatto erigere dal vescovo Colantonio Valignani, che mostra similitudini con le strutture medievali della Toscana. La facciata sul piazzale è molto semplice e sobria, divisa in due settori da cornicione marcapiano, con il piano superiore destinato agli uffici, e quello di base alle varie botteghe. Soltanto il monumentale portale centrale spezza l'equilibrio, da cui si accede mediante uno scalone del 1795 voluto da Ambrogio Mirelli, da cui si entra alla corte. Il palazzo ospita il prezioso Archivio Arcivescovile della diocesi teatina.

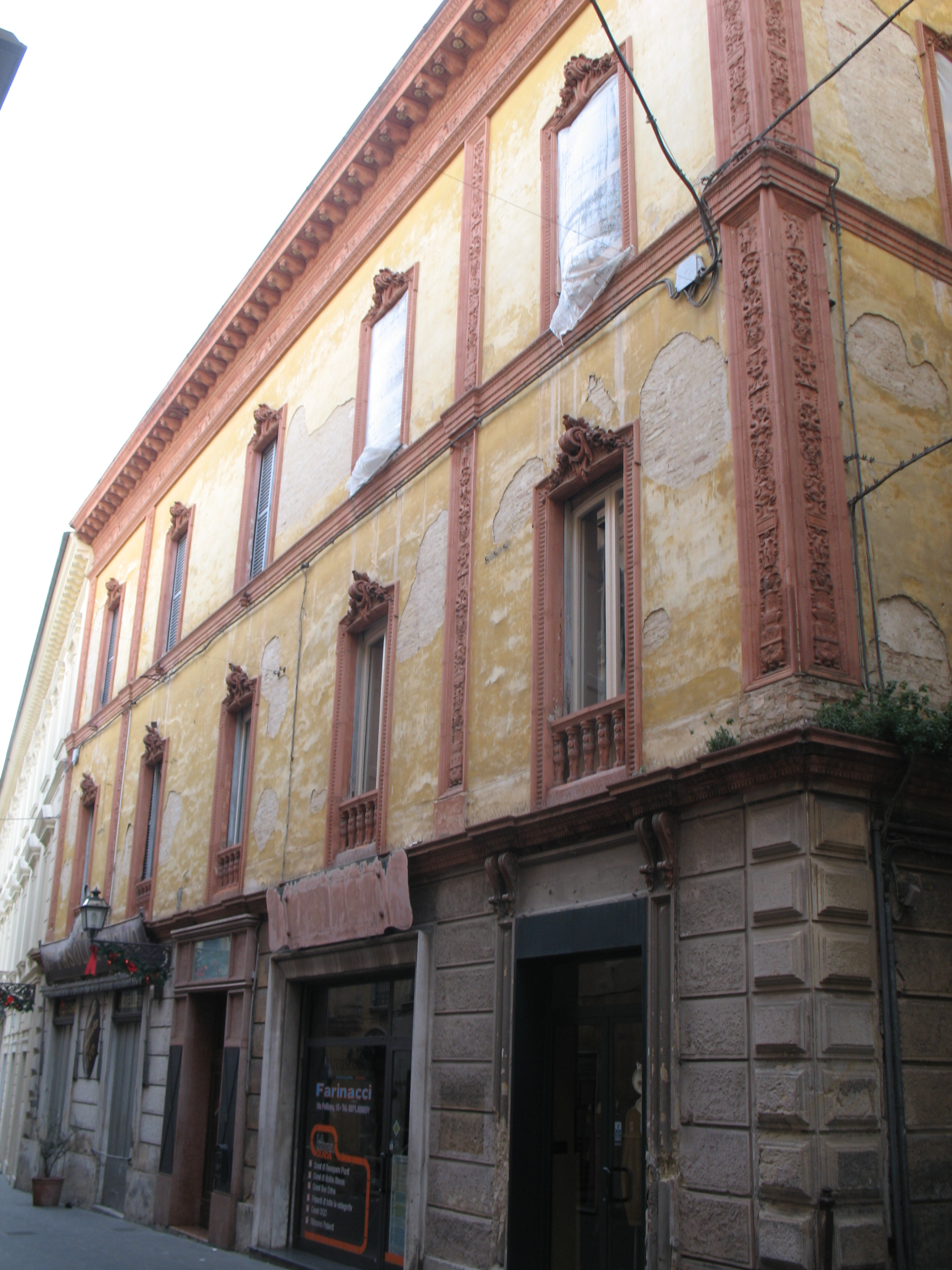
Palazzo Cetti

- Palazzo Cetti: in via Arcivescovado 3, risale al Settecento: ha facciata conservata perfettamente, mostrante un portale sormontato da delizioso balconcino con rignhiera bombata, e originali cornici in pietra delle finestre decorate ad arco spezzato, con ricche volute rococò (1750).
- Palazzo Duca D'Alanno': in corso Marrucino 33, è un semplice edificio settecentesco fasciato in bugnato liscio, appartenuto ai nobili d'Alanno, rampo della famiglia Valignani. La struttura è divisa da cornici in quattro piani, con un portale centrale preceduto da grande arco a fornice a tutto sesto.
- Palazzo del Seminario diocesano: a confluenza del corso Marrucino con via Arniense, il palazzo fu costruito nel 1568 dal Monsignor Gianni Oliva, ed ampliato nel Settecento. La facciata è completamente in laterizio con inserti in pietra nelle grandi semicolonne, e alla base dei pilastri del porticato; sulla facciata prospiciente via Arniense mostra due imponenti avancorpi, ornati da un cornicione barocco, divisi da terrazzo. All'interno si trova una cappella privata, decorata in stile rococò, inoltre un piccolo teatro intitolato ad Alessandro Manzoni.

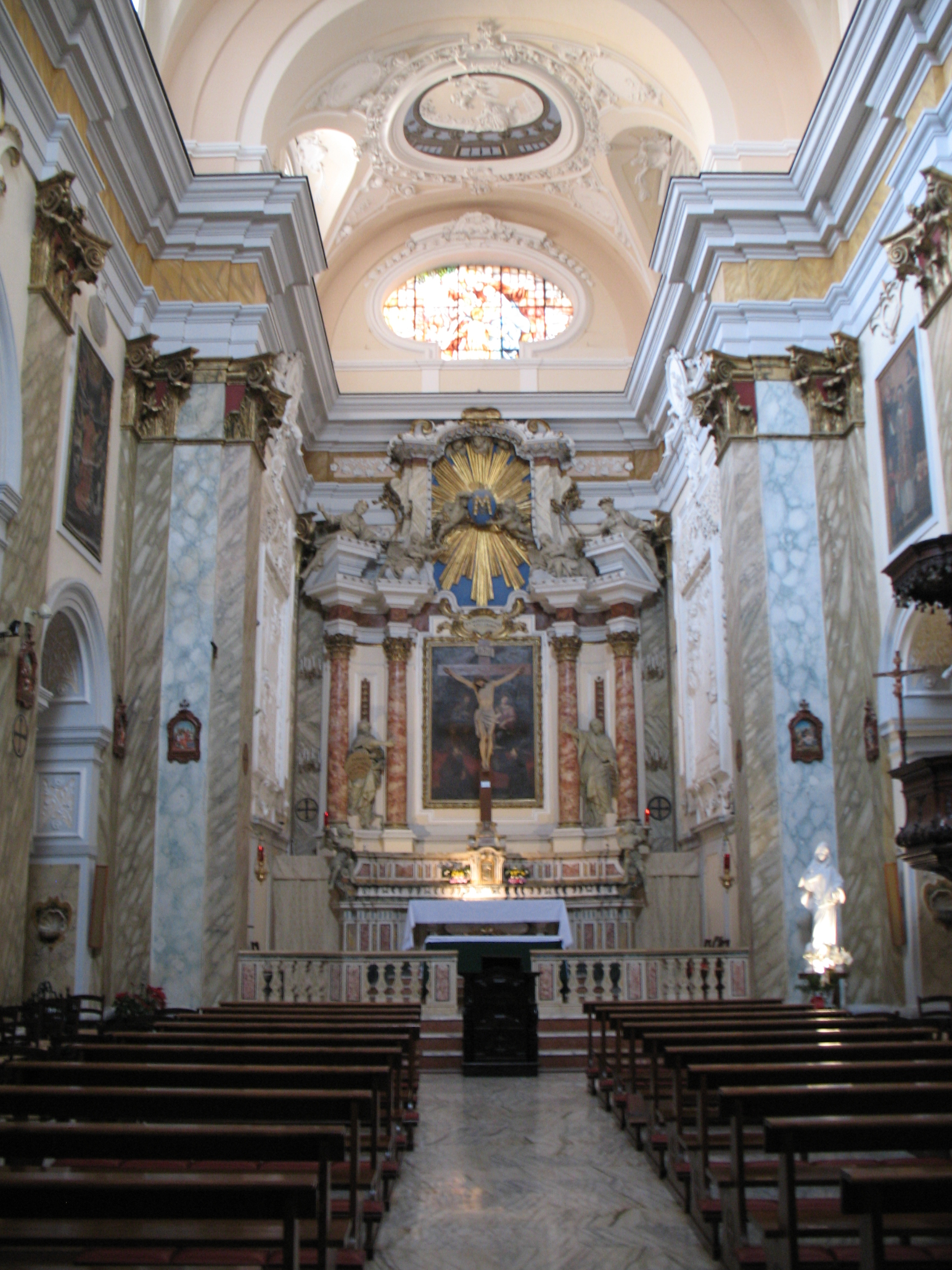
Interno della chiesa di San Domenico

- Chiesa di San Domenico degli Scolopi: l'attuale chiesa è stata rinominata dopo la demolizione dell'originario convento dei domenicani dove oggi sta il Palazzo della Provincia, i Domenicani si trasferirono presso l'ex seminario dei Padri Scolopi di Sant'Anna, sicché la chiesa è detta Sa  Domenico degli Scolopi o San Domenico Nuovo. La chiesa in questione era quella di Sant'Anna degli Scolopi, e risale al XII secolo. Notevole è la facciata in pietra su due ordini, vicina ai caratteri del barocco romano, realizzata nel 1642 per volere di padre Angelo. Al fianco il campanile in laterizio è dello stesso stile, a pianta rettangolare. L'interno ha subito rifacimenti in linea con le tendenza dell'epoca barocca. La pianta ad aula unica con cappelle laterali, presenta ricche decorazioni architettoniche in stucco, accanto ad opere originarie o provenienti dalla precedente chiesa di San Domenico, ormai distrutta.[15] All'epoca barocca appartengono un pulpito ligneo e delle pitture distribuite nelle nicchie; nella prima cappella a sinistra c'è un quadro di San Giuseppe Calasanzio, fondatore dell'ordine, opera di Giacinto Diano; nella seconda cappella c'è il dipinto della Madonna del Rosario eseguito da Domenico Antonio Vaccaro (forse del 1679). Sull'altare maggiore c'è una pala seicentesca della Madonna col Bambino, Sant'Anna con Sant'Antonio di Padova e San Francesco da Paola.
L'ex convento è stato riconvertito nel Convitto Nazionale, o liceo classico, e in un'aula destinata al Museo Diocesano Teatino, con opere d'arte provenienti dalle chiese della città e della provincia.

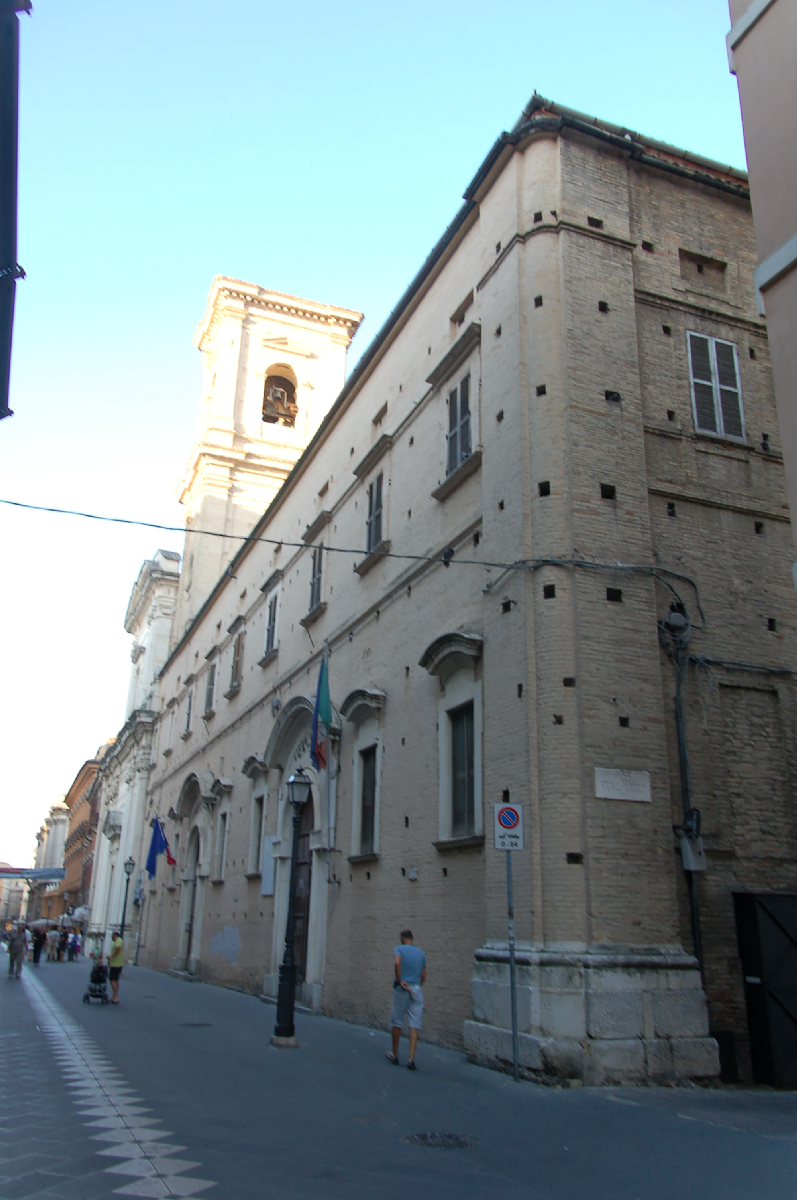
Convitto Nazionale

- Convitto Nazionale "Giambattista Vico": si trova sul corso, affianca la chiesa di San Domenico. La storia del Convitto inizia nel 1636, quando Francesco Vastavigna, nobile teatino, assecondando il desiderio di un collegio in città, nominava nel suo testamento i Padri Scolopi affinché nell'arco di due anni avrebbero dovuto disporre della sua eredità per la costruzione di un istituto. L'opera venne completata e ampliata nei secoli successivi, fino a diventare una vera e propria scuola per privilegiati. Nel 1822 era il Collegio Reale d'Abruzzo Citeriore, successivamente nel 1854 fu elevato a Real Liceo, dove si studiavano la matematica, la medicina, le scienze naturali, la geologia e la botanica. Nel 1861 con l'entrata del nuovo regno di Chieti, gli Scolopi furono allontanati e la scuola divenne Convitto Nazionale, con primo rettore Antonio Iocco. Tra i vari studiosi illustri ci furono Gabriele D'Annunzio, Edoardo Scarfoglio e Filippo Masci.
La scuola conserva ancora la struttura dell'ex monastero, a pianta quadrata con due accessi principali dal corso, e un chiostro interno.

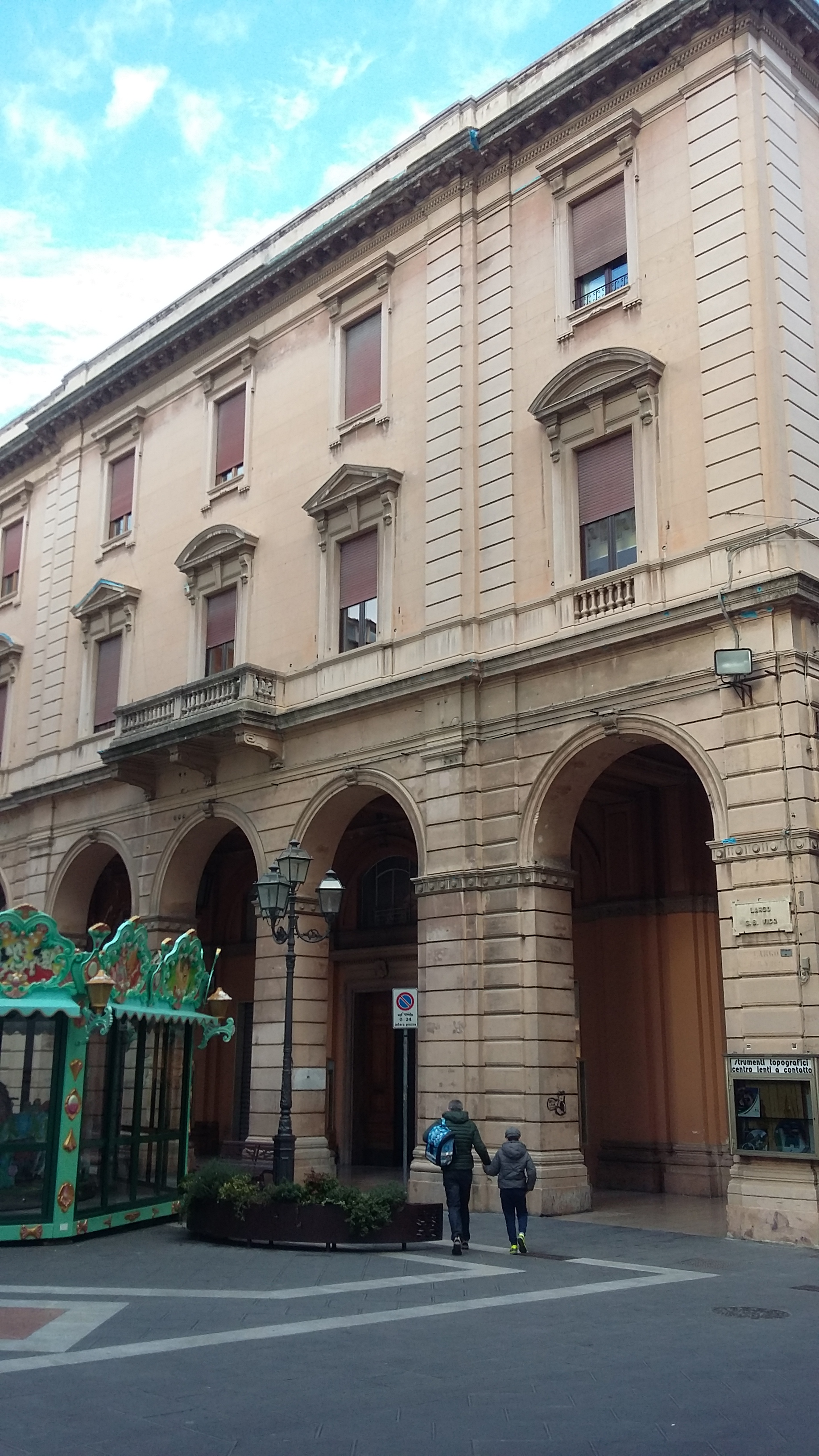
Palazzo Croce

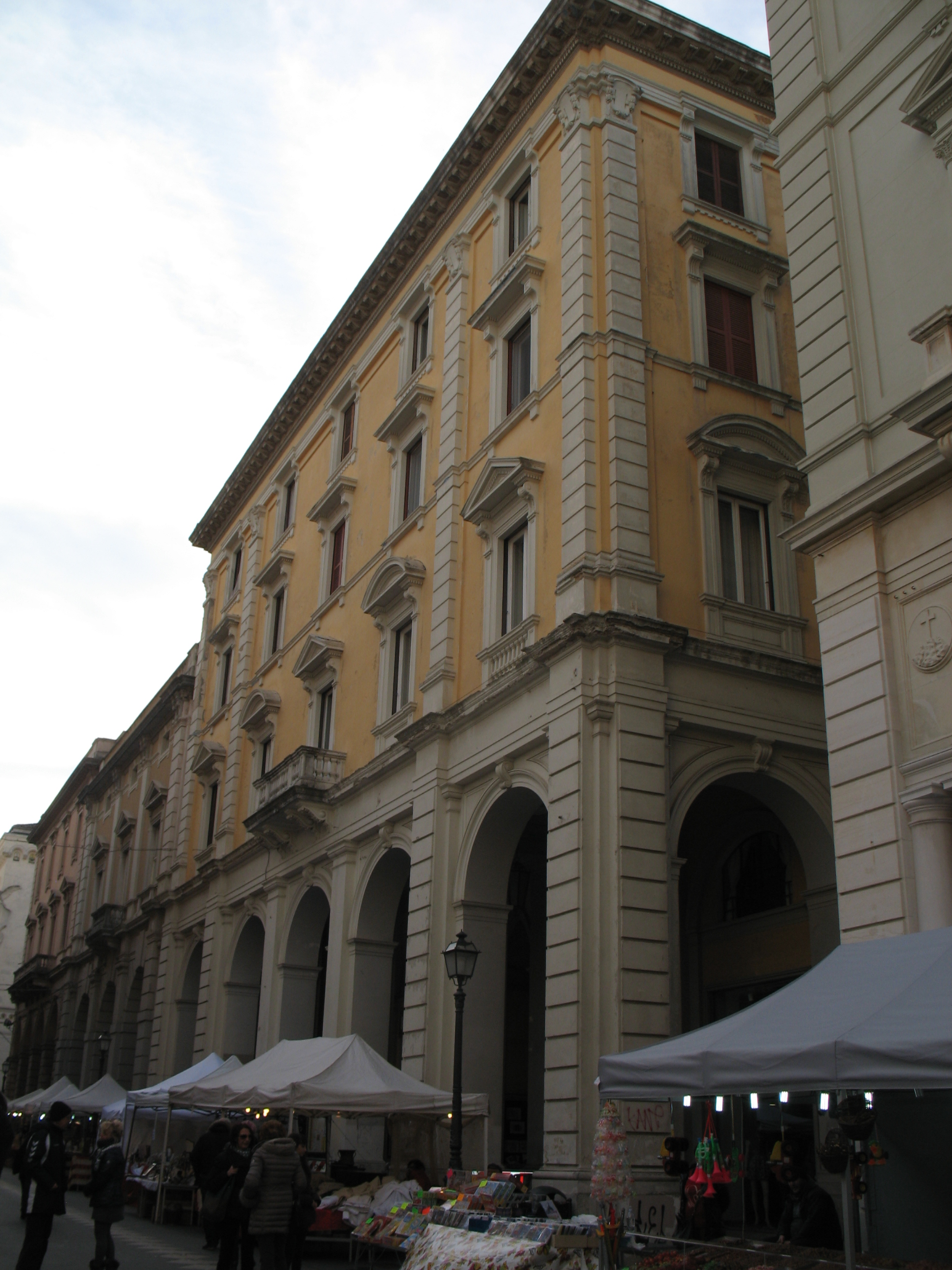
Palazzo De Felice

- Palazzo Croce: palazzo del primo Novecento in stile umbertino, posto tra il corso e piazza Giambattista Vico ricavato dalle demolizioni varie avvenute in città dopo il 1861. Il palazzo è molto imponente, diviso in settori da cornici marcapiano, con alla base un ampio porticato con le colonne fasciate in bugnato liscio. I due ordini di finestre presentano dei timpani curvilinei, ripercorrendo lo stile tardo barocco. Appartenne alla famiglia del filosofo Benedetto Croce.

### Quartiere Civitella - Porta Sant'Andrea
Si tratta di uno dei rioni più antichi di Chieti, risalente all'area sacra di Teate, dove si trovavano i primi templi italici. Con la conquista romana, la zona fu dotata di anfiteatro romano, ancora oggi visibile, e i templi vennero riconsacrati alla trade divina di Giove, Giunone e Minerva. Alcuni reperti di questi templi sono stati rinvenuti negli scavi di restauro dopo il 1985, e conservati in un museo archeologico dedicato alla Civitella, insieme a un prezioso frontone rinvenuto nella necropoli sotto il colle dove oggi si trova la chiesa di Santa Maria Calvona.
Il quartiere non fu abbandonato dopo la caduta dell'Impero, ma divenne il Rione Fiera nel Medioevo, e vi fu fondato il monastero dei Celestini, ossia la chiesa di Santa Maria in Civitellis, ed era accessibile da Napoli mediante Porta Reale (scomparsa), e a sud-ovest da Porta Sant'Andrea. L'anfiteatro fino agli anni '80 del Novecento ospitò lo stadio comunale, successivamente trasferito allo Scalo su pressione della Soprintendenza, e vennero condotti scavi accurati.
La zona della Civitella è attraversata dall'asse principale di via Gennaro Ravizza, e circoscritta dal viale Giuseppe S. Pianell. Nel corso del Novecento anche una porzione dell'antico teatro romano è stata riportata alla luce, poiché oppressa dalla costruzione di case popolari medievali.

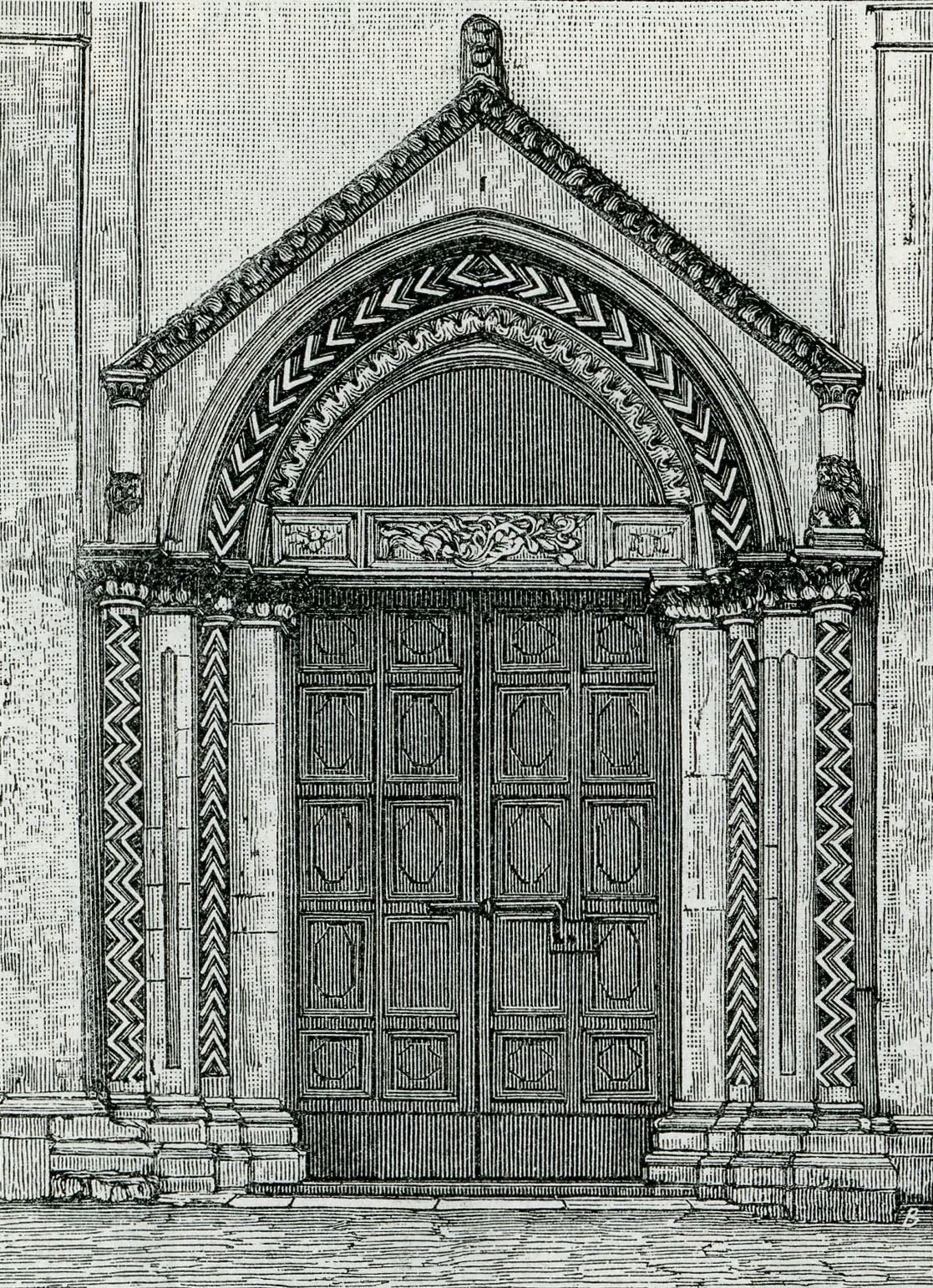
Xilografia del portale di Santa Maria in Civitellis

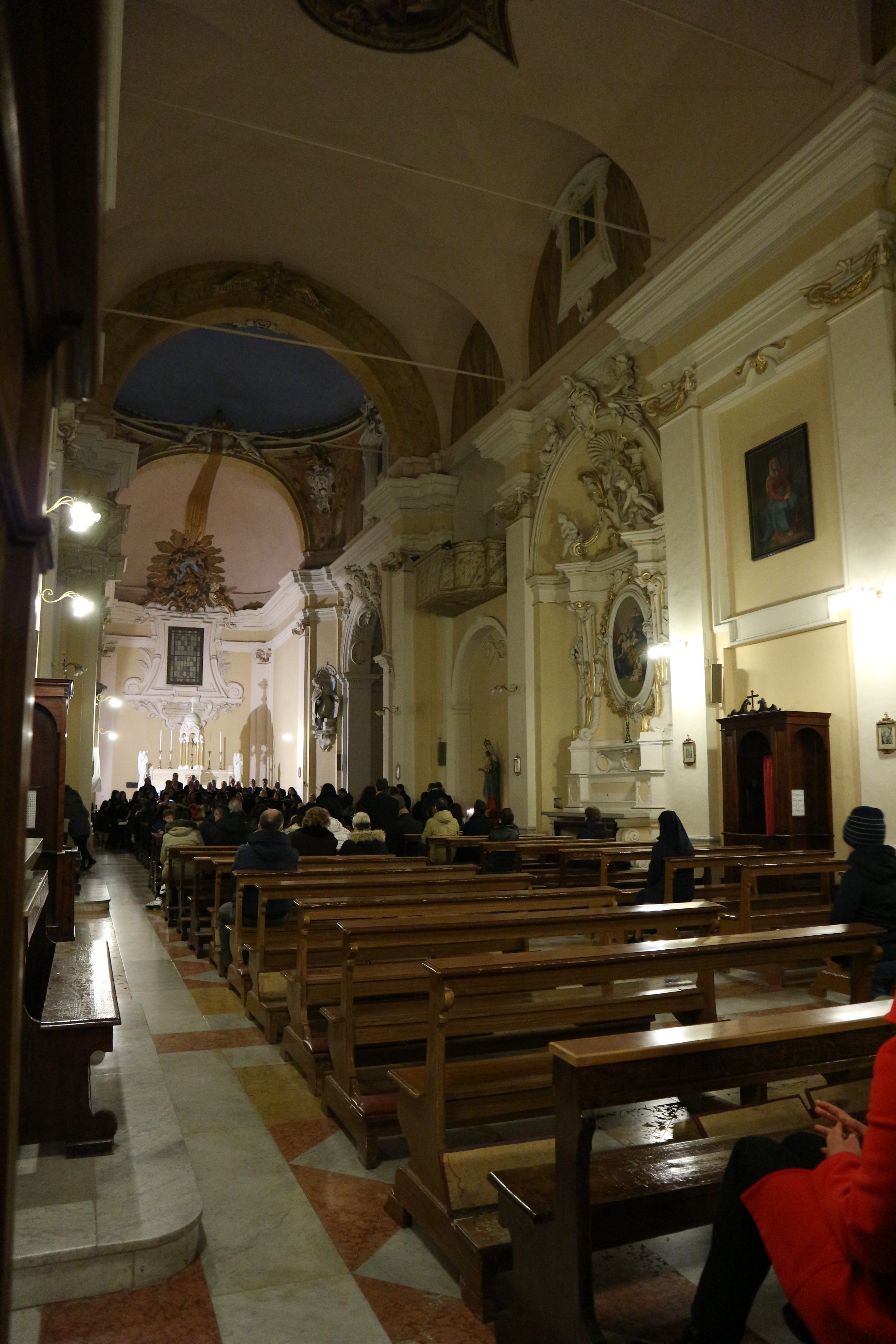
Interno della chiesa di Santa Maria della Civitella

- Chiesa di Santa Maria della Civitella (ex Monastero dei Celestini): è considerata un compendio di varie stratificazioni architettoniche nel corso dei secoli, dalla sua fondazione medievale. Venne eretta sopra un tempio pagano dedicato ad Achille, presso il punto più alto della cittadella, poco prima del 1295. La fondazione era dei Benedettini, voluta dai seguaci di Pietro da Morrone specialmente dal beato Roberto da Salle. L'elemento materiale più antico della chiesa è il portale gotico trecentesco costruito da Nicola Mancino, che lavorò anche a quello della Cattedrale di San Tommaso Apostolo a Ortona (1312). A partire dal 1677 per volontà dell'abate Girolamo Lasena, la chiesa subì drastici interventi di rinnovamento, che si protrassero per un decennio.[16] Tuttavia non fu alterata nell'impianto iconografico, che venne conservato fedele ai dettami trecenteschi, con l'aula unica ad andamento longitudinale, coperta da volta a botte lunettata. L'architetto che riprogettò la chiesa barocca riuscì a rinnovare l'edificio, movimentando con un gioco di pieni e di vuoti le pareti laterali, scavate e ritmate da nicchie e paraste.
All'interno delle nicchie vennero posti altari laterali divisi da coppie di paraste. Si tratta di altari ricchi nello stile, tipicamente barocchi, con pale ovali; tra questi si differenziano i due altari presso il presbiterio, con volte riccamente decorate. L'abside è rettangolare, coperta da calotta a pennacchi sferici. Sugli angoli ci sono quattro statue in stucco raffiguranti i Profeti. Sul fondo dell'abside è rappresentata in stucco l'immagine della Vergine Maria che ascende al cielo, e sulla volta la caduta di Lucifero.
Assai interessante è il portale del Mancino, con due ordini coronati a timpano mistilineo, ripartito da quattro lesene che inquadrano la figura. Vi spicca una testa di sovrano, forse Carlo I d'Angiò.

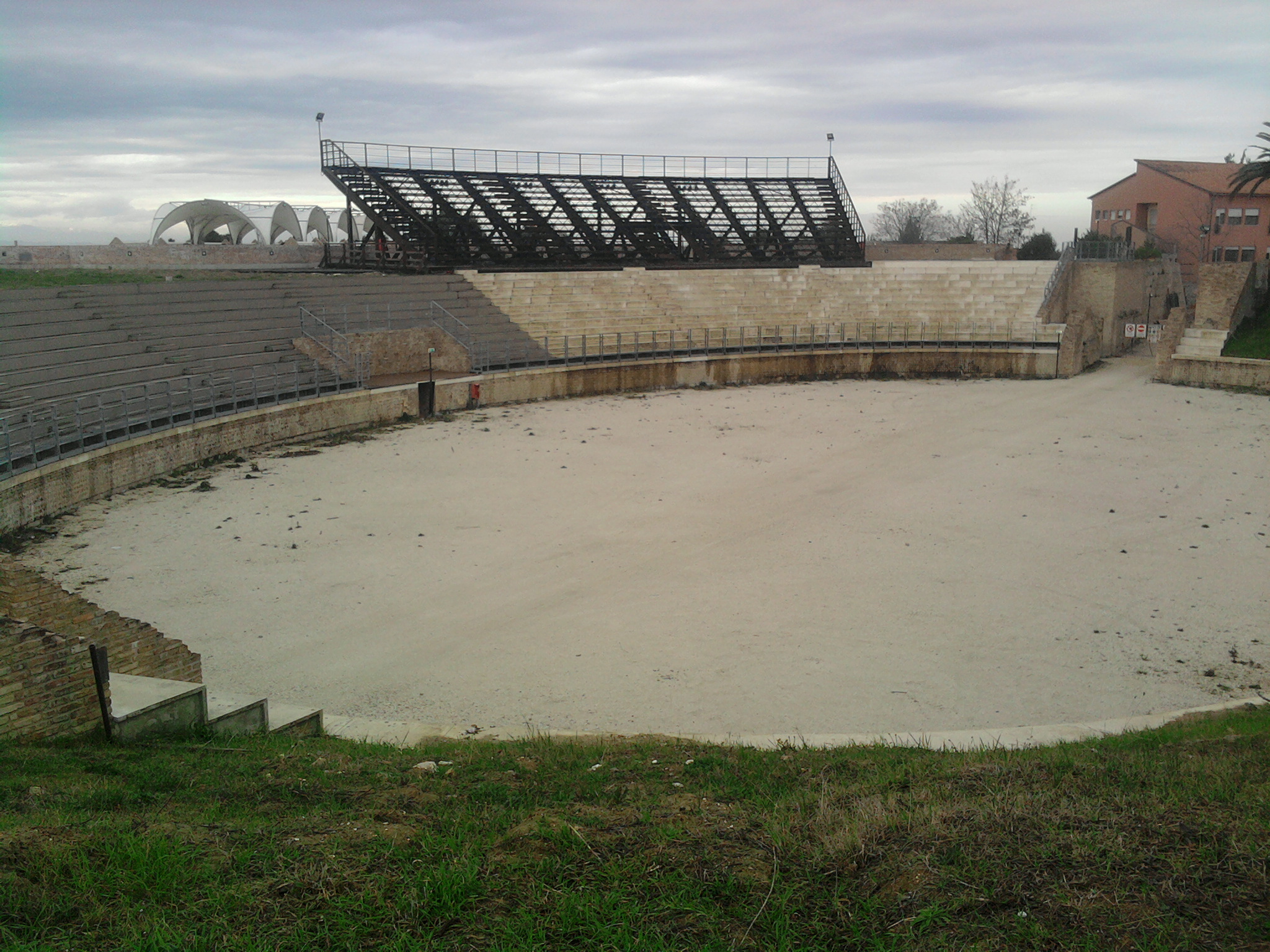
Anfiteatro La Civitella

- Anfiteatro romano "La Civitella": l'anfiteatro fu eretto nel I secolo sopra l'area sacra italica, divenendo il maggiore monumento della città di Teate dopo la conquista da parte dell'Urbe. Si ipotizza che fu costruito a spese di un certo Sextus Pedius Lusianus Hirritus, e che nell'VIII secolo fu usato come cimitero cristiano.[17]

Successivamente con l'avvento del Medioevo, esso fu spogliato affinché il materiale servisse per la costruzione di chiese e abitazioni, tanto che nell'800 già era scomparso, salvo qualche scavo di recupero. Degli scavi del 1982 per costruire un serbatoio idrico, scoprirono l'accesso del podio e del palco imperiale, e così la struttura fu liberata dallo stadio comunale, trasferito a Chieti Scalo e riportata alla luce, con qualche modifica di ricostruzione degli spalti affinché l'anfiteatro possa essere nuovamente agibile per spettacoli. Il teatro è di medie dimensioni (60x40 metri), a pianta ellittica, ed era principalmente usato per i giochi gladiatori.
Gli scavi hanno riportato alla luce in perfette condizioni la zona del podio in opus reticulatum e la pianta.
- Teatro romano: si trova in via Porta Napoli, poco distante dalla Civitella. Fu costruito durante il I secolo, e poco di esso è visibile, poiché in gran parte inglobato in strutture medievali, che ne hanno distrutto l'orchestra e il proscenio. Del teatro è been visibile la pianta e la cavea in opus reticulatum: ha un'altezza di 80 metri e poteva contenere 5000 spettatori.
- Palazzo delle Poste: progettato nel 1920 da Beniamino Angelozzi, fu inaugurato nel 1930, occupando l'area sacra di uno dei quattro templi dello storico Foro di Teate. Presenta uno stile classicheggiante che si rifà alle architetture neoclassiche dell'800, con prospetto principale su via Silvio e Bertrando Speventa, ornato da balconata centrale, sorretta da otto colonne doriche in travertino, che caratterizza l'intera struttura.
- Chiesa di Ognissanti: chiesetta tardo settecentesca lungo via Ravizza, a pianta rettangolare a capanna, con facciata neoclassica e navata unica interna. Ospita la Confraternita delle Figlie di San Giuseppe.
- Torre della cisterna: l'antica cisterna si trova in via Marco Pietro Gizzi, collegata alla torre di via Vernia, ed è una delle meraviglie dell'antica Teate. La torre fu ristrutturata nel Medioevo, perché serviva per approvvigionamento dei padri Celestini ed ha pianta quadrata e tozza. Mediante la discesa a Palazzo de' Mayo si accede alla via Tecta, che porta anche alla zona delle cisterne romane, sotto la Civitella.

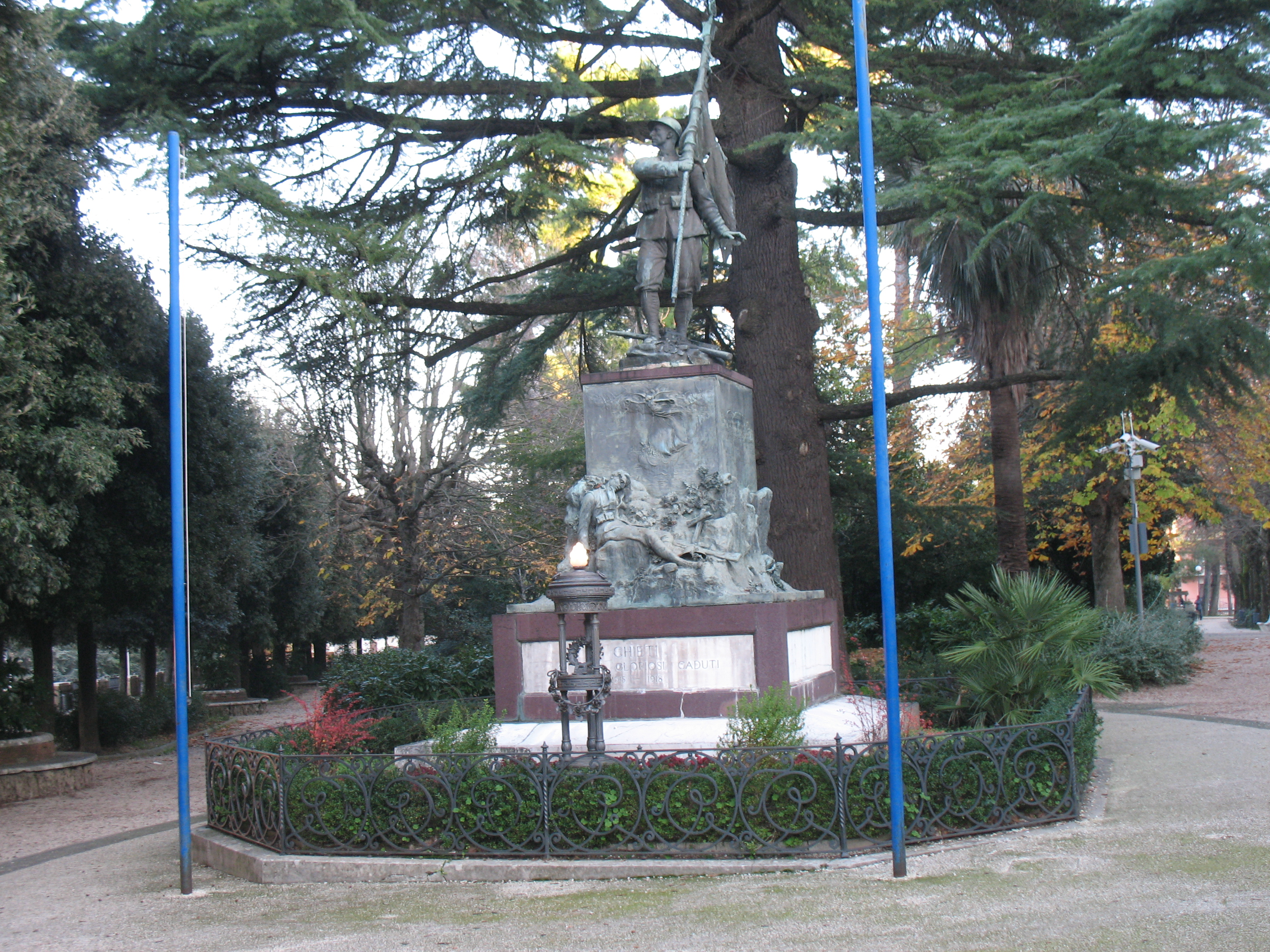
Villa comunale: il Monumento ai Caduti della Grande Guerra

- Villa comunale e Casino Frigerj: la villa cittadina risulta essere un elegante esempio di parco urbano ottocentesco, con l'accorpamento di vari giardini delle famiglie teatine Frigerj e Nolli. Quando il parco era adibito a campo sperimentale dell'Istituto Agrario fu aperto un lungo viale, detto stradone di Sant'Andrea, usato come passeggio serale. Alla fine dell'800 venne disegnato come parco pubblico e sottoposto a una serie di modifiche, Tutta la zona fu suddivisa in piazzali collegati da vialetti, fu creato un largo terrazzo panoramico, fu dotata di un laghetto artificiale di fontane artistiche; la principale acquistata alla Fiera di Parigi nel 1890.[18] Dominando le alture del parco delle strutture neoclassiche, come la Villa Frigerj (sede del Museo Archeologico Nazionale) e Villa Nolli (Seminario Regionale), nonché l'ospedale miliare, ricavato dall'ex convento di Sant'Andrea degli Zoccolanti (1420), e la Casa dello Studente, architettura del ventennio in stile razionalista, progettata nel 1936 da Giuseppe Barra Caracciolo.
Dalla sommità della collina si gode un bel panorama della valle dell'Alento e del centro di Chieti, insieme al massiccio montuoso della Majella. Di interesse nella villa la fontana monumentale del 1809, un laghetto con la statua di Poseidone e il Monumento ai Caduti della Grande guerra.
Sopra la villa si trova il Casino Frigerj, sede del Museo Archeologico Nazionale d'Abruzzo, donato al comune nel 1864 come sede scolastica. Nel 1959 per volere del soprintendente Valerio Cianfarani il palazzo divenne sede di un museo dedicato alle popolazioni italiche abruzzesi. Ha pianta rettangolare, all'esterno si può osservare il rivestimento delle facciate in bugnato liscio di mattoni al piano terreno, e semplici mattoni nei restanti livelli. La facciata principale, rivolta verso la città, è coronata da un tempietto. All'interno è esposta la più importante raccolta archeologica abruzzese, fruibile attraverso il nuovo percorso museale, allestito nel 2011 e ampliato nel 104 seguendo criteri espositivi che provilegiano gli aspetti etnici e topografici delle antiche popolazioni della regione.[19]
- Villa Giuliante: casa dell'ex Borgo Marfisi, sopra la villa comunale, costruita negli anni 20 da Felicetto Giuliante. L'artista si ispirò allo stile liberty catalano e al neogotico, ricavano una struttura decorata da finestre gotiche a quadrifore, merlature sulle cornici marcapiano, e archi ogivali per i portici di ingresso.

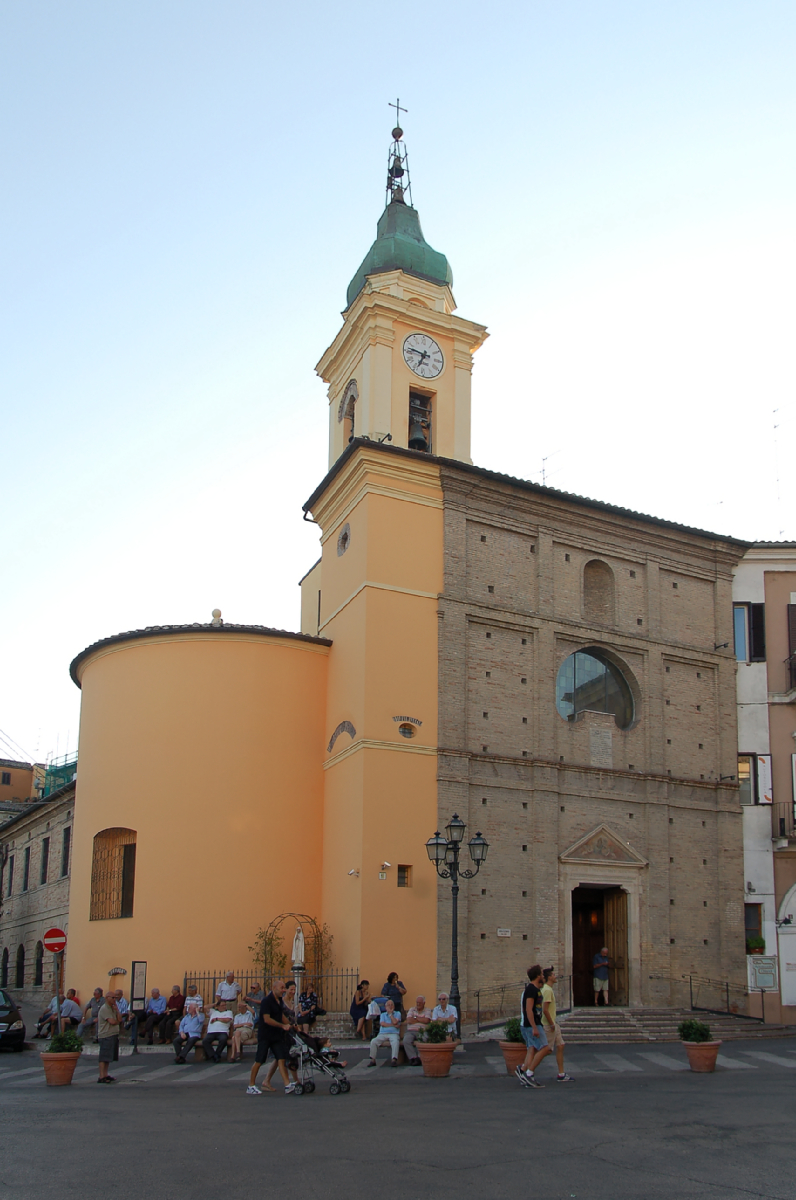
La Santissima Trinità

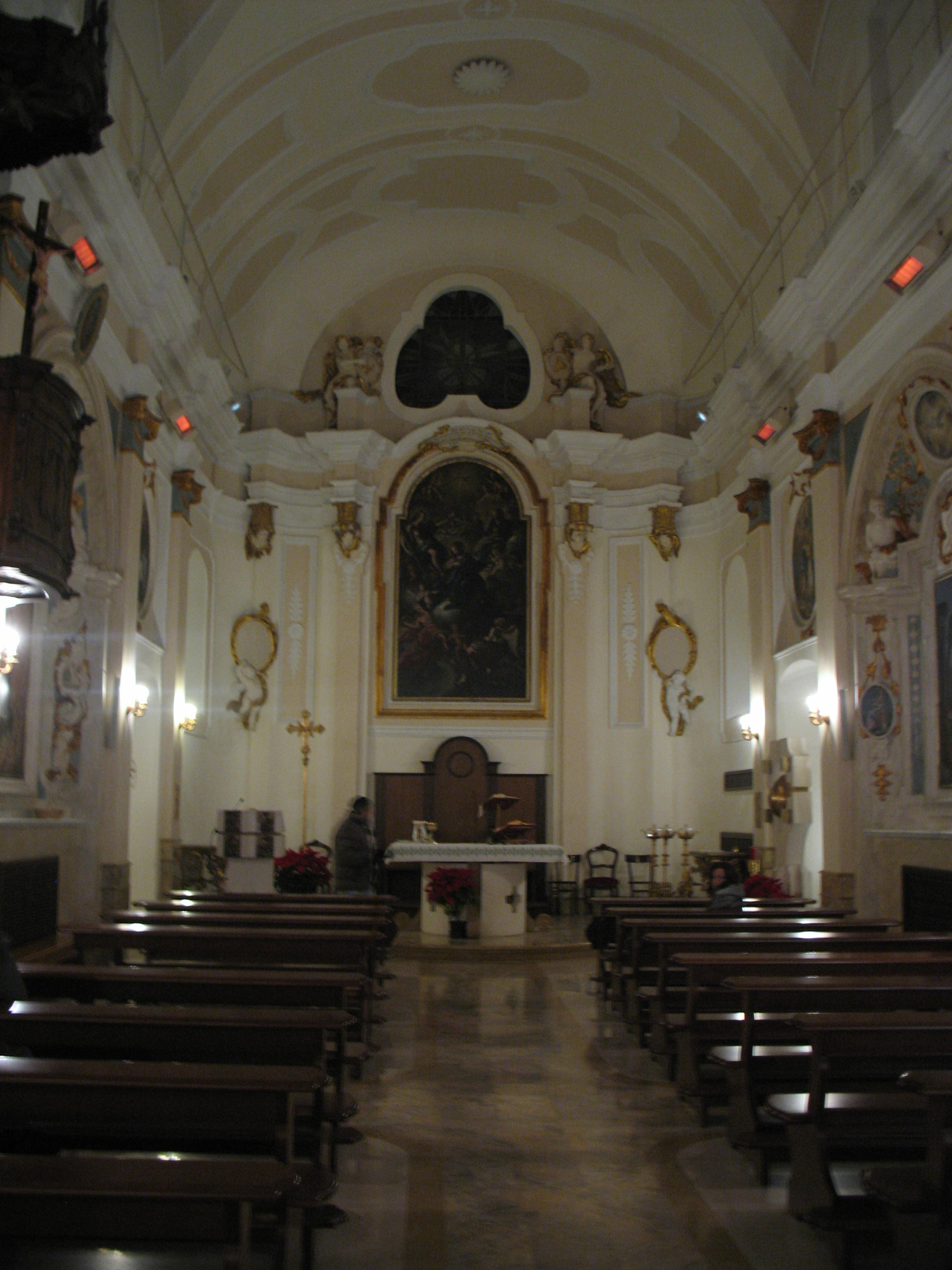
Interno della chiesa della Trinità

- Chiesa della Santissima Trinità: la chiesa si trova su piazza Trento e Trieste, era posta accanto a porta Sant'Andrea, uno degli ingressi principali da sud, alla città: è di impianto tardo cinquecentesco, con pregevoli decorazioni barocche, nasce sulle strutture dell'antico Ospedale dei Pellegrini. Ha facciata in laterizio con portalino lapideo del 1602, è a navata unica con altari laterali racchiusi in arcate.[20] Da notare la seconda cappella a destra, partendo dall'ingresso, dedicata a Sant'Emidio, il santo protettore dei terremoti, con la tela di Enrico Marchiani dell'800. Nel presbiterio d'è la pala dell'altare maggiore raffigurante l' "Incoronazione della Vergine con la Trinità", dell'artista Donato Teodoro; il pulpito e i confessionali sono stati intagliati dall'orsognese Fabrizio De Fabritiis nel 1770. Vi era un gruppo scultoreo molto prezioso, oggi conservato nel Museo Diocesano, rimasto per molto tempo presso la facciata della chiesa. Si tratta di una statua della Madonna della metà XIV secolo, della scuola umbro-abruzzese, raffigurata nel tipico atteggiamento della "vergine Regina", dal particolare del capo che si erge con dignità regale e sul quale doveva esserci una corona, oggi dispersa. Il panneggio si arricchisce di plasticità e cura del particolare.

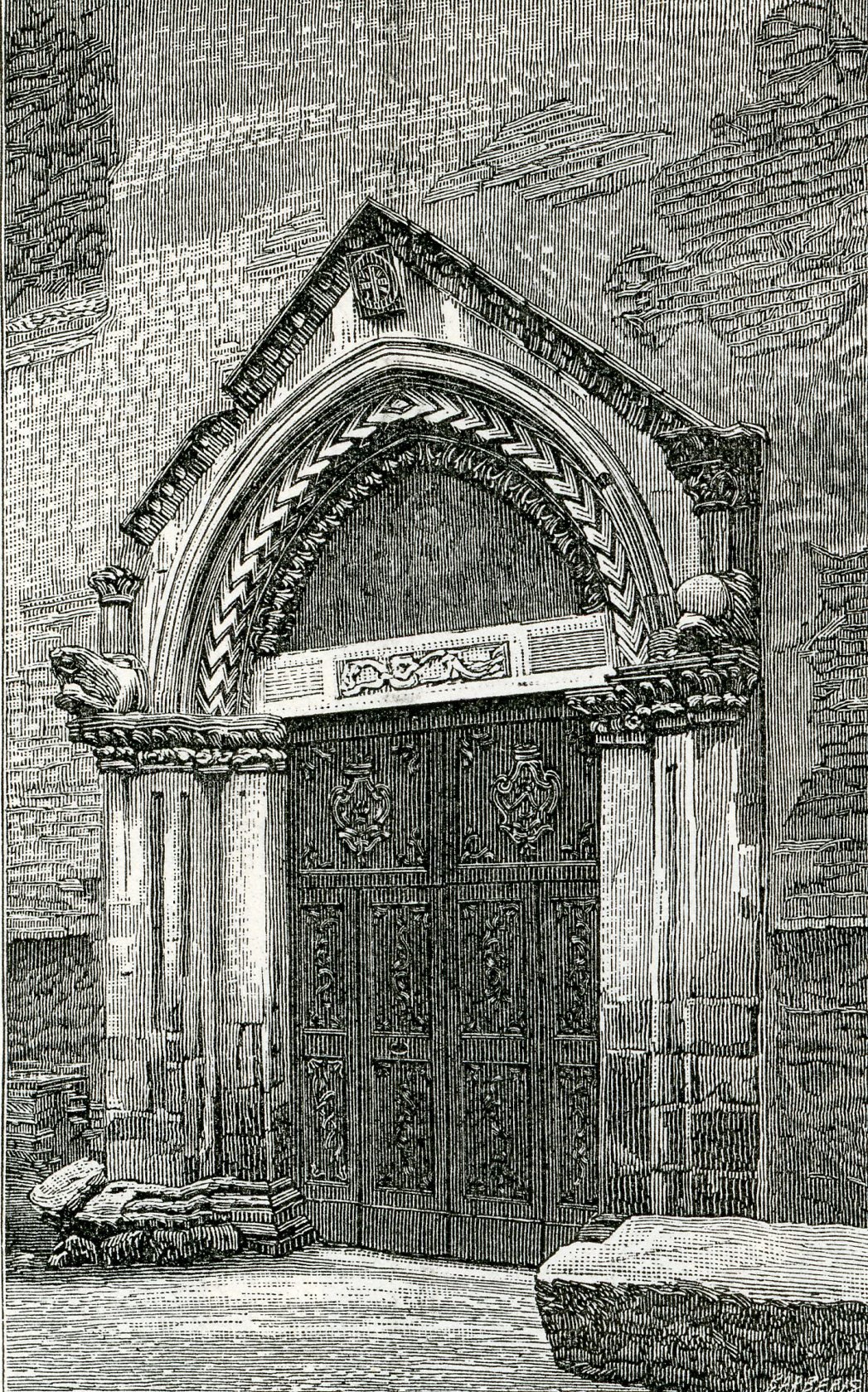
Xilografia del portale gotico di Sant'Antonio abate

- Palazzo Barattucci (Ex liquorificio "Corfinio"): fu costruito come sede del liquorificio "Corfinio", inventato da Giulio Barattucci, il quale divenne molto famoso nel Regno di Napoli e poi nel nuovo stato italiano. Il liquore fu pubblicizzato anche da D'Annunzio e Michetti, che creò delle tipiche illustrazioni di scenario abruzzese. La Ditta Barattucci fu la prima distilleria d'Abruzzo con la tecnica di "trasformazione a caldo", ad avere la licenza UTIF n. 1: il primo stabilimento nacque in via Gaetani d'Aragona (oggi occupato dall'Istituto Tecnico "Luigi di Savoia"), distrutto nel 1925 da un incendio che durò tre giorni. Lo stabilimento fu ricostruito daccapo in via Ferri per volere di Attilio Barattucci, e continuò la produzione fino al 1984, quando per crisi finanziaria dovette richiudere. Nel 1988 il liquore venne riproposto sul mercato nazionale dal pronipote di Giulio, Fausto Barattucci, diventando nuovamente importante nel campo commerciale del distillato abruzzese. Il palazzo, oggi usato come semplice residenza, conserva alcuni lineamenti dell'eclettismo del ventennio, in relazione con il classicismo ottocentesco.

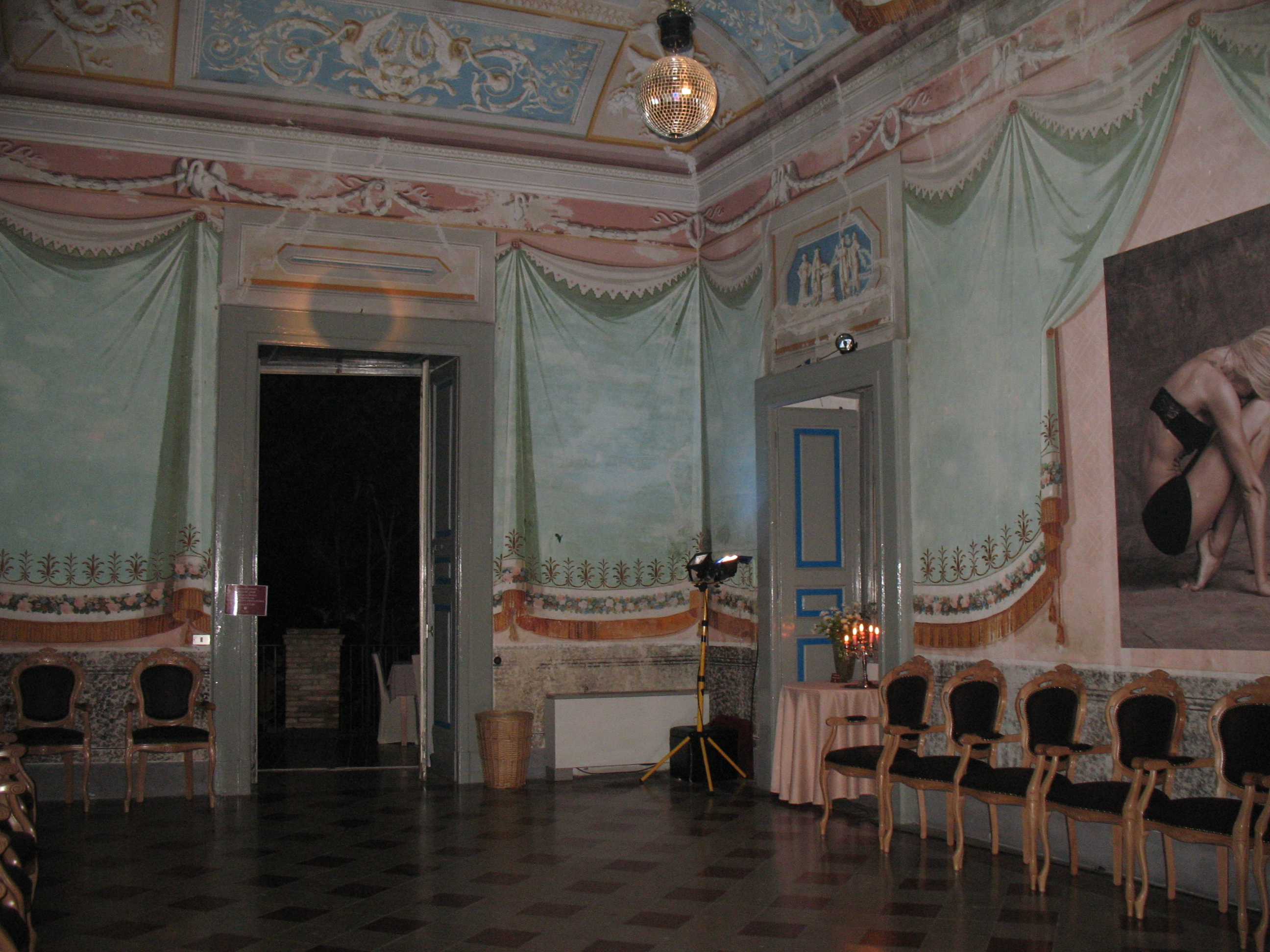
Palazzo Lepri: interno, il salone principale

- Palazzo Lepri - Monaco La Valletta: accanto alla chiesa della Trinità su via Nicoletto Vernia, sorge dove si trovava l'ospizio dei pellegrini che giungevano da Porta Sant'Andrea. Messo in vendita, nel XVIII secolo fu acquistato dalla famiglia Felici Humani, e per il matrimonio di Maria Maddalena con un membro dei Monaco La Valletta, il palazzo passò al nuovo casato. Furono proposti restauri e ricostruzioni in stile ottocentesco classicista, con pitture del salone grande realizzate da Raffaele Del Ponte. Il complesso risulta essere uno dei meglio riusciti di Chieti: si articola in più ali dalle quali una si affaccia su Piazza Trento e Trieste, in forma di casa con residenze multiple, e l'altra, cui si accede da via Monaco La Valletta, e da via Nicoletto Vernia, dove si affaccia il magnifico terrazzo, occupa lo spazio posteriore della chiesa della Trinità, e presenta nobili linee settecentesche.[21] Interessanti sono la corte e il cortile lastricato a ciottoli, sul quale si raccordano l'androne e il salone, con la volta affrescata dallo stemma nobiliare. Nelle stanze ci sono quelle dei fratelli Monaco La Valletta (Gaspare e Raffaele). Il palazzo appartiene oggi alla famiglia Lepri, ma è aperto per visite e convegni.

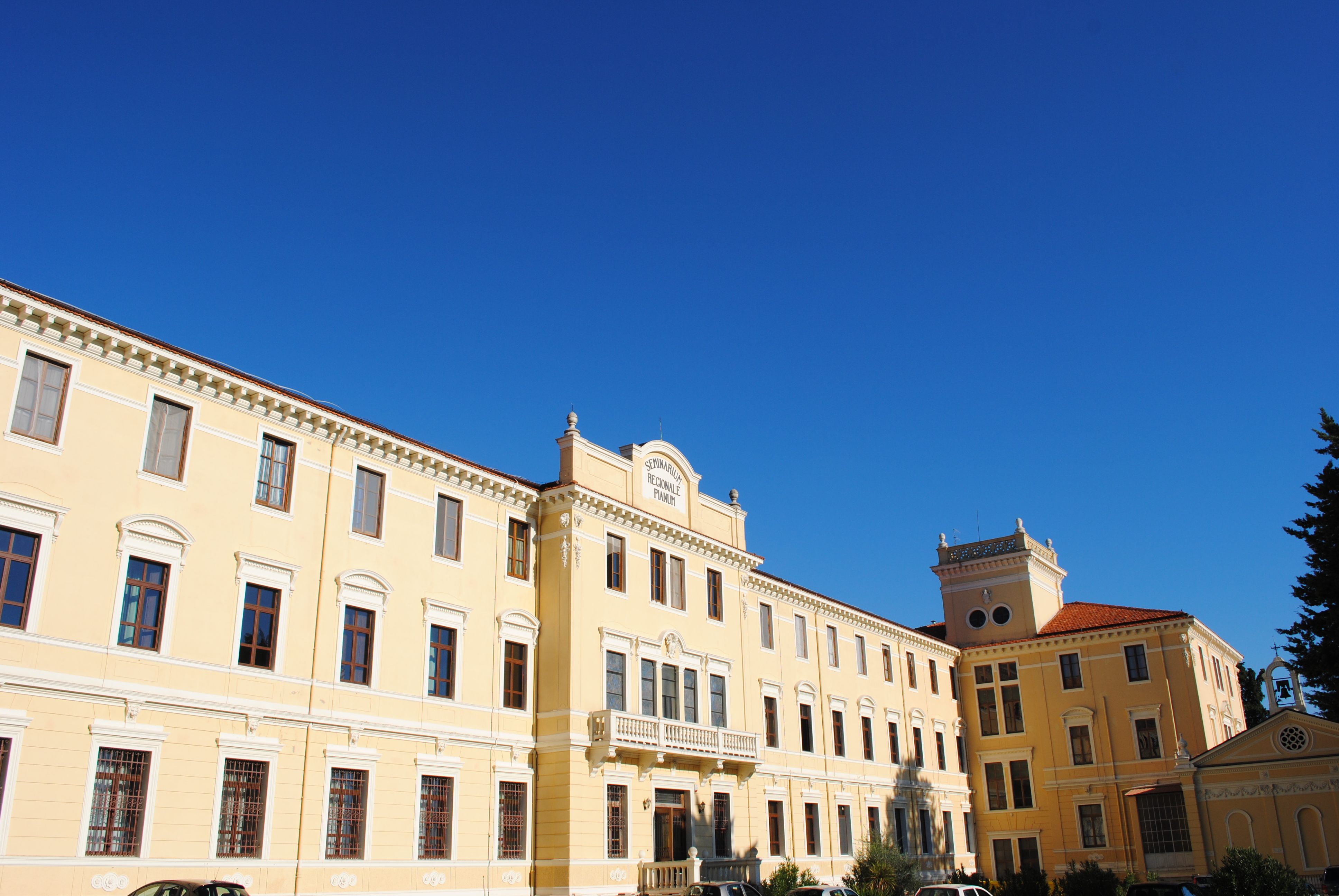
Seminario San Pio X

- Pontificio seminario regionale San Pio X: sorge presso la villa comunale, accanto all'ex Ospedale Militare Bucciante (ricavato dall'ex convento di Sant'Andrea degli Zoccolanti). Le riforme di papa Pio X sui Seminari cominciarono nel 1905, ossia i vescovi erano invitati a concentrare gli studi filosofici e teologici in seminari interdiocesani. Il 19 ottobre 1908 in successiva riunione, i vescovi di Chieti, Lanciano, Teramo e Penne decisero per la sistemazione del seminario diocesano in Chieti. La direzione del seminario venne affidata alla Congregazione della Missione, in seguito ad una convenzione stipulata dai vescovi, con il visitatore della Provincia romana dei Preti della Missione. Padre Domenico Andrei fu così il primo Rettore dal 1908 al 1917, prima del trasferimento della sede definitiva a Villa Nolli.[22] I progetti per la nuova sede iniziarono nel 1909: progettista fu il Cavalier Giovanni Battista Della Marina di Udine, con inizio dei lavori prima dell'inverno 1911. Il seminario nuovo fu inaugurato nel 1914, titolato "Seminario Regionale Abruzzese". Il complesso ha pianta rettangolare, con altri edifici minori addossati, mostrano un edificio maggiore per la scuola, e l'edificio minore usato come chiesa.
- Ex Palazzo OND - Museo Universitario di Scienze: all'ingresso del viale IV Novembre, verso la villa comunale da piazza Trento e Trieste, l'edificio fu costruito nella metà degli anni '30, in stile razionalista eclettico, progettato da Camillo Guerra per gli spazi dell'Opera Nazionale Dopolavoro. L'edificio con la doppia scalinata monumentale, che proseguono ad attorcigliarsi fino alle due torri laterali che rappresentano i fasci littori, si presenta in buono stato di conservazione, ed è sede del Museo di storia delle scienze biomediche, o "Museo Universitario", con un percorso archeologico dell'era paleolitica e neolitica, e reperti archeologici rinvenuti in Abruzzo.
- Convento di San Francesco di Paola: si trova appena fuori dall'originale perimetro murario, in una zona che prima degli anni '60 era solo campagna. La chiesa originaria del XIII secolo era una cappella dedicata a Santa Maria de Contra, l'edificio nuovo occupato dai Padri Paolotti risale al XVII secolo, con ingresso su via Discesa delle Carceri, mentre il fianco settentrionale è ancora addossato ai fabbricati delle antiche strutture conventuali sconsacrate. Dopo l'unità d'Italia l'ex convento fu adibito a carcere pubblico, nel 1926 vi furono rinchiusi gli accusati del delitto Matteotti, durante la celebrazione del processo. I paramenti murari esterni sono realizzati in laterizio, parzialmente intonacati, come la facciata caratterizzata da un semplice portale centrale in pietra, con fastigio e "crismon", soprastante finestra rettangolare e orologio. Lesene d'angolo e cornice in pietra sostengono il timpano triangolare superiore. La chiesa ha un impianto longitudinale a navata unica con altari laterali e ingressi in vari locali di servizio, situati su due lati della costruzione.
La navata unica è coperta con volta a botte a tutto sesto lunettata, con arconi trasversali. La copertura è realizzata con tetto a capanna con manto in coppi, su cui si erge un piccolo campanile a vela. La decorazione in stucco è ovviamente barocca, costituita da un ordine di paraste corinzie che dividono le cappelle, su cui si imposta una trabeazione modanata.
Presso la porta della sagrestia, sull'architrave si trova una lastra della chiesa originaria, in stile romanico, con fregi, tralci vegetali.

### Quartiere Porta Santa Caterina - San Paolo

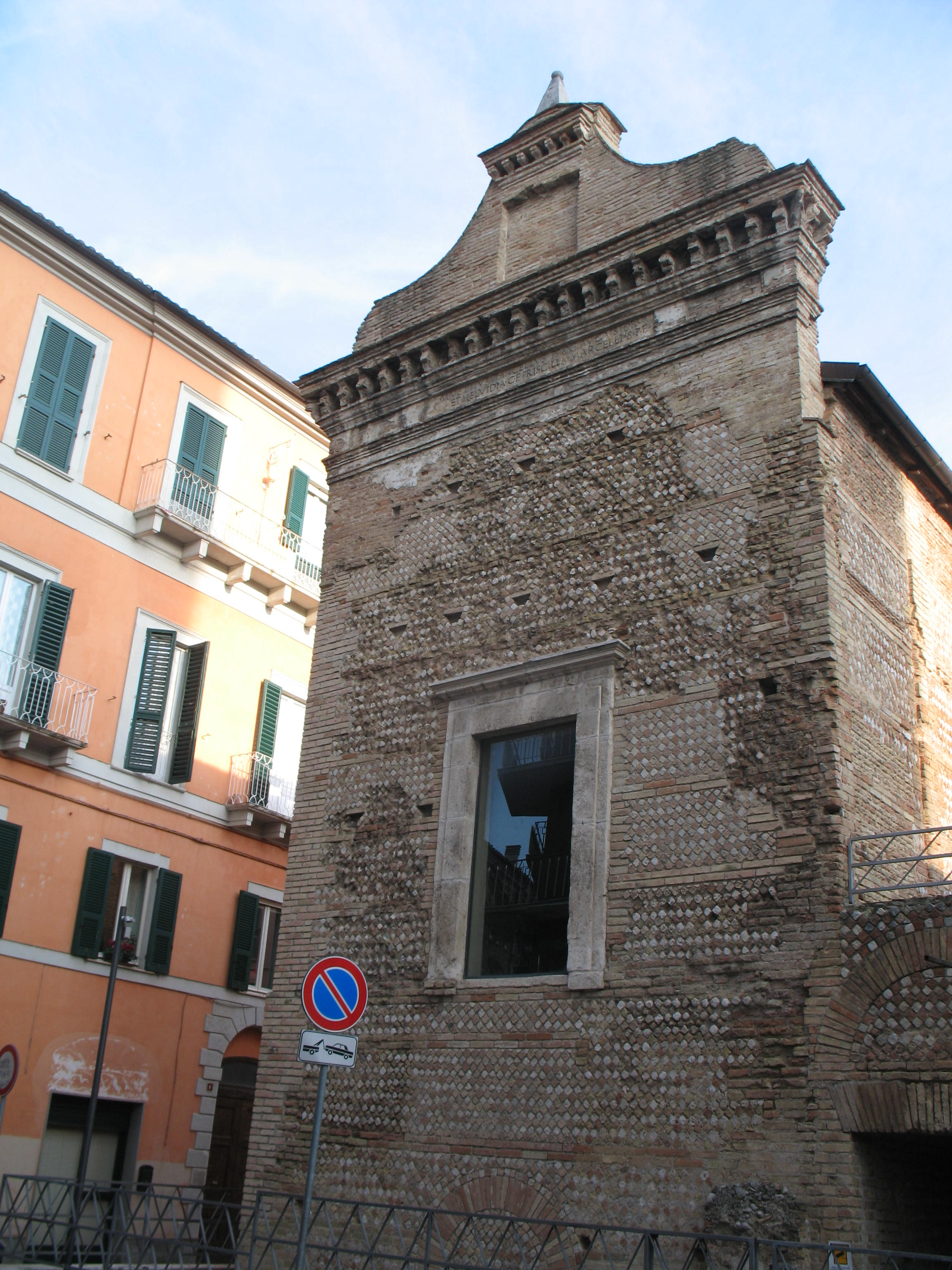
Tempio di Castore e Polluce, ex chiesa di San Paolo

Il quartiere sorse come un castello con abitato interno, presso l'area sacra dei tempietti restaurati nell'era giulio-claudia (I secolo). Notizie si hanno sin dall'XI secolo, quando l'abitato sorse attorno al tempio di Castore e Polluce, riconvertito in chiesa dei Santi Pietro e Paolo, con zona fortilizia di controllo della valle del Pescara. Nel XII secolo è nominato come "castellum S. Pauli" dal vescovo di Chieti, e dopo alcune guerre e assalti subiti nel secolo successivo, il vescovo concesse al castello l'esenzione dal pagamento delle tasse per un ripopolamento. In questo periodo si sviluppò ancora di più, tanto che preso il borgo separato dal resto della città, iniziò a forma un unico agglomerato urbano con la civitas Teatina, insieme agli altri rioni. Il perimetro murario che lo circondava aveva un fornice, ossia Porta Santa Caterina, oggi scomparsa.
Con il trascorrere dei secoli, il rione cambiò aspetto, inizialmente con alcune demolizioni avvenute nel tardo Ottocento per la realizzazione del corso Marrucino, e infine con ampi errati sventramenti portati a termine dagli anni '30 in poi, stravolgendo in parte l'aspetto di quartiere settecentesco. La zona del "pallonetto di San Paolo" è stata demolita per la realizzazione del Palazzo del Genio Civile, durante il ventennio, e di altre strutture come il Palazzo delle Poste, il Supercinema con accanto l'Istituto INAIL, il Palazzo Verlengia, sopra alcune importanti vestigia romane, e l'ex sede della Biblioteca "A. De Meis", sempre realizzata durante il ventennio.
Dopo il 1927 la chiesa di San Paolo fu sconsacrata e l'antico aspetto del tempio romano venne ripristinato.
Il quartiere si concentra attorno alla piazzetta dei Templi, alla via dei Vezii e presso il gruppo di casette che racchiudono la settecentesca chiesa di San Gaetano. I monumenti sono:
- Chiesa di San Gaetano Thiene: su via Giacinto Vitacolonna,  è una chiesa fondata nel 1655 sulle rovine della vecchia chiesa di Santa Caterina d'Alessandria, in onore di San Gaetano Thiene, all'epoca santo compatrono con San Giustino, fondatore dell'Ordine dei Chierici Regolari Teatini. L'aspetto attuale della chiesa consente di leggere ancora la pianta medievale della chiesa a croce greca: è caratterizzata da un piccolo campanile turrito del XVIII secolo, mentre l'ingresso ottocentesco è piuttosto sobrio. L'interno a croce greca ha una cupola semisferica presso il transetto, interamente affrescata da Giuseppe Lamberti, in cui si celebra la gloria di San Gaetano. Sul cornicione sono rappresentati vari stemmi, relativi alle famiglie teatine committenti, come i baroni Frigerj e Durini. La pala d'altare maggiore raffigura sempre il santo dedicatario che mostra la città antica di Teate alla Vergine Maria.
- Tempietti romani - Tempio di Castore e Polluce: facevano parte di quel progetto di ricostruzione della città italica secondo i dettami della cultura romana, dopo la conquista del Sannio. Furono consacrati alla Triade Capitolina, e restaurati durante l'età giulio-claudia. Caduti in abbandono, il maggiore dedicato ai Dioscuri fu trasformato in chiesa dedicata a San Paolo, da cui il nome del quartiere. Dimenticati per secoli, furono scoperti da Desiderio Scerna negli anni '20 del Novecento. Nel 1997 durante i lavori di restauro del complesso fu portato alla luce un ulteriore ambiente ipogeo. Si tratta del luogo di culto più antico di Chieti, nonché una delle aree sacre d'età romana più importanti della regione, composto da tre tempietti limitrofi. I primi due constano di cella con pronao e cripta, mentre l'ultimo solo dalla cella e cripta. Il restauro delle mura in calcestruzzo e in opus reticulatum evidenziano il rimaneggiamento in età imperiale. Il terzo tempio appare più tardo, del III secolo, quando fu necessario costruire un capitolium dedicato alla triade Giove-Giunone-Minerva.
Nel vano del secondo tempio z'è un pozzo di 38 metri, nei vani e nelle cripte sono state rinvenute monete, frammenti scultorei, busti e pietre sepolcrali. Anticamente c'era anche un quarto tempio in opus mixtum, con i resi di pavimento in lastrine di marmo. Un'iscrizione attesta il restauro apportato dai patrizi Marco Vezio Marcello ed Elvidia Priscilla. Il tempio dei Dioscuri è il più conservato perché trasformato in chiesa: ha pianta rettangolare con facciata semplice, decorata da architrave a motivi curvilinei. L'abside lascia intendere che con l'opus reticulatum ci fosse un secondo ingresso. L'interno conserva preziosi affreschi d'età bizantina.

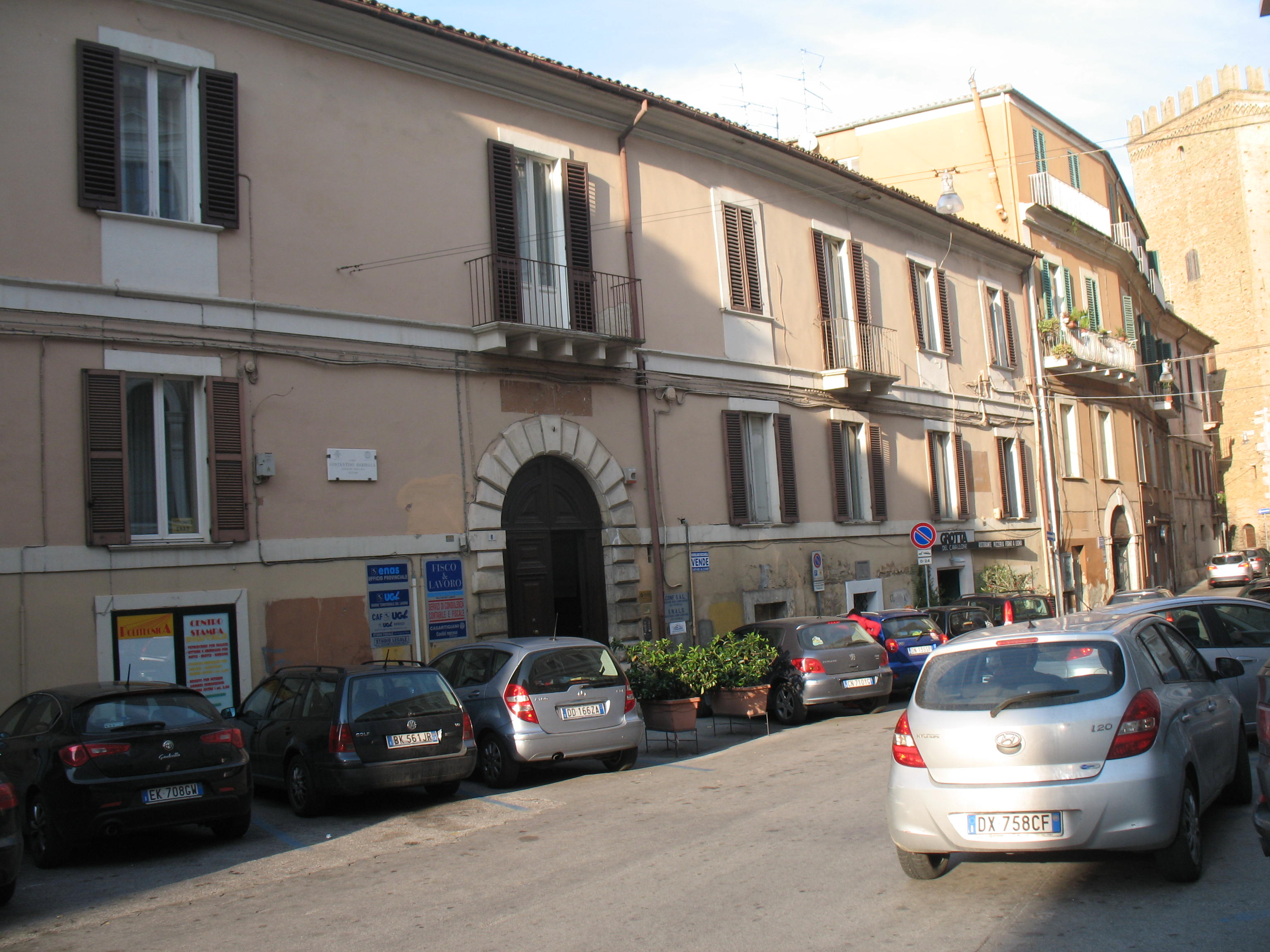
Palazzo Durini

- Palazzo Verlengia: edificio moderno di dubbia qualità artistica, che deturba il sobborgo, situato tra la piazza dei Templi e via Dei Vezii; fu cosytruito sopra un palazzo settecentesco, con elegante loggiato sulla balconata, Palazzo Lanciano.
- Palazzo Vitocolonna: nella via omonima, presso la chiesa di San Gaetano, è un palazzo settecentesco intonacato di rosso.
- Palazzo Durini: in Largo Barbella, risale al Settecento e vi nacque Giuseppe Nicola Durini (1765-1845), politico ed economista. Ha una struttura semplice divisa in due piani da cornice marcapiano, con grande portale di ingresso ad arco a tutto sesto, fasciato da cornice in bugnato.

### Quartiere Porta Sant'Anna - Terranova
Prende il nome dalla chiesetta di Sant'Anna, un tempo parrocchia, la chiesetta che introduce all'attuale cimitero monumentale, ed ora sotto la giurisdizione della chiesa del Sacro Cuore di Gesù; infatti il rione è detto anche del Sacro Cuore. Quanto al termine "Terranova", lo si deve al fatto che vi sorgeva un piccolo villaggio fondati dai Longobardi presso il cosiddetto Piano Sant'Angelo, l'attuale piazza Matteotti. Il piccolo borgo di Sant'Anna sorgeva fuori dalle mura, e si accedeva mediante la scomparsa Porta Sant'Anna al rione Terranova, costituitosi nel tardo XVI secolo attorno ai monasteri di Santa Chiara e dei Cappuccini, e presso la vecchia chiesa di Sant'Antonio abate. Nel tardo Ottocento il quartiere è stato dotato di un ampio slargo, ossia Piazza Garibaldi, con la Caserma Militare Vittorio Emanuele (oggi Spinucci), e dopo la seconda guerra mondiale ha visto un rapido sviluppo attorno alla chiesa del Sacro Cuore, con l'apertura già anteguerra dell'ex Caserma Berardi, fino al nuovo cimitero monumentale, dietro la chiesa di Sant'Anna.

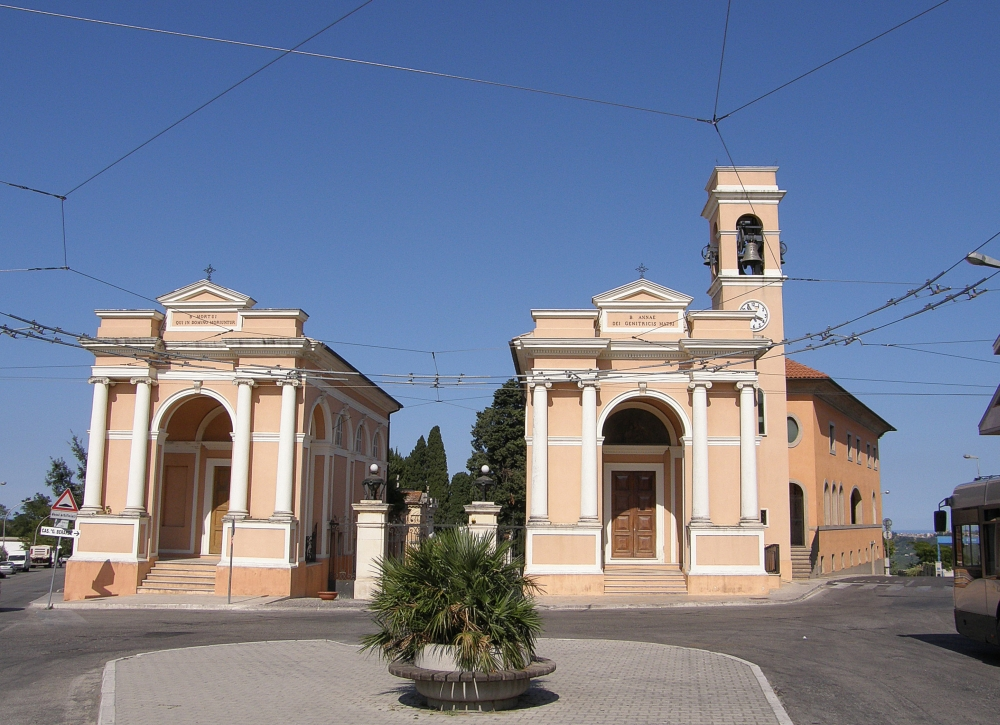
Chiesa di Sant'Anna

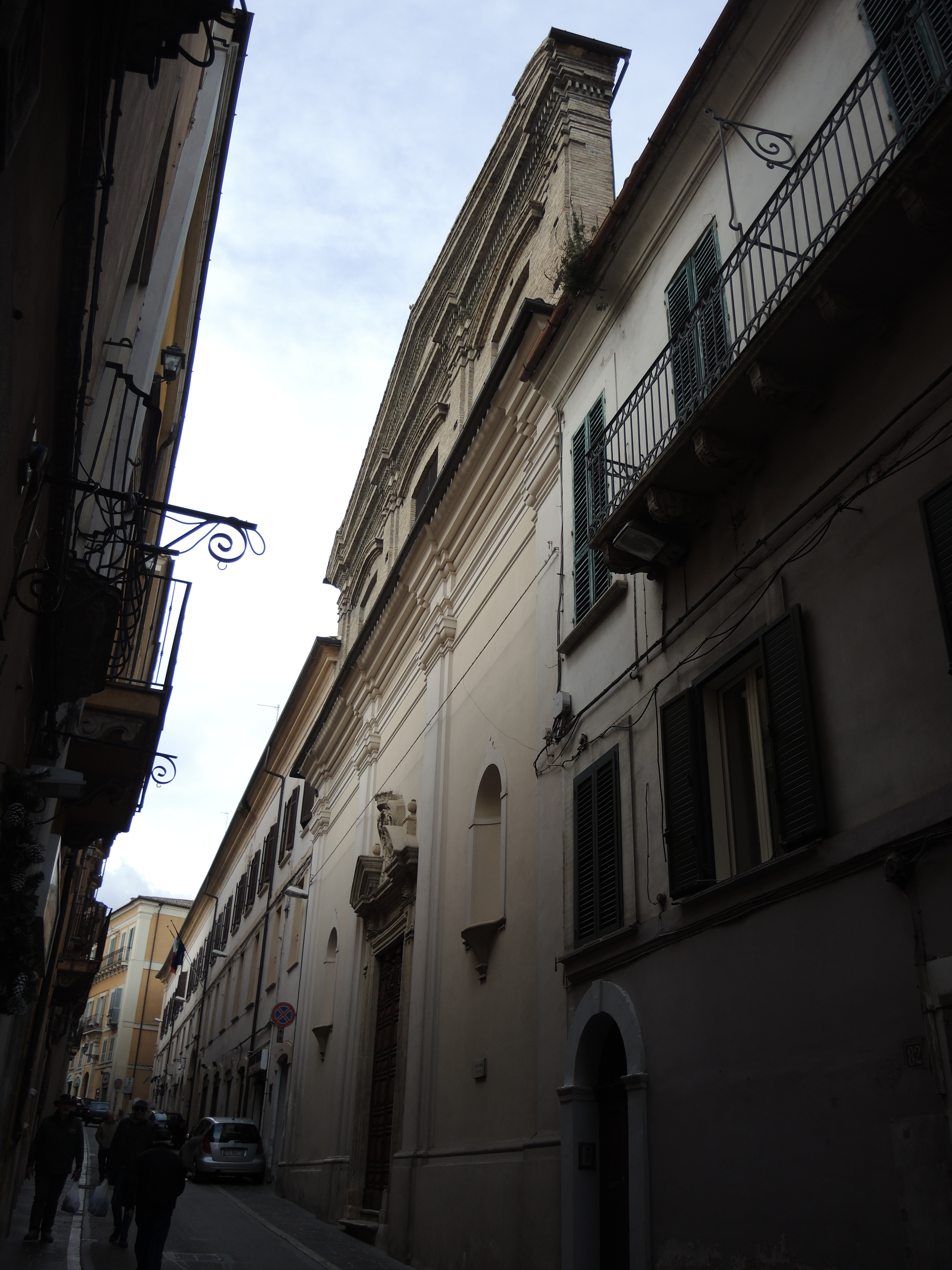
Facciata di Santa Chiara

- Chiesa e convento di Santa Chiara: la chiesa fu edificata dentro le mura nel 1644, poiché il convento delle Clarisse del XIII secolo era divenuto sguarnito di misure di difesa, visti i rischi di attacchi. Nel 1557 le suore furono costrette a cedere il monastero di San Giovanni Battista in via Sette Dolori ai frati Cappuccini, ottenendo in cambio un sito in località Santo Spirito per poter ricostruire la chiesa, ossia la parte di via Arniense. L'intento delle suore era quello di realizzare un edificio molto più imponente, tanto che per quanto si riuscì a realizzare, il nuovo monastero delle Clarisse fu uno dei più importanti d'Abruzzo. I lavori strutturali durarono circa un secolo, anche se nel 1720 parte della chiesa era compiuta, come testimonia l'iscrizione di consacrazione presso il portale. La chiesa presenta la struttura conventuale abruzzese tipica del periodo a cavallo tra Seicento e Settecento.[23] Un'aula unica con copertura a botte e due cappelle per lato sbocca in un transetto più grande, una piccola cupola ovale sovrasta il presbiterio. I lavori di decorazione, consistenti negli stucchi, si volsero tra il 1680 e il 1790, e manifestano una matrice prevalentemente barocca, seppure è possibile rintracciare elementi di gusto tardo settecentesco. Infatti è utile distinguere due modi decorativi corrispondenti a due fasi diverse: quello plastico scultore degli altari laterali e quello tardo barocco di festoni e ghirlande. Gli autori sono di scuola lombarda, tra cui Carlo Piazzola e Alessandro Terzani.
- Chiesa di Sant'Anna: la chiesa rurale viene documentata nel XVII secolo, anche se ipotizzabile che risalga al Medioevo la sua costruzione. Infatti del XIII secolo è una statua della Sant'Anna Metterza, conservata ora nel Museo diocesano di Chieti: una statua che mostra Sant'Anna in vesti di madre protettrice che sorregge tra le braccia la figlia Maria, che a sua volta sorregge il Bambino. L'organismo medievale antico è stato completamente spazzato via con il restauro in stile neoclassico degli interni e della facciata nel tardo XIX secolo, la costruzione attuale preceduta da un'edicola con arco a tutto sesto, inquadrato da coppia di doppie paraste ioniche, e da una cornice marcapiano sovrastante, sopra cui si erge il timpano triangolare della facciata. Sulla destra si innalza il campanile a torre, e lungo il fianco a sinistra corre un loggiato di archi.
- Chiesa di Sant'Antonio abate: chiesa risalente al XIII secolo, su via Arniense, è stata completamente ristrutturata tra il Settecento e l'Ottocento. L facciata neoclassica mostra di rilevante solo il bel portale gotico del 1375, costruito da Angelo Di Pietro, mentre l'interno a navata unica con volta a botte lunettata, ripartita in lacunari e fiori, è scandito lateralmente da paraste che inquadrano delle cappelle con tele settecentesche di scuola napoletana.
- Chiesa dell'Addolorata: chiesa barocca situata in via Sette Dolori, e facente parte di un complesso conventuale soppresso con l'arrivo piemontese.
- Chiesa di San Giovanni Battista dei Cappuccini: si trova alla fine di via Sette Dolori in direzione di via Arniense, risalente al Medioevo, in qualità di Convento dei Cappuccini, ristrutturato nel Settecento e intitolato a San Giovanni Battista dopo la demolizione della vecchia chiesa di San Giovanni dei Cavalieri nel rione omonimo. L'attuale facciata è il risultato degli interventi di restauro del 1941, in essa si nota di interesse solo il piccolo portale in pietra medievale, inquadrato in una cornice barocca, e sormontato da un finestrone centrale. L'interno ha navata unica, con volta a botte lunettata, e quattro cappelle laterali tra loro comunicanti, poste sul lato sinistro.[24] L'abside è rettangolare, completamente occupata dall'altare maggiore. Tale altare è stato realizzato in noce con particolari in ebano e altri legni preziosi, costituendo il capolavoro dei Frati Marangoni. L'altare è caratterizzato da finezza esecutiva, con colonne e intarsi. La cimasa racchiude l'immagine di Dio benedicente; alla base delle colonne due piccoli tempietti ornati ripropongono in miniatura il disegno dell'insieme, mentre le porta laterali che immettono nel coro sono sovrastate da due grate lignee, caratterizzate da intreccio raffinato.
Il ciborio di fine fattura è a forma di tempio a più piani, con piccola cupola su cui svetta Dio Padre. La pala di vaste proporzioni è di scuola veneta, di fine Cinquecento, raffigurante l' "Incoronazione della Vergine in trionfo": la Madonna è ritratta con Gesù Bambino, con sotto San Giovanni, San Francesco, Sant'Antonio di Padova, Santa Chiara, Maria Maddalena e Santa Caterina. Alla base, dietro il ciborio c'è lo stemma dei Valignani. Presso le cappelle gli altari sono stati eseguiti dai Frati Marangoni; nella prima cappella c0è la "Deposizione" con San Tommaso, San Giustino, San Bonaventura e San Francesco. Nella terza cappella l'altare mostra Cristo risorto tra la Vergine, San Francesco e San Felice. Vi si trova anche il sepolcro del duca Michele Bassi Valignani d'Alanno, realizzato bel 1844. La quarta cappella mostra la gloria di San Felice con riquadri che mostrano i suoi miracoli.

Chiesa del Sacro Cuore di Gesù

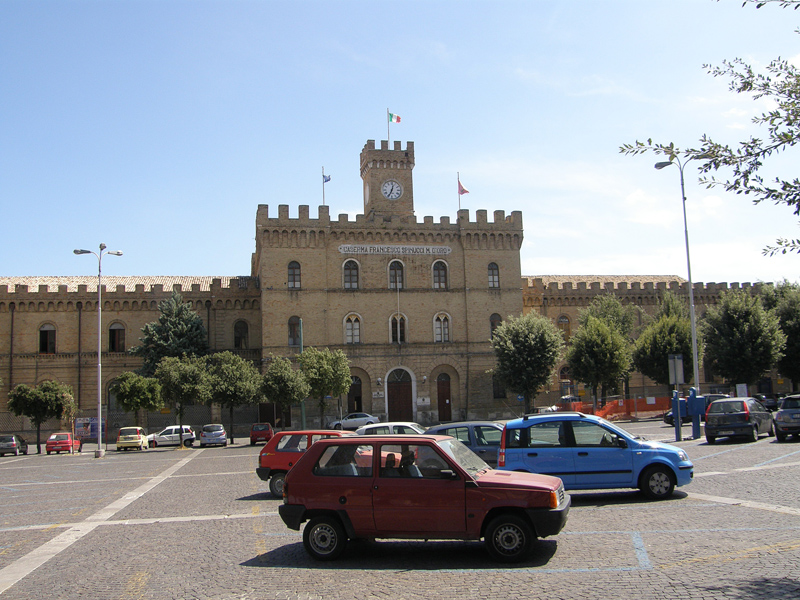
Caserma Spinucci

- Chiesa del Sacro Cuore: situata lungo viale Alessandro Valignano, chiesa costruita negli anni '10 del Novecento, come nuova parrocchia fuori dalle mura, negli anni '40 è stata ulteriormente abbellita in stile neo rinascimentale, con il portale rifatto in stile neoromanico. Conserva uno stile eclettico che concilia neoclassicismo e modernismo. La pianta è rettangolare, con facciata scandita da cornicioni e paraste, che inquadrano il portale in stile tardo romanico, a tutto sesto, con lunetta ornata da un gruppo scultoreo di Cristo tra santi. Nel lato centrale della facciata si trova un finestrone tripartito da due colonne. L'interno a tre navate pseudo-neoclassiche con capitelli corinzi in cima alle paraste di divisione, è semplicemente decorato da pannelli in stucco presso il soffitto rettangolare, e lungo i bracci del transetto. L'abside è rettangolare, piatto, con un quadro monumentale che raffigura Cristo risorto.
- Caserma militare Francesco Spinucci: costruita nella seconda metà dell'800 in affaccio su Piazza Garibaldi originalmente era nota come "caserma Vittorio Emanuele", è un vivace compendio dello stile neogotico in relazione con i castelli medievali dell'Abruzzo. Il complesso ha pianta rettangolare, con mura merlate intervallate da quattro torrioni, che racchiudono sulla piazza l'edificio principale a pianta sempre rettangolare, con quattro avancorpi fortificati, ornati in cima da merlature e beccatelli. Le finestre sono neogotiche, bifore al primo piano, e normali al secondo. La parte di base ha tre portali di accesso con cornici in bugnato liscio. Al centro in cima si erge una torretta con orologio, che in cima ripropone lo stesso motivo delle merlature delle altre torri. La caserma fu inizialmente intitolata a Vittorio Emanuele II, e poi al tenente Francesco Spinucci.
- Torre Anelli - Fieramosca: si trova in un declivio presso il cimitero, e risale al XV secolo, costruita come zona di avvistamento, posseduta dapprima dalla famiglia Anelli, e poi dai Fieramosca, arrivati a Chieti nel XVI secolo. Successivamente andò ai Capua fino ad essere di proprietà comunale. La torre è simile a quella del Palazzo Arcivescovile, a pianta quadrata, elegante e con merlature in cima.

### Quartiere Porta Monacisca - San Giovanni

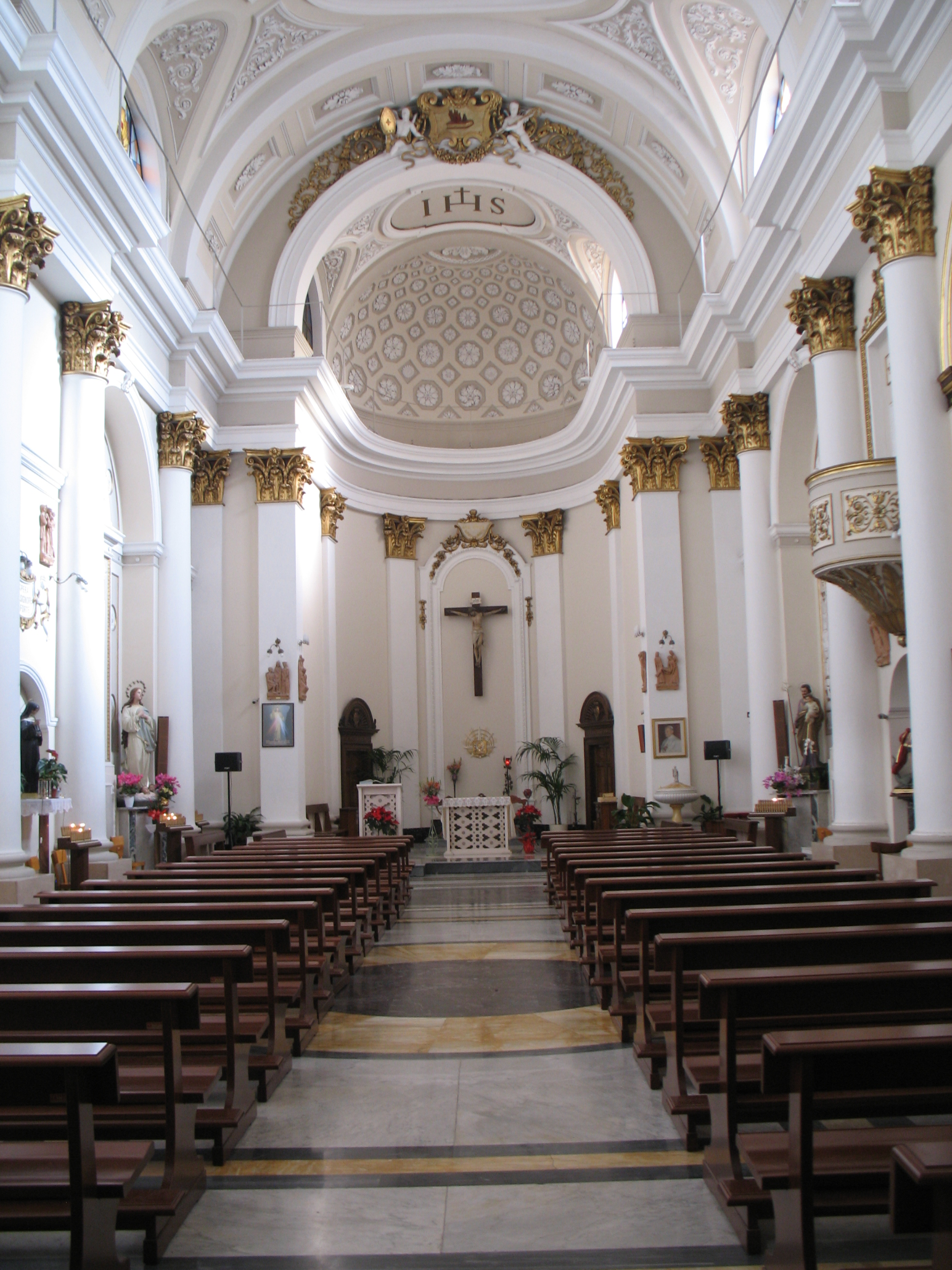
Interno della chiesa di Sant'Antonio

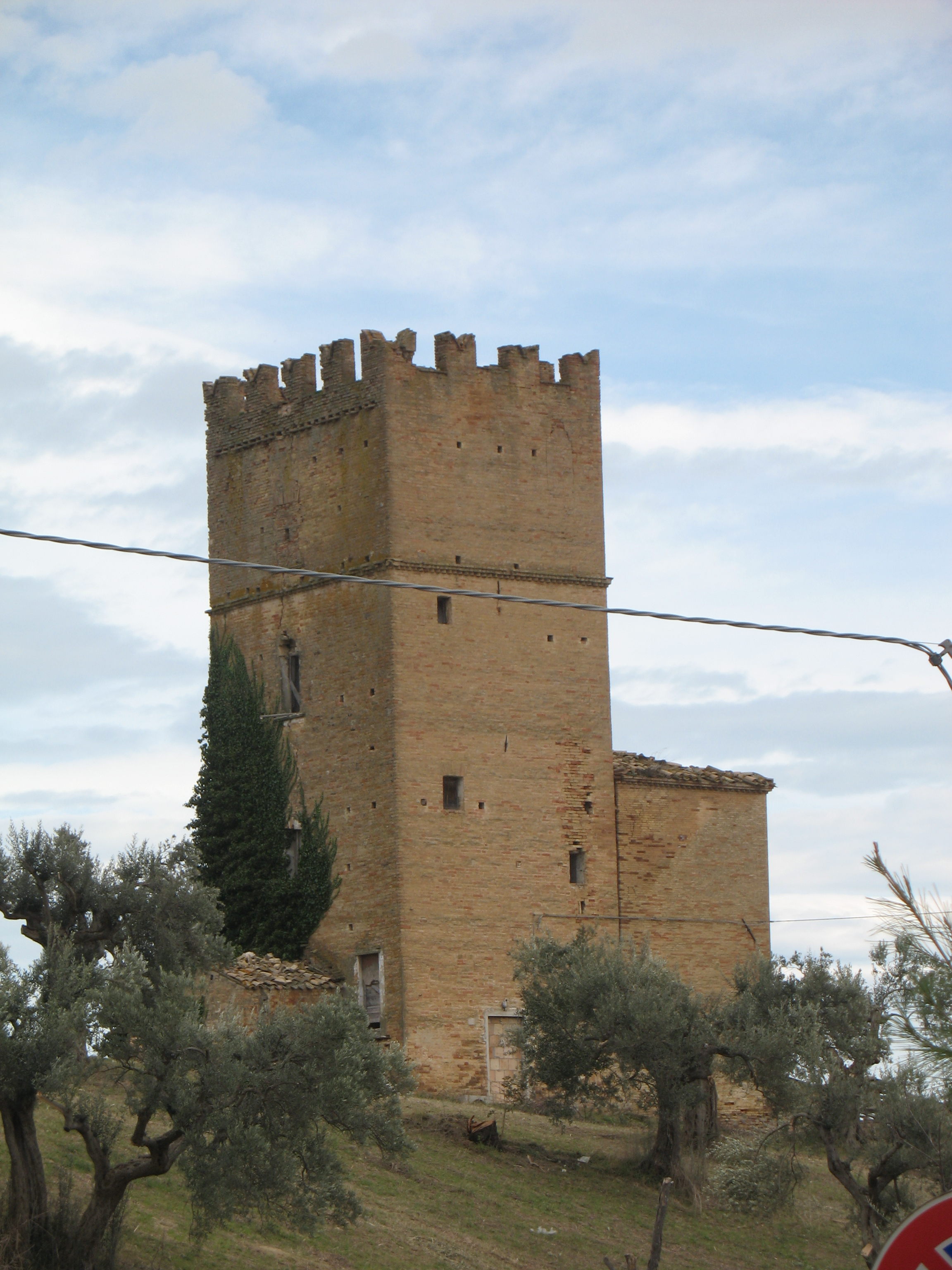
Torre Anelli-Fieramosca

Deve il nome alla scomparsa chiesa di San Giovanni dei Cavalieri di Malta, situata nei pressi dell'attuale Piazza Giangabriele Valignani. Fu demolita intorno al 1876 con altre case per allargare il corso, dato che questa zona di Largo del Pozzo creava una cerniera di separazione tra il corso Ferdinando Gagliani (il Marruicno) e la via Ulpia con via Arniense (ossia il corso Marrucino settentrionale), e anche insieme alla chiesa di Sant'Ignazio per la costruzione del teatro Marrucino, tanto che il rione San Giovanni è quasi completamente sprovvisto di architetture religiose, eccezione per la chiesa di Mater Domini, ricostruita negli anni '50 sopra il piccolo oratorio preesistente, perché danneggiato dai bombardamenti alleati. L'asse principale è via Materdomini, che segue l'originale tracciato murario fino a Piazza Matteotti. I monumenti sono:
- Chiesa di Santa Maria Mater Domini: la chiesa originaria risale al XVIII secolo, ma si pensa che fosse stata edificata dai Longobardi e dedicata inizialmente a Santa Tecla, ed era molto più piccola rispetto all'attuale, e sorgeva presso l'accesso di Porta Monacisca, di cui resta un rilievo della Madonna col Bambino, conservato nella chiesa. La chiesa venne danneggiata durante la guerra e ricostruita daccapo nel 1959, accanto all'ex monastero settecentesco, ancora intatto. Esternamente la chiesa non presenta particolari attrattive artistiche, sennonché rispetta la pianta classica delle chiese antiche.
L'interno a navata unica è arricchito da alcuni paramenti ricavati dalla vecchia chiesa. V'è il bassorilievo trecentesco della Mater Domini, a destra, che riecheggia i caratteri statici della scultura bizantina. La lastra lapidea era incassata nelle mura, e successivamente con la loro demolizione fu traslata nella vecchia chiesa di Santa Tecla, poi di "Materdomini". Lo storico Girolamo Nicolino racconta che la lapide stava su Porta San Giovanni. Il culto di Tecla presso i Longobardi testimonia che la chiesa doveva essere molto antica tra gli edifici religiosi medievali della città.
Successivamente la chiesa conserva una statua lignea cinquecentesca raffigurante la Madonna, situata presso l'altare maggiore, opera di Gianfranco Gagliardelli, oppure secondo altri di Pietro Aquilano. La statua si trovava nell'ex chiesa di Sant'Andrea, e trasferita a Materdomini quando il monastero divenne Ospedale Militare. Vi è in seguito un Crocifisso, riproduzione di Sergio Salucci del Crocifisso di Furelos lungo il Cammino di Santiago di Compostela.

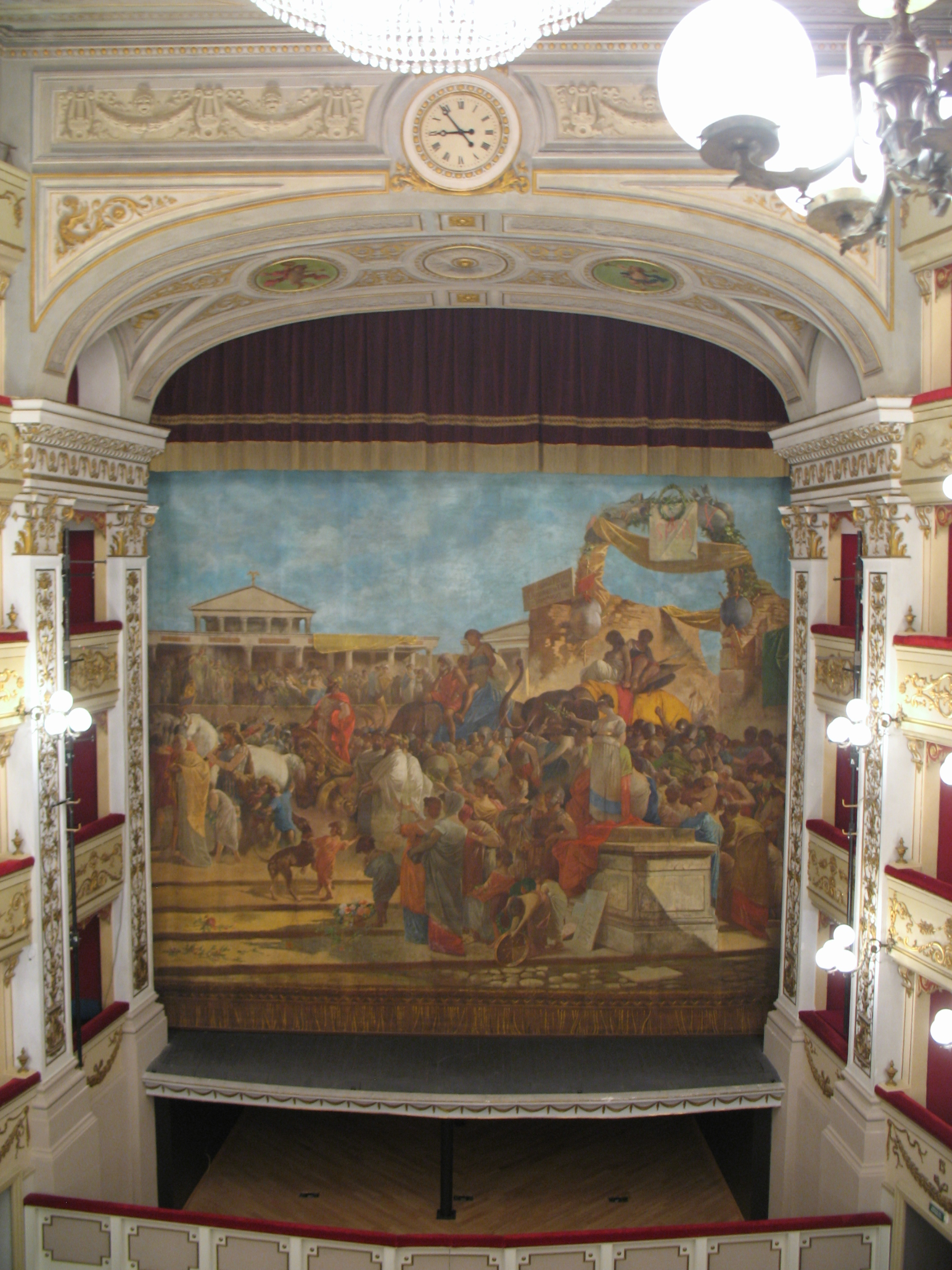
Teatro Marrucino: tela del sipario con il "Trionfo di Asinio Pollione sui Dalmati" del Ponticelli (1870)

- Teatro Marrucino: si trova in Piazza Giangabriele Valignani, e fu costruito nel 1818 sopra la vecchia chiesa di Sant'Ignazio. Chieti aveva già un teatro, detto "Teatro vecchio", ossia il palazzo Feneziani, in piazza Teatro Vecchio. Nella piantina del 1790 si può rilevare che questa struttura avesse tre ordini di palchi, una platea e un loggione.[25] Dell'edificio resta soltanto la facciata, poiché fu inglobato in strutture civili dopo l'apertura del nuovo teatro.
Agli inizi del XIX secolo si iniziò ad avvertire la crescente esigenza di spazi in grado di rispondere alla nuova necessità della messinscena. La progettazione del nuovo teatro sulla sconsacrata chiesa di Sant'Ignaziio venne affidata ad Eugenio Michitelli, la costruzione partì nel 1813 e si concluse nel 1818 con l'intitolazione a "San Ferdinando", ossia Ferdinando I delle Due Sicilie, con lo spettacolo La Cenerentola di Gioachino Rossini. Nel 1861 il teatro assunse il nome attuale, in ricordo della popolazione italica di Teate, e fu approvato un programma di riqualificazione architettonica nel 1872. I nuovi interventi di Luigi Daretti realizzarono un quinto ordine di palchi, ossia il loggione, la scala d'accesso alla balconata; mentre la platea venne decorata da Giovanni Vecchi ed Enrico Santuccione, che resero la sala semicircolare. Nel 1874 il progetto di Luigi Samoggia abbellì il soffitto, ornato da un rosone ligneo con ghirlanda di fiori e diviso in otto settori con figure femminili, e le allegorie delle arti teatrali e della musica, insieme ai profili dei maestri del teatro quali Shakespeare, Goldoni, Verdi. Il sipario venne decorato dal Ponticelli con la scena del poeta teatino Asinio Pollione in trionfo sui Dalmati (1870).
- Palazzo Martinetti Bianchi: si affaccia su via De Lollis, eretto in origine dai Padri Gesuiti come monastero di Sant'Ignazio, infatti è collegato al teatro Marrucino. Con la soppressione dell'ordine nel 1865 il palazzo passò dapprima ai Franchi e poi ai marchesi Martinetti Bianchi. Oggi ospita il Museo d'Arte "Costantino Barbella" (dal 1976), conservando l'aspetto antico: l'accesso presenta un fornice estremamente alto, ed è il portale più ampio dei palazzi della città. Può inoltre vantare delle monumentali ante in legno e una rosta sempre dello stesso materiale che reca il monogramma dell'ultima famiglia proprietaria.
La facciata è scandita da due ordini di balconi e finestre disposte in modo regolare. Nell'androne è presente una guardiola per il controllo d'accesso, mentre il soffitto reca l'arma della famiglia, che come attesta il biscione visconteo era di origine lombarda. Attorno al cortile si articola su tre lati un bel porticato. L'appartamento di rappresentanza del palazzo, con decorazioni settecentesche, fu commissionato al pittore Giacinto Diano dai Franchi nel 1796. Le scene dell'artista napoletano riguardano la mitologia greca, ossia la favola di Amore e Psiche.

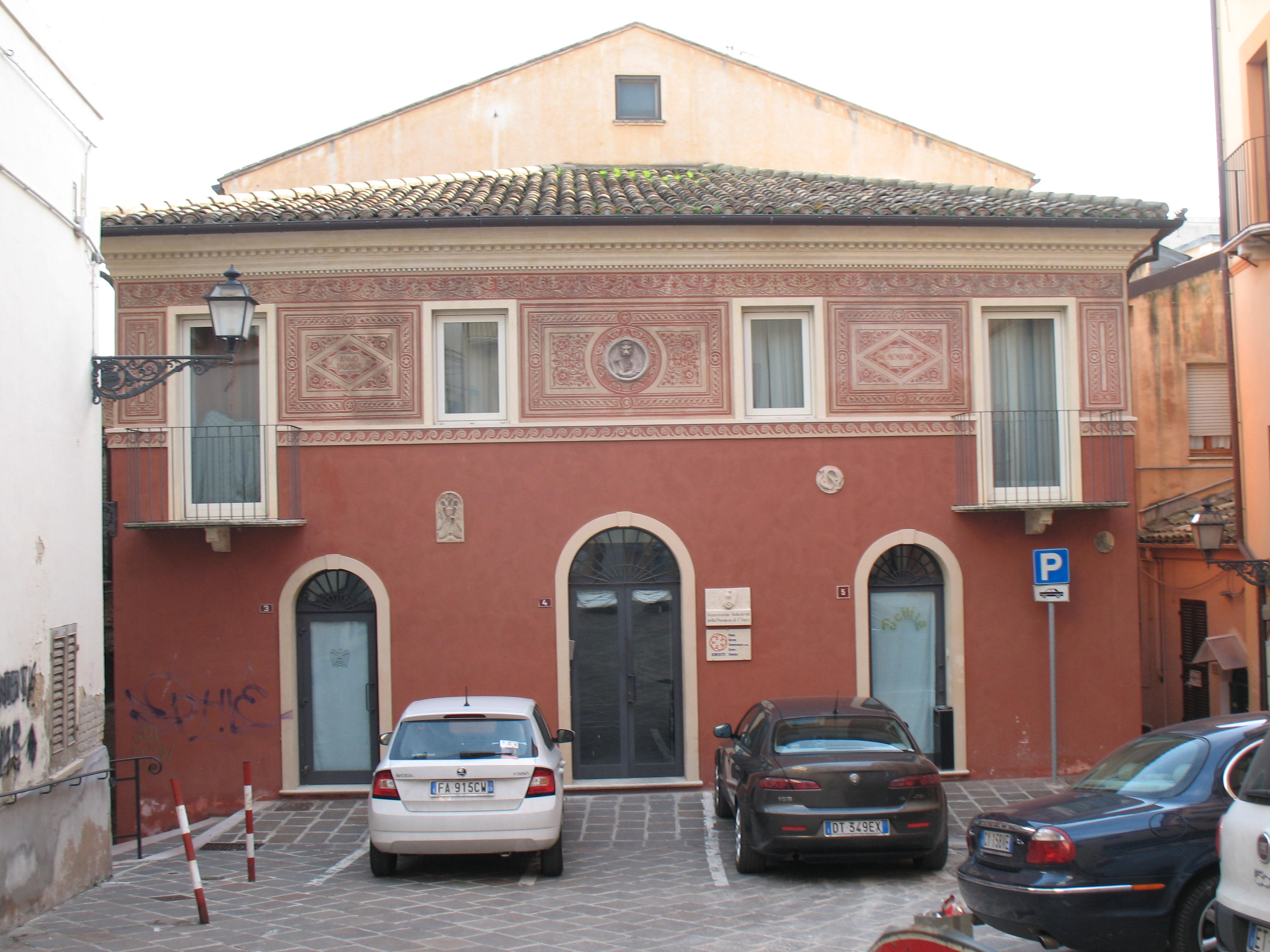
Palazzo dei Veneziani

- Palazzo De Laurentiis: struttura ottocentesca nell'omonima piazza, risalente al Settecento, risultato dell'accorpamento di più strutture.
- Palazzo De Sanctis - Ricciardone: in via De Lollis, il palazzo rappresenta l'unico esempio sopravvissuto in città di dimora gentilizia che si sviluppa in un unico piano. La facciata si presenta ingentilita da un portalino che fa corpo unico con il sovrastante balcone dell'inferriata ricurva. L'androne oscurato dall'aggettante edificio liberty, ospita una piccola cappella, e di fronte a questa si apre una vetrata che immette nell'appartamento sviluppato intorno a uno scalone a due rampe. Questo è sovrastato da uno spazio ellittico, coperto a cupola. Il palazzo oggi è sede del Circolo degli Amici, circolo cittadino di antica istituzione, e al suo interno si possono ancora ammirare le decorazioni delle volte e l'ampio salone da ballo dipinto con scene mitologiche.
- Palazzetto Cetti - Cauli: sempre in via Cesare de Lollis, ha un aspetto settecentesco. La facciata risulta quasi inalterata rispetto alla struttura originaria, probabilmente di epoca settecentesca. In essa si notano il portale, sormontato da una delizioso balconcino con ringhiera bombata, e le originali cornici in pietra delle finestre, decorate ad arco spezzato con ricche volute rococò, inserite probabilmente con la prima ristrutturazione avvenuta nel 1750.
- Fonte Grande: antica fontana medievale, si trova presso Porta Monacisca, e consiste in un grande muro con due arcate cieche, presso cui si trova una grande cannella da cui sgorga l'acqua.
- Palazzetto dei Veneziani: in Largo Teatro vecchio, è ricavato dall'antico teatro pubblico di Chieti, fondato nel Settecento e chiuso dopo la costruzione del nuovo teatro Marrucino. Assunse tale nome quando durante la prima guerra mondiale Chieti ospitò nel palazzo i documenti dell'anagrafe comunale veneziana, accogliendo il distretto militare della città lagunare. L'Abruzzo accolse 13.300 profughi, tra cui 4.00 veneziani a Chieti; la storia dei rapporti tra Chieti e Venezia però è più antica, e risale all'epoca della battaglia di Lepanto contro gli Ottomani. In memoria dell'ospitalità offerta di teatini ai veneziani, venne donata alla città una copia in bassorilievo del leone alato di San Marco, riproducente l'opera presente sulla faccia della porta dei Santi Quaranta a Treviso. L'opera fu realizzata dallo scultore Annibale de Lotto, anche lui sfollato a Chieti. La sobria facciata del teatro vecchio è in rosso pompeiano, terminante a tetto spiovente, con un ordine di quattro finestre, due grandi ai lati estremi e due piccole centrali, alternate dai bassorilievi classicheggianti in stile veneziano.
- Terme romane: sono state localizzate nella zona orientale di Chieti, appena fuori dal perimetro murario di San Giovanni, risalenti al II secolo. L'accesso era consentito mediante una scalinata che introduceva a un corridoio obliquo, la cui pavimentazione ad opera musiva raffigurava delle crocette nere su sfondo bianco. Il corridoio immetteva in un atrio con colonne, la cui pavimentazione mosaicata raffigurava Nettuno. La pavimentazione è stata staccata e traslata per sicurezza nel Museo Archeologico Nazionale. Da qui si possono raggiungere i vari ambienti: tre sale rialzate, un piccolo pilastro a base quadrata utilizzato come sostegno del pavimento, che rappresentavano il "calidarium". Di fronte all'atrio quadrato vi erano delle vasche semicircolari, ricoperte di marmo, e ciò costituiva il "frigidarium".

## Architetture di Chieti Scalo e delle contrade

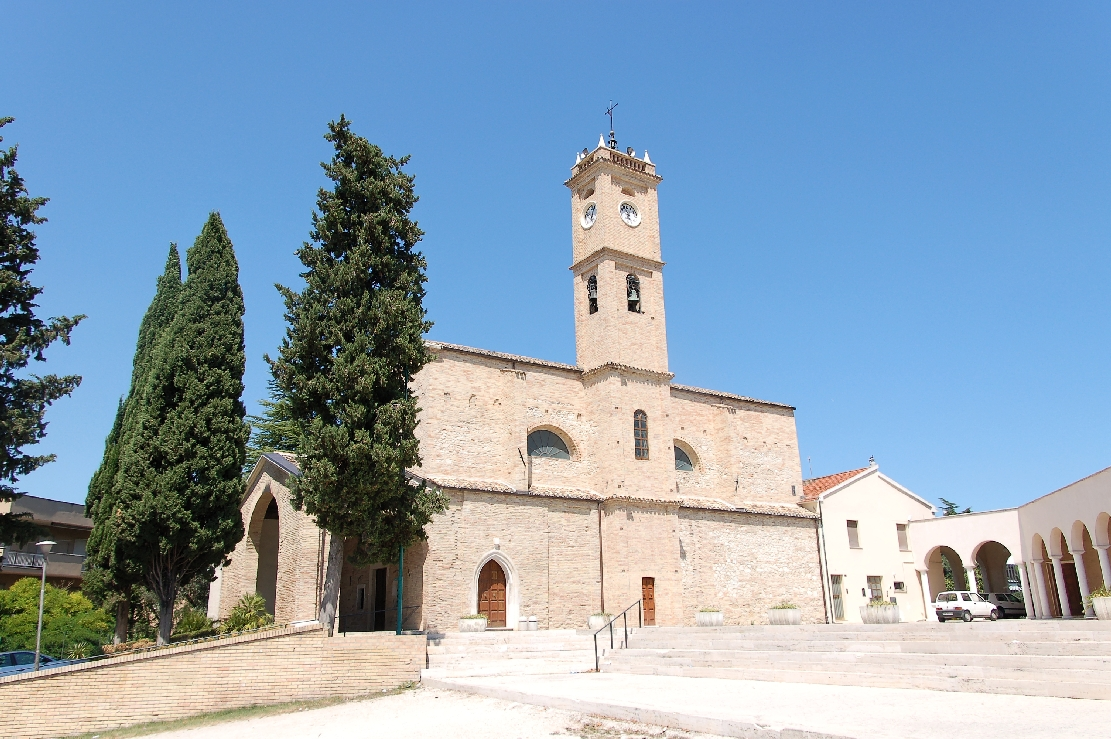
Madonna delle Piane

Chieti Scalo è il nucleo maggiore moderno formatosi dal primo '900 in poi, fondendo gli abitati di San Martino, Madonna delle Piane, Villaggio Celdit e Santa Filomena. Le sue architetture principali sono:
- Parrocchia del Santissimo Crocifisso: costruita negli anni '50, è una chiesa monumentale a pianta rettangolare con tetto a spioventi, e facciata decorata da un portale con piccola edicola pronao, sorretta da due colonne. L'interno è a navata unica, con cappelle laterali, piutto spoglio, caratterizzato da un uso particolare della geometria schematica.
- Chiesa dei Santi XII Apostoli: seconda chiesa di Chieti Scalo, è stata costruita alla fine degli anni '90, ed ha pianta quadrata, con un'elegante facciata ricavata dall'uso sapiente delle curve e delle volumetrie quadrangolari, con la realizzazioni due campanili che formano due vele gemelle, a spezzare la semplicità della facciata.
- Stadio Guido Angelini (ex Marrucino): si trova alla fine di Chieti Scalo, in contrada Santa Filomena. Fu costruito nel 1969 nello Scalo, inaugurato nel 1970, con partita amichevole contro il Milan, il tutto in una cornice di circa 10.000 spettatori. Dal vecchio stadio della Civitella situato invece nel centro storico, si è passati ad un impianto di dimensioni maggiori, e dotato di pista atletica, con lavori di ampliamento negli anni '80. Lo stadio è dotato inoltre di altri complessi come il Palafilomena, palazzetto dello sporto per basket, volleyball, calcio a cinque. Altro complesso è il PalaFox, un palazzetto tensostruttura coperto, con sabbia per tutti gli sport da spiaggia, e il Circolo Ippico con campo di equitazione.
- Chiesa ortodossa di San Costantino e Sant'Elena. situata lungo il viale Abruzzo a Chieti Scalo, è stata ricavata dall'ex sacrario militare dei Caduti della Grande Guerra. La chiesetta è una cappella novecentesca in stile molto semplice, con facciata a capanna in bugnato e mattoni faccia vista, ornata da portale centrale, sormontato da finestra a ventaglio. L'interno a navata unica è stato arredato secondo i dettami della religione ortodossa, rivestito in legno, con lampade orientali e immagini bizantine del Cristo e dei santi dedicatari.

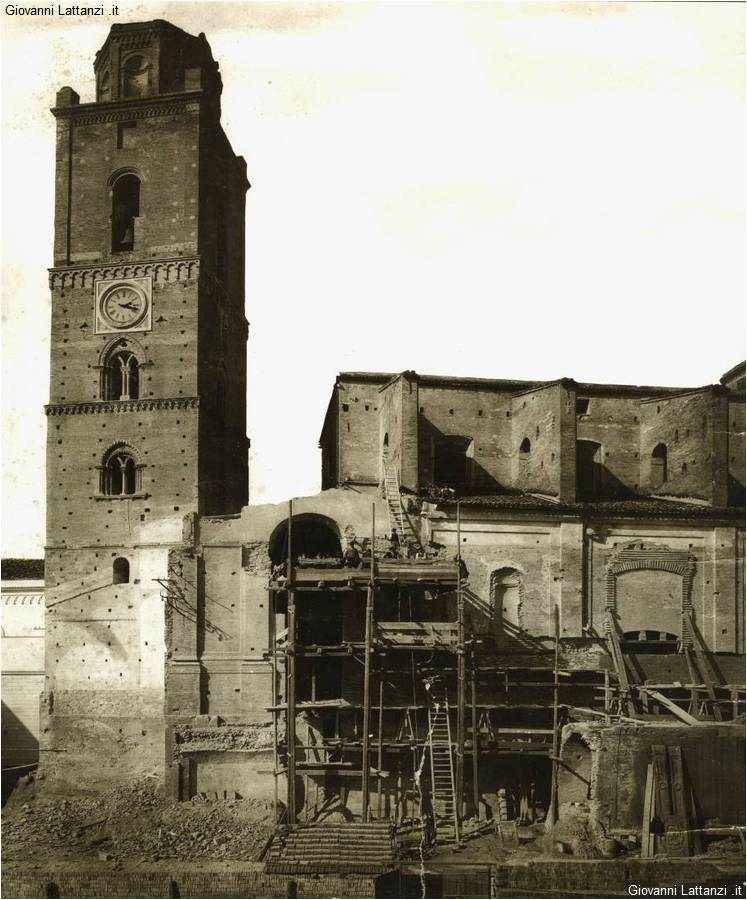
I lavori di ricostruzione in stile neogotico dell'esterno del Duomo (anni '30)

- Chiesa della Madonna delle Piane: si trova alla fine del viale Croce, e risalirebbe all'XI secolo, quando in zona vi transitò l'imperatore Enrico II. Un secondo documento cita la chiesa nel XIV secolo, e in un documento del 1425 si accenna che la struttura fosse legata a un mulino ad acqua. La chiesa fu ampliata nel XVIII secolo, quando si sviluppò nella campagna circostante un piccolo borgo di 100 persone, dipendenti dalla parrocchia di Sant'Agata. In seguito la chiesa venne rimaneggiata e con lo sviluppo dello Scalo fu circondata da strutture moderne, perdendo la grazia di caratteristica chiesa rurale. Per via della crescente popolazione, accanto alla chiesa vecchia venne costruito un moderno oratorio, più spazioso. La chiesa antica conserva le fattezze medievali, con il tipico pronao a edicola a capanna, che precede l'ingresso. La pianta è rettangolare, con tetto a spioventi, e un campanile rettangolare slanciato, con una torretta minore che contiene l'orologio. L'interno conserva una statua medievale della Madonna molto venerata dagli abitanti locali.
- Chiesa di Santa Filomena (Chieti Scalo-Santa Filomena): come la chiesa di San Donato, anche questa chiesa, presso l'ingresso dell'A25, appena poco dopo lo Stadio Angelini, individua un edificio eretto e officiato in stretta aderenza con il sistema tratturale abruzzese. Era infatti il primo a carattere religioso che si trovava lungo la vecchia via Tiburtina, superato il ponte di Villareia (anticamente Villa Reale) di Cepagatti. La seconda chiesa era quella di San Donato, la terza quella della Madonna del Buon Consiglio e la quarta quella di Santa Maria Casoria, nel territorio di Bucchianico. L'edificio probabilmente sorse nel XVII secolo, usato come cappella dalla famiglia Mezzanotte, che aveva una villa poco distante, ed ha la tipica connotazione di chiesa settecentesca abruzzese di campagna, con pianta rettangolare a capanna, e interno intonacato e stuccato molto ricco di colori.

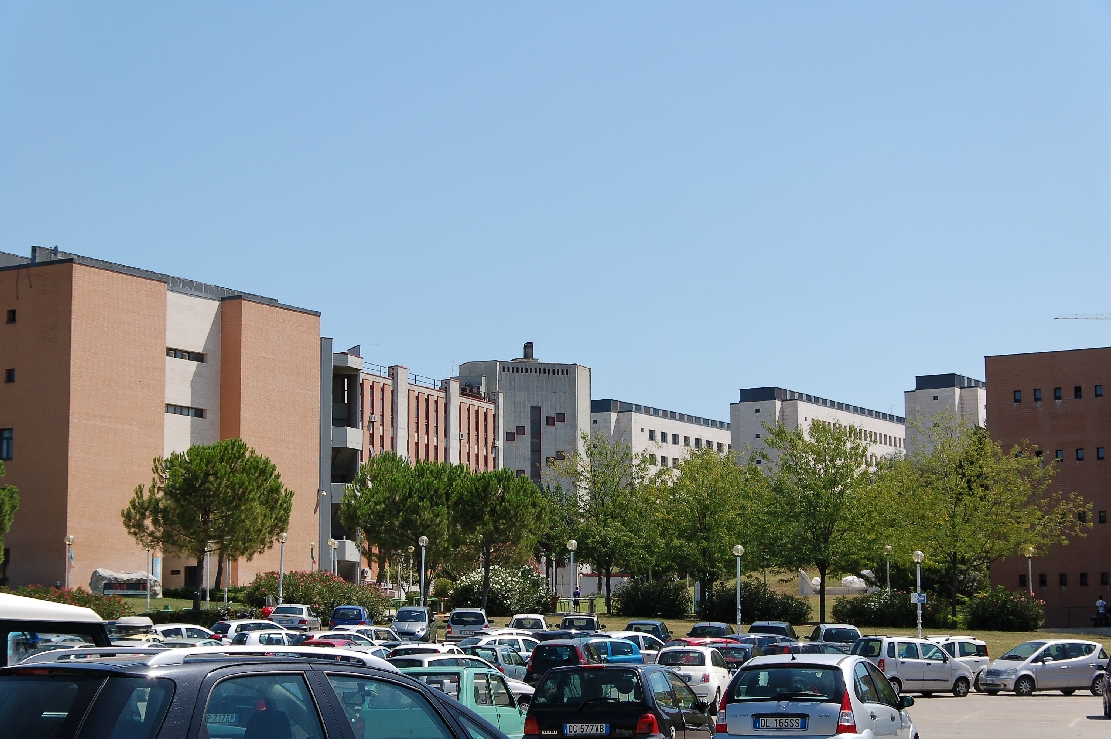
L'area della Facoltà di Lettere dell'Università D'Annunzio

- Università degli Studi "Gabriele d'Annunzio": l'Università si trova nell'ex contrada Madonna delle Piane. Fu inaugurata nel 1961 dopo essere stata progettata dalla Camera di Commercio e del Prefetto nel 1955. Il 12 novembre ci fu l'inaugurazione dei Corsi Liberi Universitari, il 3 dicembre invece nella Sala dei Marmi al Palazzo della Prefettura a Pescara ci fu l'inaugurazione dei Corsi di Economia e Commercio, con annesso Corso di Lingue e Letterature Straniere. Il 3 marzo 1965 il Ministro Luigi Gui firmò il decreto di riconoscimento della Libera Università Abruzzese degli Studi "Gabriele d'Annunzio", e l'8 maggio il Rettorato e la Facoltà di Lettere e Filosofia sono state assegnate alla sede di Chieti, e a Pescara quelle di Economia e Commercio, con il Corso di Lingue Straniere. La sede operativa a Pescara di viale Pindaro fu inaugurata nel febbraio 1988.
L'Università a Chieti è sede del campus, con i vari palazzi progettati in stile eclettico, che ricordano il razionalismo del ventennio, come il Palazzo dei Congressi e delle Lauree. Di interessante al livello artistico sono la scultura di D'Annunzio presso il Rettorato e la stele simbolo dell'Università di Pietro Cascella, dove si trova il trono per gli studenti neolaureati.
- Fontana dei Cannelli (Chieti Tricalle): si trova al punto d'incontro di via Gasometro e Fonte Vecchia. Si compone di una fontana in mattoni, costituita da un muro di contenimento della collina, e di nove vasche separate da contrafforti, che si riconducono progressivamente verso l'alto. Quelle centrali sono più alte e decorate da bugnato. Al di sopra della vasca di mezzo il muro forma un timpano, privo di cornice ed architrave, sul quale si trova lo stemma di pietra a forma di scudo con il guerriero Achille a cavallo. Al di sopra delle altre otto vasche corre una fascia in mattoni che delimita, per ciascuna, una superficie in cui è inserito un cartello di pietra. La vasca è alimentata da tre cannelle sporgenti da rosoni in pietra, e connessi a un cunicolo con pareti e volta in mattoni.

- Chiesa di Santa Maria del Tricalle: è la chiesa di Chieti più importante storicamente, fuori dal centro. Deve il nome alla zona di tre colli, per cui in latino era detta "Sancta Maria a Tribus Callis", presso l'incrocio delle tre strade maestre. Risulta il prodotto dell'attenzione rivolta in Abruzzo ai templi a pianta centrale rinascimentale, come ad esempio anche il Duomo di San Flaviano di Giulianova. La costruzione originale risulta documentata nel 1317, sui resti di un tempio pagano dedicato a Diana "Trivia". Riedificata e trasformata nel XV secolo, e poi ancora in un corposo restauro del 1879, con l'aggiunta della cupola ovoidale, delle paraste angolari e della cornice ad archetti intrecciati, ovuli e palmetti.[26] Fu usata come chiesa cimiteriale per i condannati a morte nel Settecento, e successivamente negli anni '60, con la sovrappopolazione del quartiere Tricalle, fu ingabbiata in un contesto urbano di palazzi moderni, perdendo la bellezza di chiesa di campagna, subentrando inoltre alla parrocchia della nuova chiesa di San Francesco Caracciolo, a pochi passi.
La chiesetta conserva la pianta ottagonale resti del porticato, il portale a sesto acuto gotico con lunetta decorata dall'affresco della Madonna col Bambino. L'interno è molto semplice, con delle nicchie incorniciate da arcate rinascimentali.
- Parrocchia di San Francesco Caracciolo: fu costruita nel 1962, alternando mattoni, vetro e cemento armato nella composizione. La chiesa rispecchia la pianta rettangolare, con l'alternanza di questi materiali per produrre effetti di geometria. La parte della facciata a destra è occupata da finestre policrome che infondono luce all'interno a navata unica. Tale interno è decorato da mattoni in cotto faccia vista, e da tre grosse vetrate presso l'abside che mostrano Cristo e santi.
- Il Casone (Brecciarola): è una casina di caccia del Settecento, situata nella contrada Brecciarola. La struttura ha pianta quadrata, ed è decorata da quattro torrette circolari angolari, e da una torre colombaia maggiore centrale a pianta quadrangolare. Il palazzo sorge nella piazza nuovo centro urbano, ed ospita un circolo sociale.
- Villa Mezzanotte (Santa Filomena): storica dimora della famiglia di Chieti, risalente all'800, usata come residenza signorile di campagna, e in abbandono da anni. L'ingresso ha un piano sormontato da una torre che si trasforma in loggiato a due arcate a tutto sesto.

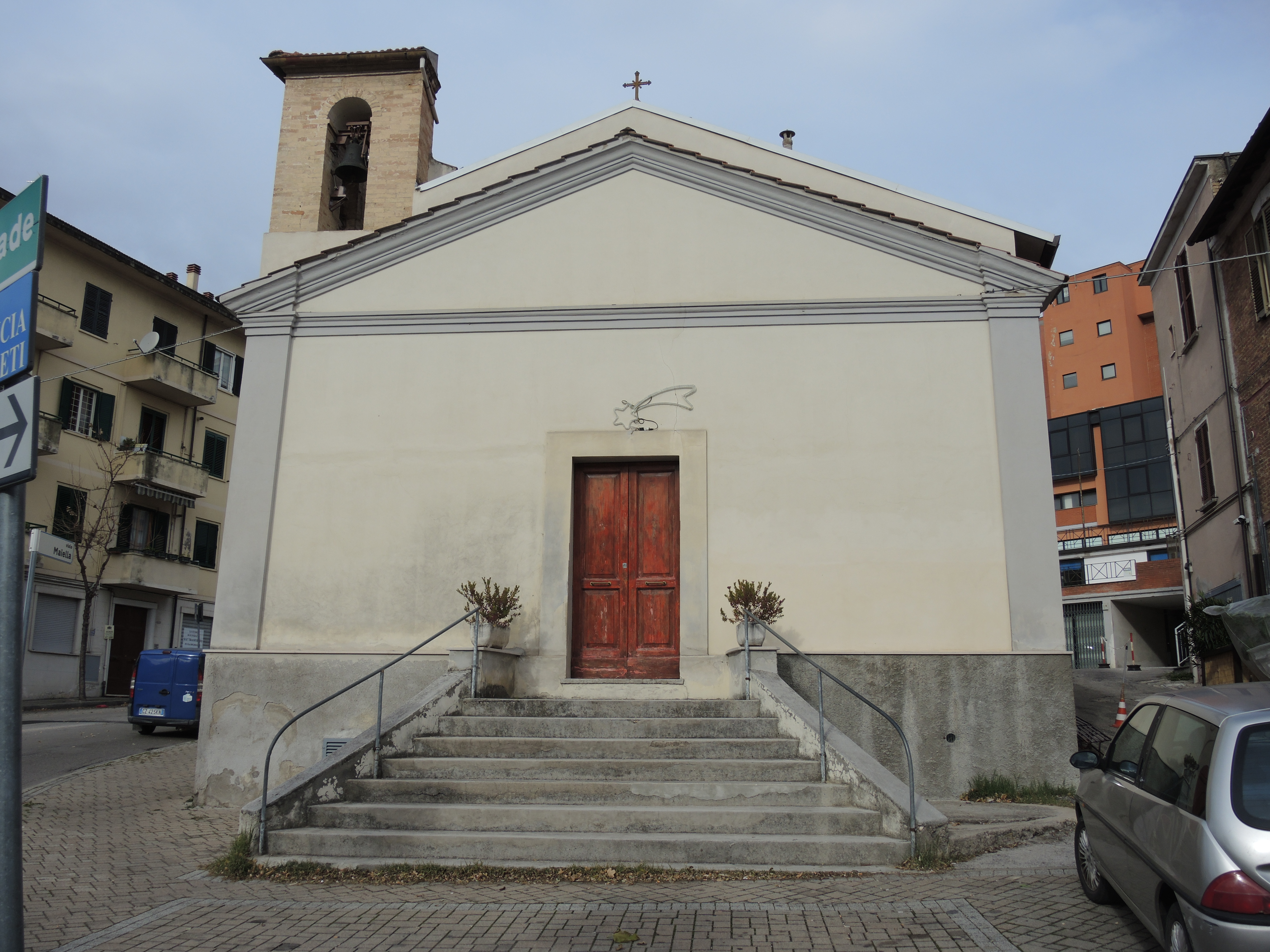
Chiesa di Santa Maria Calvona

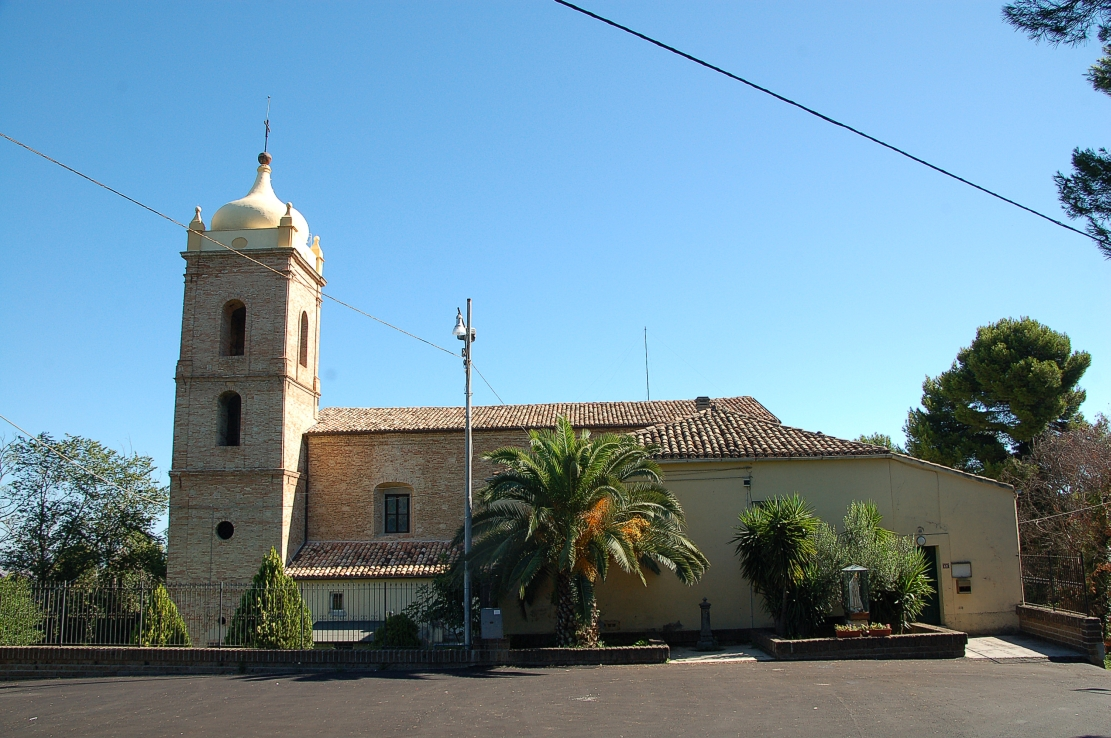
Santa Maria de Criptis

- Chiesa di Santa Barbara: chiesetta settecentesca poco distante dal centro storico. Ha un aspetto settecentesco, con interno a navata unica intonacato di bianco, in stile neoclassico. Il portico che precede l'ingresso però lascia trasparire che la piccola chiesa esistesse già dal Medioevo.
- Chiesa della Madonna del Buon Consiglio: la chiesa faceva parte del tratturo che portava a Foggia da L'Aquila e si trova nella località omonima. La chiesa risale al Medioevo, come testimonia il portale romanico ad arco a tutto sesto, ma è stata ampiamente rimaneggiata nei secoli, ed ha un aspetto sette-ottocentesco.
- Chiesa di Santa Maria Calvona: la chiesa è d'importanza perché sorge sopra una necropoli italica, dove è stato rinvenuto anche il frontone di un tempio, conservato nel Museo archeologico "La Civitella". Il tempietto inoltre sorge nella direttrice della vecchia via Tiburtina Valeria, che aveva in origine un tracciato medio-collinare, e non vallivo. La chiesa ha origini medievali, ma è stata ampiamente rimaneggiata, fino ad assumere una modesta connotazione ottocentesca di semplice tempietto a pianta rettangolare a capanna.
- Chiesa di San Donato: chiesetta ottocentesca, con interno a navata unica e interessante altare caratterizzato da marmi policromi, che racchiudono la nicchia del santo dedicatario.
- Chiesa della Madonna delle Grazie: si trova sulla salita che dal Tricalle porta al centro. Venne inaugurata nel 1624 dal Monsignor Peruzzi e ben presto divenne luogo di sosta dei pellegrini che passavano a Chieti. L'architettura è simile a quella di molte chiese rurali della zona: il suo interno è a navata unica, conservando alcune opere d'arte come un antico affresco raffigurante la Vergine, da cui si narra fosse l'antica cona sopra cui sorse la chiesa. La facciata è stata rimaneggiata nel tardo Ottocento, mostrando lineamenti foschi del neogotico.
- Chiesa della Madonna del Freddo: l'insediamento situato dietro il cimitero, è uno dei più antichi di Chieti, composto da casette campestri, e per questo vi fu costruita una chiesa, che oggi ha un aspetto settecentesco, con un pronao monumentale che precede l'ingresso.
- Chiesa di Santa Maria de Cryptis: sorge presso Villa Obletter, e risalirebbe al XIII secolo, quando fu fondata come eremo dei discendenti di Celestino V. Successivamente venne ampliata nel XVII secolo, fino a raggiungere le fattezze settecentesche attuali, che mostrano un edificio molto più curato delle classiche chiesette di campagna della zona. Infatti la chiesa era luogo di sepoltura delle famiglie nobili di Chieti, come i Nolli o i Toppi, e da ciò deriva il nome "criptis", poiché la chiesa fungeva da cimitero, con la cripta medievale, che conserva alcuni sepolcri di pregio.

- Chiesa della Madonna della Misericordia: si trova appena fuori dal centro storico di Chieti, lungo via Colonnetta. La chiesa in origine era settecentesca, e sorgeva in aperta campagna. Fonti vogliono che fosse stata costruita dopo il 1656 dai Padri Crociferi, e vi veniva venerata la santa Eufemia.
- Chiesa della Madonna degli Angeli: si trova in Piazza Monsignor Venturi. Ha un aspetto moderno perché venne danneggiata nel 1915 dal terremoto di Avezzano. Inoltre a causa della crescente popolazione, la vecchia chiesetta negli anni '50 non riusciva ad accogliere più i fedeli e venne demolita e ricostruita ex novo, presentando uno stile prevalentemente moderno. Lo stile però è in parte originale, perché ricalca le chiese medievali abruzzesi, che avevano la torre campanaria integrata con la facciata, svettando la centro del prospetto.
- Chiesa di San Martino Vecchio: chiesetta degli anni '40, situata in zona San Martino, sopra il colle che sovrasta lo Scalo. La chiesa originaria di San Martino era più antica, ma è caduta in rovina, ragion per cui se ne costruì una nuova, che rispecchiasse il modello di quella medievale. La chiesa, essendo diventata troppo piccola per accogliere i fedeli della frazione, vedrà trasferita la propria parrocchia nella nuova chiesa di San Martino, i cui lavori sono partiti in uno spazio di terra poco più a valle nel 2016.
- Chiesa di Santa Maria della Vittoria: fu edificata nella seconda metà del 1500 dai crociati francesi, commilitoni di Chieti, in segno di riconoscenza verso la Madonna per la vittoria dei cristiani nella battaglia di Lepanto (1570). La chiesa fu ristrutturata nel 1744 con la realizzazione di una nicchia per accogliere la statua di Maria, e si trovava in un punto focale di traffico di viandanti e merci. Nel dopoguerra la zona collinare subentrò alla nuova parrocchia della Madonna degli Angeli e così la chiesetta cadde in degrado, infine chiusa al culto. Delle voci raccontano che in quel periodo in una famiglia un bambino si ammalò gravemente e il padre fece voto di ristrutturare la chiesa in caso il figlio fosse guarito. Il prodigio avvenne, e crescendo divenne imprenditore, che si interessò alla causa della chiesa, ormai a rischio crollo. Tuttavia non fu consultata la Soprintendenza e la chiesa venne demolita e ricostruita daccapo, perdendo lo stile settecentesco, poiché la nuova ricostruzione è solo un'imitazione, che non conserva gli stucchi interni e le cornici modanate, ma è solamente molto schematico, nell'area della navata unica. Di originale si conserva solo una tela della Madonna, del 1774.
- Chiesa del Santissimo Salvatore: si trova nella contrada San Salvatore, e risalirebbe all'XI secolo, facente parte della giurisdizione di San Giustino. Col passare dei secoli sorse un insediamento abitativo di case rurali e la chiesa venne ampliata, fino a raggiungere l'aspetto attuale, di fattezze settecentesche. Come quasi tutte le chiese delle contrade di Chieti, ha l'ingresso preceduto da un piccolo portico a edicola.